# Torneo LINAFA 2018-2019
El torneo 2018-2019 de la Primera División de LINAFA (Liga Nacional de Fútbol Aficionado) es la edición n.º 36 del torneo, dio inicio el domingo 29 de julio de 2018 y cuenta con la participación de 79 equipos, distribuidos en 10 grupos geográficamente con el fin de promover el desarrollo del fútbol en diversas zonas del país.
Con respecto al torneo anterior, los equipos AD Barrealeña, Academia de Acosta, RILCA FC, UD Puriscal, Juventud Atlético, Sporting JK, ASD. El Cairo, AD. Isla Venado, ADR Esparza y FC San Martín de Nicoya decidieron no participar por motivos varios.
Se perdonó el descenso a los equipos: AD Valencia, CS Santa Bárbara, ACF. Turrucares, AD. San Buenaventura y AD Cuajiniquil, y se unieron 23 equipos que ganaron su ascenso en la Tercera División de LINAFA 2017-2018.

## Sistema de competición
- Primera Fase: Consta de 79 equipos. Sistema de clasificación por grupos (9 grupos de 8 escuadras y 1 de 7 escuadras) siendo los equipos ordenados por medio de varios aspectos tales como la localización geográfica. Se jugará todos contra todos por grupo a 2 vueltas, la idea es definir posiciones para la mezcla de los equipos y grupos de la siguiente ronda. Los Grupos del 1 al 5 forman la Zona A y los Grupos del 6 al 10 la Zona B.

- Segunda Fase: En esta fase se mezcla los 1,3,5,7.º lugares con 2,4,6,8.º lugares del grupo vertical, los grupos de esta fase se conformarán así:  
  - Grupo A: 1.º, 3.º, 5.º y 7.º Lugar del Grupo Uno (Heredia) y 2.º, 4.º, 6.º y 8.º Lugar del Grupo Seis (Alajuela "B").
  - Grupo B: 1.º, 3.º, 5.º y 7.º Lugar del Grupo Dos (Alajuela "A") y 2.º, 4.º, 6.º y 8.º Lugar del Grupo Siete (Limón).
  - Grupo C: 1.º, 3.º, 5.º y 7.º Lugar del Grupo Tres (Cartago) y 2.º, 4.º y 6.º Lugar del Grupo Ocho (San José "A")
  - Grupo D: 1.º, 3.º, 5.º y 7.º Lugar del Grupo Cuatro (Puntarenas-Zona Sur) y 2.º, 4.º, 6.º y 8.º Lugar del Grupo Nueve (San José "B").
  - Grupo E: 1.º, 3.º, 5.º y 7.º Lugar del Grupo Cinco (Puntarenas-Península) y 2.º, 4.º, 6.º y 8.º Lugar del Grupo Diez (Guanacaste).
  - Grupo F: 1.º, 3.º, 5.º y 7.º Lugar del Grupo Seis (Alajuela "B") y 2.º, 4.º, 6.º y 8.º Lugar del Grupo Uno (Heredia).
  - Grupo G: 1.º, 3.º, 5.º y 7.º Lugar del Grupo Siete (Limón) y 2.º, 4.º, 6.º y 8.º Lugar del Grupo Dos (Alaljuela "A").
  - Grupo H: 1.º, 3.º, 5.º y 7.º Lugar del Grupo Ocho (San José "A") y 2.º, 4.º, 6.º y 8.º Lugar del Grupo Tres (Cartago).
  - Grupo I: 1.º, 3.º, 5.º y 7.º Lugar del Grupo Nueve (San José "B") y 2.º, 4.º, 6.º y 8.º Lugar del Grupo Cuatro (Puntarenas-Zona Sur).
  - Grupo J: 1.º, 3.º, 5.º y 7.º Lugar del Grupo Diez (Guanacaste) y 2.º, 4.º, 6.º y 8.º Lugar del Grupo Cinco (Puntarenas-Península).

Se manejará dos tablas de puntuación, la primera llevará los puntos de la fase 2 para sacar los 3 clasificados por grupo y los mejores perdedores por zona (A y B). La segunda tabla es el acumulado por grupo inicial (los grupos tal como estaban en la fase 1) para sacar los descendidos por grupo (ya sea por puntos, incomparescencias o retiro).
- Tercera Fase: Dieciseisavos de final (32 equipos). Sistema de clasificación por eliminación directa ida y vuelta.
- Cuarta Fase: Octavos de final (16 equipos). Sistema de clasificación por eliminación directa ida y vuelta.
- Quinta Fase: Cuartos de final (8 equipos). Sistema de clasificación por eliminación directa ida y vuelta.
- Sexta Fase: Semifinal (4 equipos). Sistema de clasificación por eliminación directa ida y vuelta.
- Séptima Fase: Final. Se juega ida y vuelta. El ganador tendrá el derecho de participar la próxima temporada en la Segunda División de Costa Rica.

El torneo de Linafa dura aproximadamente un año, dándole tiempo a la Primera y a la Segunda División para que terminen sus dos torneos (apertura y clausura).

## Ascenso y descenso
Un total de 79 equipos disputan en torneo, incluyendo los equipos ascendidos desde la Tercera División de LINAFA y el equipo descendido de la Liga de Ascenso 2017-18.
| Pos | Ascendido a la Liga de Ascenso 2018-19  |
| --- | --------------------------------------- |
| 1.º | AD Golfito Zona Sur (Puerto Golfito FC) |

| Pos  | Descendido de Liga de Ascenso 2017-18 |
| ---- | ------------------------------------- |
| 18.º | AD Barrio México                      |

## Tabla de goleo
| 1.º                                      | Albán Goméz        | Deportivo Upala FC          | 29 |
| 2.º                                      | Justin Tenorio     | Deportivo Upala FC (Nota 3) | 27 |
| 2.º                                      | Steven Cárdenas    | Mpal. Desamparados FC       | 27 |
| 4.º                                      | Emerson Cruz       | ACF. Turrucares             | 26 |
| 4.º                                      | Oscar Morales      | CCDR San Pablo              | 26 |
| 4.º                                      | Alexis Jiménez     | Ciruelas FC (Nota 2)        | 26 |
| 7.º                                      | Guillermo Brokes   | Limón FC (Nota 1)           | 25 |
| 8.º                                      | Anthony Rodríguez  | Fusión Pto. Viejo Sarapiquí | 23 |
| 9.º                                      | Greivin Rojas      | Municipal Guarco            | 22 |
| 10.º                                     | Winston Tenorio    | AD. Sagrada Familia         | 21 |
| 10.º                                     | Luis Rodríguez     | Asoc. Upaleña de Fútbol     | 21 |
| 12.º                                     | Armando Villalobos | Atlético Belén              | 20 |
| 12.º                                     | John Vizcaíno      | ADF. Siquirres              | 20 |
| 14.º                                     | Johnny Chacón      | AD Santo Domingo            | 19 |
| Última actualización: 20 de mayo de 2019 |                    |                             |    |

- En la tabla se acumulan los goles hechos durante todas las etapas del Torneo.
- Nota 1: En este mismo torneo jugó con AD. Generación Caribe, equipo con el que hizo 15 goles.
- Nota 2: Fue transferido a Puerto Golfito FC (de la Segunda División) en enero de 2019
- Nota 3: En este mismo torneo jugó con Municipal Colorado, equipo con el que hizo 27 goles.

## Primera Fase: Grupos Provinciales
En esta fase los 79 equipos se dividen en grupos por provincia y se enfrentan entre ellos para definir los clasificados por grupo a la Segunda Fase, e igualmente el cuadro que desciende por grupo a la Tercera División de LINAFA. Se utilizará los siguientes colores para resaltar lo expuesto anteriormente:
|  | Asciende a la Liga de Ascenso (Segunda División) 2018-2019 |
|  | Clasificado a la siguiente fase del Torneo de LINAFA       |
|  | Desciende a la Tercera División de LINAFA 2018-2019        |

### Grupo 1:Heredia
|                                                 | Equipos                       |    | PJ | PG | PE | PP | GF | GC  | Dif. | Pts. |
| ----------------------------------------------- | ----------------------------- | -- | -- | -- | -- | -- | -- | --- | ---- | ---- |
| 1.\|style="text-align:left;"\| AD Santo Domingo |                               | 14 | 11 | 2  | 1  | 35 | 17 | +18 | 35   |      |
| 2.                                              | CCDR San Pablo                |    | 14 | 9  | 2  | 3  | 49 | 30  | +19  | 29   |
| 3.                                              | CCDR Barva                    |    | 14 | 7  | 3  | 4  | 34 | 24  | +10  | 24   |
| 4.                                              | El Bajo FC                    |    | 14 | 7  | 2  | 5  | 25 | 25  | 0    | 23   |
| 5.                                              | Atlético Belén                |    | 14 | 5  | 3  | 6  | 36 | 35  | +1   | 18   |
| 6.                                              | Fusión Pto. Viejo (Sarapiquí) |    | 14 | 4  | 4  | 6  | 34 | 26  | +8   | 16   |
| 7.                                              | Ecomotors FC                  |    | 14 | 2  | 1  | 11 | 26 | 62  | -36  | 7    |
| 8.                                              | CS Santa Bárbara              |    | 14 | 1  | 3  | 10 | 16 | 36  | -20  | 6    |

| CCDR Barva                  | 1 - 1 | El Bajo FC       | 29 de julio de 2018 | Cancha San Bartolomé         |
| CCDR San Pablo              | 3 - 2 | Atlético Belén   | 29 de julio de 2018 | Cancha Los Expresidentes     |
| CS Santa Bárbara            | 3 - 1 | Ecomotors FC     | 29 de julio de 2018 | Cancha Mondovi               |
| Fusión Pto. Viejo Sarapiquí | 0 - 3 | AD Santo Domingo | 29 de julio de 2018 | Estadio La Virgen, Sarapiquí |

| Atlético Belén              | 2 - 0 | CS Santa Bárbara | 5 de agosto de 2018 | Polideportivo de Belén        |
| El Bajo FC                  | 1 - 3 | CCDR San Pablo   | 5 de agosto de 2018 | Cancha de Bajo de los Molinos |
| Fusión Pto. Viejo Sarapiquí | 0 - 2 | CCDR Barva       | 5 de agosto de 2018 | Estadio La Virgen, Sarapiquí  |
| AD Santo Domingo            | 6 - 2 | Ecomotors FC     | 5 de agosto de 2018 | Cancha de Barrio Socorro      |

| CCDR San Pablo   | 2 - 1 | Fusión Pto. Viejo Sarapiquí | 12 de agosto de 2018 | Cancha Los Expresidentes |
| CS Santa Bárbara | 1 - 2 | El Bajo FC                  | 12 de agosto de 2018 | Cancha Mondovi           |
| Ecomotors FC     | 3 - 2 | Atlético Belén              | 12 de agosto de 2018 | Cancha de Mercedes Norte |
| CCDR Barva       | 3 - 3 | AD Santo Domingo            | 12 de agosto de 2018 | Cancha San Bartolomé     |

| El Bajo FC                  | 2 - 1 | Ecomotors FC     | 19 de agosto de 2018 | Cancha de Bajo de los Molinos |
| Fusión Pto. Viejo Sarapiquí | 1 - 1 | CS Santa Bárbara | 19 de agosto de 2018 | Estadio La Virgen, Sarapiquí  |
| CCDR Barva                  | 4 - 3 | CCDR San Pablo   | 19 de agosto de 2018 | Cancha San Bartolomé          |
| AD Santo Domingo            | 2 - 1 | Atlético Belén   | 19 de agosto de 2018 | Cancha de Barrio Socorro      |

| CS Santa Bárbara | 0 - 2 | CCDR Barva                  | 26 de agosto de 2018 | Cancha Mondovi                   |
| Ecomotors FC     | 2 - 7 | Fusión Pto. Viejo Sarapiquí | 26 de agosto de 2018 | Estadio de San Joaquín de Flores |
| Atlético Belén   | 1 - 3 | El Bajo FC                  | 26 de agosto de 2018 | Polideportivo de Belén           |
| CCDR San Pablo   | 1 - 2 | AD Santo Domingo            | 26 de agosto de 2018 | Cancha Los Expresidentes         |

| Fusión Pto. Viejo Sarapiquí | 5 - 0 | Atlético Belén   | 2 de septiembre de 2018 | Estadio La Virgen, Sarapiquí |
| CCDR Barva                  | 1 - 2 | Ecomotors FC     | 2 de septiembre de 2018 | Cancha San Bartolomé         |
| CCDR San Pablo              | 8 - 2 | CS Santa Bárbara | 2 de septiembre de 2018 | Cancha Los Expresidentes     |
| AD Santo Domingo            | 2 - 0 | El Bajo FC       | 2 de septiembre de 2018 | Cancha de Barrio Socorro     |

| Ecomotors FC     | 1 - 3 | CCDR San Pablo              | 9 de septiembre de 2018 | Cancha La Incubadora          |
| Atlético Belén   | 4 - 3 | CCDR Barva                  | 9 de septiembre de 2018 | Polideportivo de Belén        |
| El Bajo FC       | 2 - 1 | Fusión Pto. Viejo Sarapiquí | 9 de septiembre de 2018 | Cancha de Bajo de los Molinos |
| CS Santa Bárbara | 0 - 1 | AD Santo Domingo            | 9 de septiembre de 2018 | Cancha Mondovi                |

| El Bajo FC       | 0 - 3 | CCDR Barva                  | 16 de septiembre de 2018 | Cancha de Bajo de los Molinos |
| Atlético Belén   | 2 - 2 | CCDR San Pablo              | 16 de septiembre de 2018 | Cancha La Incubadora          |
| Ecomotors FC     | 3 - 3 | CS Santa Bárbara            | 16 de septiembre de 2018 | Estadio de Mercedes Norte     |
| AD Santo Domingo | 2 - 1 | Fusión Pto. Viejo Sarapiquí | 16 de septiembre de 2018 | Cancha de Barrio Socorro      |

| CS Santa Bárbara | 1 - 4 | Atlético Belén              | 23 de septiembre de 2018 | Cancha Mondovi           |
| CCDR San Pablo   | 4 - 3 | El Bajo FC                  | 23 de septiembre de 2018 | Cancha Los Expresidentes |
| CCDR Barva       | 3 - 1 | Fusión Pto. Viejo Sarapiquí | 23 de septiembre de 2018 | Cancha San Bartolomé     |
| Ecomotors FC     | 1 - 2 | AD Santo Domingo            | 23 de septiembre de 2018 | Cancha La Incubadora     |

| Fusión Pto. Viejo Sarapiquí | 4 - 3 | CCDR San Pablo   | 30 de septiembre de 2018 | Estadio La Virgen, Sarapiquí  |
| El Bajo FC                  | 2 - 1 | CS Santa Bárbara | 30 de septiembre de 2018 | Cancha de Bajo de los Molinos |
| Atlético Belén              | 8 - 2 | Ecomotors FC     | 30 de septiembre de 2018 | Polideportivo de Belén        |
| AD Santo Domingo            | 1 - 0 | CCDR Barva       | 30 de septiembre de 2018 | Cancha de Barrio Socorro      |

| Ecomotors FC     | 2 - 3 | El Bajo FC                  | 14 de octubre de 2018 | Cancha La Incubadora     |
| CS Santa Bárbara | 1 - 1 | Fusión Pto. Viejo Sarapiquí | 14 de octubre de 2018 | Cancha La Incubadora     |
| CCDR San Pablo   | 2 - 1 | CCDR Barva                  | 14 de octubre de 2018 | Cancha Los Expresidentes |
| Atlético Belén   | 3 - 2 | AD Santo Domingo            | 14 de octubre de 2018 | Polideportivo de Belén   |

| CCDR Barva                  | 3 - 1 | CS Santa Bárbara | 21 de octubre de 2018 | Cancha San Bartolomé          |
| Fusión Pto. Viejo Sarapiquí | 8 - 1 | Ecomotors FC     | 21 de octubre de 2018 | Estadio La Virgen, Sarapiquí  |
| El Bajo FC                  | 2 - 0 | Atlético Belén   | 21 de octubre de 2018 | Cancha de Bajo de los Molinos |
| AD Santo Domingo            | 2 - 2 | CCDR San Pablo   | 21 de octubre de 2018 | Cancha de Barrio Socorro      |

| Atlético Belén   | 3 - 3 | Fusión Pto. Viejo Sarapiquí | 28 de octubre de 2018 | Polideportivo de Belén    |
| Ecomotors FC     | 2 - 4 | CCDR Barva                  | 28 de octubre de 2018 | Cancha de San Pablo, Hdia |
| CS Santa Bárbara | 2 - 3 | CCDR San Pablo              | 28 de octubre de 2018 | Cancha La Incubadora      |
| El Bajo FC       | 3 - 4 | AD Santo Domingo            | 28 de octubre de 2018 | Estadio Yuba Paniagua     |

| CCDR San Pablo              | 10 - 3 | Ecomotors FC     | 4 de noviembre de 2018 | Cancha Los Expresidentes     |
| CCDR Barva                  | 4 - 4  | Atlético Belén   | 4 de noviembre de 2018 | Cancha San Bartolomé         |
| Fusión Pto. Viejo Sarapiquí | 1 - 1  | El Bajo FC       | 4 de noviembre de 2018 | Estadio La Virgen, Sarapiquí |
| AD Santo Domingo            | 3 - 0  | CS Santa Bárbara | 4 de noviembre de 2018 | Cancha de Barrio Socorro     |

### Grupo 2:Alajuela "A"
|    | Equipos               |  | PJ | PG | PE | PP | GF | GC | Dif. | Pts. |
| -- | --------------------- |  | -- | -- | -- | -- | -- | -- | ---- | ---- |
| 1. | Selección de Canoas   |  | 14 | 10 | 2  | 2  | 40 | 32 | +8   | 32   |
| 2. | AD. Zaragoza FC       |  | 14 | 7  | 3  | 4  | 35 | 25 | +10  | 24   |
| 3. | Galo Atletic Club     |  | 14 | 7  | 3  | 4  | 32 | 29 | +3   | 24   |
| 4. | Four Can              |  | 14 | 6  | 4  | 4  | 30 | 21 | +9   | 22   |
| 5. | Municipal Orotina     |  | 14 | 6  | 2  | 6  | 27 | 23 | +4   | 20   |
| 6. | AD. Fortuna FC (*)    |  | 14 | 5  | 4  | 5  | 21 | 25 | -4   | 19   |
| 7. | AD. A.B.C. San Rafael |  | 14 | 0  | 7  | 7  | 22 | 37 | -15  | 7    |
| 8. | Adafia Atenas (*)     |  | 14 | 1  | 3  | 10 | 19 | 34 | -15  | 6    |

(*): Sancionado por Incomparencia

| Galo Atletic Club   | 4 - 3     | Municipal Orotina | 29 de julio de 2018 | Cancha Los Cibeles         |
| ABC San Rafael      | 3 - 3     | Adafia Atenas     | 29 de julio de 2018 | Cancha Ottos, La Guácima   |
| Selección de Canoas | 2 - 1     | Four Can FC       | 29 de julio de 2018 | Cancha de Canoas, Alajuela |
| AD Fortuna          | 0 - 2 (*) | AD Zaragoza       | 29 de julio de 2018 | Estadio Berny Hidalgo      |

| Adafia Atenas     | 1 - 4 | Selección de Canoas | 5 de agosto de 2018 | Estadio Mardoqueo González   |
| Municipal Orotina | 2 - 0 | ABC San Rafael      | 5 de agosto de 2018 | Estadio Municipal de Orotina |
| AD Fortuna        | 2 - 2 | Galo Atletic Club   | 5 de agosto de 2018 | Cancha Los Angeles, Fortuna  |
| AD Zaragoza       | 2 - 2 | Four Can FC         | 5 de agosto de 2018 | Cancha de Zaragoza, Palmares |

| ABC San Rafael      | 0 - 0 | AD Fortuna        | 12 de agosto de 2018 | Cancha Ottos, La Guácima       |
| Selección de Canoas | 4 - 3 | Municipal Orotina | 12 de agosto de 2018 | Cancha de Canoas, Alajuela     |
| Four Can FC         | 3 - 1 | Adafia Atenas     | 12 de agosto de 2018 | Cancha de San Isidro, Alajuela |
| Galo Atletic Club   | 1 - 2 | AD Zaragoza       | 12 de agosto de 2018 | Cancha Dulce Nombre, La Garita |

| Municipal Orotina | 1 - 4 | Four Can FC         | 19 de agosto de 2018 | Estadio Municipal de Orotina  |
| AD Fortuna        | 3 - 0 | Selección de Canoas | 19 de agosto de 2018 | Estadio Berny Hidalgo         |
| Galo Atletic Club | 4 - 3 | ABC San Rafael      | 19 de agosto de 2018 | Cancha de La Garita, Alajuela |
| AD Zaragoza       | 7 - 4 | Adafia Atenas       | 19 de agosto de 2018 | Cancha de Zaragoza, Palmares  |

| Selección de Canoas | 4 - 6 | Galo Atletic Club | 26 de agosto de 2018 | Cancha de Canoas, Alajuela |
| Four Can FC         | 2 - 2 | AD Fortuna        | 26 de agosto de 2018 | Estadio Berny Hidalgo      |
| Adafia Atenas       | 0 - 0 | Municipal Orotina | 26 de agosto de 2018 | Estadio Mardoqueo González |
| ABC San Rafael      | 1 - 5 | AD Zaragoza       | 26 de agosto de 2018 | Cancha Ottos, La Guácima   |

| AD Fortuna        | 2 - 0 (*) | Adafia Atenas       | 2 de septiembre de 2018 | Estadio Berny Hidalgo         |
| Galo Atletic Club | 0 - 3     | Four Can FC         | 2 de septiembre de 2018 | Cancha de La Garita, Alajuela |
| ABC San Rafael    | 3 - 3     | Selección de Canoas | 2 de septiembre de 2018 | Cancha Ottos, La Guácima      |
| AD Zaragoza       | 2 - 1     | Municipal Orotina   | 2 de septiembre de 2018 | Cancha de Zaragoza, Palmares  |

| Four Can FC         | 1 - 1 | ABC San Rafael    | 9 de septiembre de 2018 | Cancha de San Isidro, Alajuela |
| Adafia Atenas       | 0 - 1 | Galo Atletic Club | 9 de septiembre de 2018 | Estadio Mardoqueo González     |
| Municipal Orotina   | 0 - 1 | AD Fortuna        | 9 de septiembre de 2018 | Estadio Municipal de Orotina   |
| Selección de Canoas | 4 - 2 | AD Zaragoza       | 9 de septiembre de 2018 | Cancha de Canoas, Alajuela     |

| Municipal Orotina | 2 - 2 | Galo Atletic Club   | 16 de septiembre de 2018 | Estadio Municipal de Orotina   |
| Adafia Atenas     | 5 - 0 | ABC San Rafael      | 16 de septiembre de 2018 | Estadio Mardoqueo González     |
| Four Can FC       | 1 - 2 | Selección de Canoas | 16 de septiembre de 2018 | Cancha de San Isidro, Alajuela |
| AD Zaragoza       | 2 - 2 | AD Fortuna          | 16 de septiembre de 2018 | Cancha de Zaragoza, Palmares   |

| Selección de Canoas | 3 - 2 | Adafia Atenas     | 23 de septiembre de 2018 | Cancha de Canoas, Alajuela      |
| ABC San Rafael      | 2 - 3 | Municipal Orotina | 23 de septiembre de 2018 | Cancha Ottos, La Guácima        |
| Galo Atletic Club   | 4 - 3 | AD Fortuna        | 23 de septiembre de 2018 | Cancha de Río Segundo, Alajuela |
| Four Can FC         | 2 - 5 | AD Zaragoza       | 23 de septiembre de 2018 | Cancha de San Isidro, Alajuela  |

| AD Fortuna        | 2 - 1 | ABC San Rafael      | 30 de septiembre de 2018 | Estadio Berny Hidalgo           |
| Municipal Orotina | 2 - 3 | Selección de Canoas | 30 de septiembre de 2018 | Estadio Municipal de Orotina    |
| Adafia Atenas     | 0 - 3 | Four Can FC         | 30 de septiembre de 2018 | Estadio Mardoqueo González      |
| AD Zaragoza       | 0 - 1 | Galo Atletic Club   | 30 de septiembre de 2018 | Estadio Jorge "Palmareño" Solís |

| Four Can FC         | 0 - 2 | Municipal Orotina | 14 de octubre de 2018 | Cancha de San Isidro, Alajuela |
| Selección de Canoas | 4 - 3 | AD Fortuna        | 14 de octubre de 2018 | Cancha de Canoas, Alajuela     |
| ABC San Rafael      | 2 - 2 | Galo Atletic Club | 14 de octubre de 2018 | Cancha Ottos, La Guácima       |
| Adafia Atenas       | 1 - 1 | AD Zaragoza       | 14 de octubre de 2018 | Estadio Mardoqueo González     |

| Galo Atletic Club | 2 - 3 | Selección de Canoas | 21 de octubre de 2018 | Cancha Mondovi               |
| AD Fortuna        | 0 - 4 | Four Can FC         | 21 de octubre de 2018 | Estadio Berny Hidalgo        |
| Municipal Orotina | 3 - 1 | Adafia Atenas       | 21 de octubre de 2018 | Estadio Municipal de Orotina |
| AD Zaragoza       | 3 - 2 | ABC San Rafael      | 21 de octubre de 2018 | Cancha de Zaragoza, Palmares |

| Adafia Atenas       | 0 - 1 | AD Fortuna        | 28 de octubre de 2018 | Estadio Mardoqueo González     |
| Four Can FC         | 1 - 0 | Galo Atletic Club | 28 de octubre de 2018 | Cancha de San Isidro, Alajuela |
| Selección de Canoas | 1 - 1 | ABC San Rafael    | 28 de octubre de 2018 | Cancha de Canoas, Alajuela     |
| Municipal Orotina   | 1 - 0 | AD Zaragoza       | 28 de octubre de 2018 | Estadio Municipal de Orotina   |

| ABC San Rafael    | 3 - 3 | Four Can FC         | 4 de noviembre de 2018 | Cancha de Ciruelas, Alajuela |
| Galo Atletic Club | 3 - 1 | Adafia Atenas       | 4 de noviembre de 2018 | Cancha Mondovi               |
| AD Fortuna        | 0 - 4 | Municipal Orotina   | 4 de noviembre de 2018 | Estadio Berny Hidalgo        |
| AD Zaragoza       | 2 - 3 | Selección de Canoas | 4 de noviembre de 2018 | Cancha de Zaragoza, Palmares |

### Grupo 3:Cartago
|    | Equipos            |  | PJ | PG | PE | PP | GF | GC | Dif. | Pts. |
| -- | ------------------ |  | -- | -- | -- | -- | -- | -- | ---- | ---- |
| 1. | AF Lankester 1943  |  | 14 | 8  | 4  | 3  | 29 | 18 | +11  | 28   |
| 2. | AD Valencia        |  | 14 | 8  | 4  | 2  | 32 | 16 | +16  | 28   |
| 3. | Municipal Guarco   |  | 14 | 7  | 3  | 4  | 29 | 18 | +11  | 24   |
| 4. | AD Tirrases        |  | 14 | 7  | 3  | 4  | 37 | 31 | +6   | 24   |
| 5. | Torino Junior      |  | 14 | 4  | 4  | 6  | 30 | 31 | -1   | 16   |
| 6. | CCDR. Curridabat   |  | 14 | 2  | 7  | 5  | 19 | 29 | -10  | 13   |
| 7. | AD. Conce La Unión |  | 14 | 2  | 4  | 8  | 17 | 35 | -18  | 10   |
| 8. | Orión FC           |  | 14 | 2  | 3  | 9  | 16 | 31 | -15  | 9    |

AF Lankester 1943 obtuvo el Primer lugar del grupo al tener mejor gol diferencia en los duelos particulares con AD Valencia

| AD. Tirrases FC    | 3 - 2 | Municipal Guarco    | 29 de julio de 2018 | Estadio Lito Monge              |
| Orión FC           | 0 - 2 | CCDR. Curridabat    | 29 de julio de 2018 | Cancha La Pitahaya, Cartago     |
| AD. Lankester 1943 | 0 - 0 | AD Valencia         | 29 de julio de 2018 | Cancha de Dulce Nombre, Cartago |
| Torino Junior      | 4 - 0 | A.D. Conce La Unión | 29 de julio de 2018 | Cancha de La Lima, Cartago      |

| CCDR. Curridabat    | 2 - 3 | AD. Lankester 1943 | 5 de agosto de 2018 | Estadio Lito Monge         |
| Municipal Guarco    | 2 - 2 | Orión FC           | 5 de agosto de 2018 | Cancha de Tejar del Guarco |
| Torino Junior       | 2 - 3 | AD. Tirrases FC    | 5 de agosto de 2018 | Cancha de La Lima, Cartago |
| A.D. Conce La Unión | 0 - 3 | AD Valencia        | 5 de agosto de 2018 | Cancha "Chizeta" Rojas     |

| Orión FC           | 1 - 0 | Torino Junior       | 12 de agosto de 2018 | Cancha La Pitahaya, Cartago     |
| AD. Lankester 1943 | 2 - 2 | Municipal Guarco    | 12 de agosto de 2018 | Cancha de Dulce Nombre, Cartago |
| AD Valencia        | 0 - 0 | CCDR. Curridabat    | 12 de agosto de 2018 | Cancha de Cipreses, Curridabat  |
| AD. Tirrases FC    | 2 - 2 | A.D. Conce La Unión | 12 de agosto de 2018 | Cancha de Cipreses, Curridabat  |

| Municipal Guarco    | 1 - 2 | AD Valencia        | 19 de agosto de 2018 | Cancha de Tejar del Guarco     |
| Torino Junior       | 0 - 4 | AD. Lankester 1943 | 19 de agosto de 2018 | Cancha de La Lima, Cartago     |
| AD. Tirrases FC     | 2 - 0 | Orión FC           | 19 de agosto de 2018 | Cancha de Cipreses, Curridabat |
| A.D. Conce La Unión | 2 - 2 | CCDR. Curridabat   | 19 de agosto de 2018 | Cancha "Chizeta" Rojas         |

| AD. Lankester 1943 | 3 - 1 | AD. Tirrases FC     | 26 de agosto de 2018 | Cancha de Dulce Nombre, Cartago |
| AD Valencia        | 2 - 1 | Torino Junior       | 26 de agosto de 2018 | Cancha de Cipreses, Curridabat  |
| CCDR. Curridabat   | 1 - 1 | Municipal Guarco    | 26 de agosto de 2018 | Estadio Lito Monge              |
| Orión FC           | 1 - 2 | A.D. Conce La Unión | 26 de agosto de 2018 | Cancha La Pitahaya, Cartago     |

| Torino Junior       | 4 - 1 | CCDR. Curridabat   | 2 de septiembre de 2018 | Cancha de La Lima, Cartago     |
| AD. Tirrases FC     | 1 - 4 | AD Valencia        | 2 de septiembre de 2018 | Cancha de Tirrases, Curridabat |
| Orión FC            | 1 - 3 | AD. Lankester 1943 | 2 de septiembre de 2018 | Cancha La Pitahaya, Cartago    |
| A.D. Conce La Unión | 0 - 1 | Municipal Guarco   | 2 de septiembre de 2018 | Cancha "Chizeta" Rojas         |

| AD Valencia        | 3 - 0 | Orión FC            | 26 de septiembre de 2018 | Estadio Lito Monge              |
| CCDR. Curridabat   | 3 - 4 | AD. Tirrases FC     | 9 de septiembre de 2018  | Estadio Lito Monge              |
| Municipal Guarco   | 2 - 3 | Torino Junior       | 9 de septiembre de 2018  | Cancha de Tejar del Guarco      |
| AD. Lankester 1943 | 2 - 0 | A.D. Conce La Unión | 9 de septiembre de 2018  | Cancha de Dulce Nombre, Cartago |

| Municipal Guarco    | 3 - 1 | AD. Tirrases FC    | 16 de septiembre de 2018 | Cancha de Tejar del Guarco     |
| CCDR. Curridabat    | 3 - 2 | Orión FC           | 16 de septiembre de 2018 | Estadio Lito Monge             |
| AD Valencia         | 1 - 2 | AD. Lankester 1943 | 16 de septiembre de 2018 | Cancha de Cipreses, Curridabat |
| A.D. Conce La Unión | 3 - 3 | Torino Junior      | 16 de septiembre de 2018 | Cancha "Chizeta" Rojas         |

| AD. Lankester 1943 | 1 - 1 | CCDR. Curridabat    | 23 de septiembre de 2018 | Cancha de Dulce Nombre, Cartago |
| Orión FC           | 0 - 2 | Municipal Guarco    | 23 de septiembre de 2018 | Cancha La Pitahaya, Cartago     |
| AD. Tirrases FC    | 3 - 1 | Torino Junior       | 23 de septiembre de 2018 | Cancha de Tirrases, Curridabat  |
| AD Valencia        | 5 - 1 | A.D. Conce La Unión | 23 de septiembre de 2018 | Estadio Lito Monge              |

| Torino Junior       | 2 - 2 | Orión FC           | 30 de septiembre de 2018 | Cancha de La Lima, Cartago |
| Municipal Guarco    | 2 - 1 | AD. Lankester 1943 | 30 de septiembre de 2018 | Cancha de Tejar del Guarco |
| CCDR. Curridabat    | 1 - 1 | AD Valencia        | 30 de septiembre de 2018 | Estadio Lito Monge         |
| A.D. Conce La Unión | 2 - 4 | AD. Tirrases FC    | 30 de septiembre de 2018 | Cancha "Chizeta" Rojas     |

| AD Valencia        | 1 - 3 | Municipal Guarco    | 14 de octubre de 2018 | Cancha de Cipreses, Curridabat  |
| AD. Lankester 1943 | 3 - 2 | Torino Junior       | 14 de octubre de 2018 | Cancha de Dulce Nombre, Cartago |
| Orión FC           | 3 - 3 | AD. Tirrases FC     | 14 de octubre de 2018 | Cancha La Pitahaya, Cartago     |
| CCDR. Curridabat   | 0 - 0 | A.D. Conce La Unión | 14 de octubre de 2018 | Estadio Lito Monge              |

| AD. Tirrases FC     | 2 - 2 | AD. Lankester 1943 | 21 de octubre de 2018 | Cancha de Tirrases, Curridabat |
| Torino Junior       | 5 - 5 | AD Valencia        | 21 de octubre de 2018 | Cancha de La Lima, Cartago     |
| Municipal Guarco    | 3 - 0 | CCDR. Curridabat   | 21 de octubre de 2018 | Cancha de Tejar del Guarco     |
| A.D. Conce La Unión | 2 - 3 | Orión FC           | 21 de octubre de 2018 | Cancha "Chizeta" Rojas         |

| CCDR. Curridabat   | 1 - 1 | Torino Junior       | 28 de octubre de 2018 | Estadio Lito Monge              |
| AD Valencia        | 2 - 1 | AD. Tirrases FC     | 28 de octubre de 2018 | Cancha de Cipreses, Curridabat  |
| AD. Lankester 1943 | 2 - 1 | Orión FC            | 28 de octubre de 2018 | Cancha de Dulce Nombre, Cartago |
| Municipal Guarco   | 4 - 0 | A.D. Conce La Unión | 28 de octubre de 2018 | Cancha de Tejar del Guarco      |

| Orión FC            | 0 - 3 | AD Valencia        | 4 de noviembre de 2018 | Cancha La Pitahaya, Cartago    |
| AD. Tirrases FC     | 7 - 2 | CCDR. Curridabat   | 4 de noviembre de 2018 | Cancha de Tirrases, Curridabat |
| Torino Junior       | 2 - 1 | Municipal Guarco   | 4 de noviembre de 2018 | Cancha de La Lima, Cartago     |
| A.D. Conce La Unión | 3 - 1 | AD. Lankester 1943 | 4 de noviembre de 2018 | Cancha "Chizeta" Rojas         |

### Grupo 4:Puntarenas-Zona Sur
|    | Equipos                 |  | PJ | PG | PE | PP | GF | GC | Dif. | Pts. |
| -- | ----------------------- |  | -- | -- | -- | -- | -- | -- | ---- | ---- |
| 1. | Osa Club de Fútbol      |  | 14 | 8  | 6  | 0  | 27 | 15 | +12  | 30   |
| 2. | Municipal Corredores    |  | 14 | 6  | 7  | 1  | 30 | 19 | +11  | 25   |
| 3. | Municipal Coto Brus     |  | 14 | 6  | 6  | 2  | 26 | 15 | +11  | 24   |
| 4. | Municipal Quepos        |  | 14 | 5  | 5  | 4  | 25 | 22 | +3   | 20   |
| 5. | AD. Colorado Corredores |  | 14 | 4  | 6  | 4  | 24 | 20 | +4   | 18   |
| 6. | AD. Cambute (Quepos)    |  | 14 | 5  | 1  | 8  | 35 | 33 | +2   | 16   |
| 7. | La Makina FC Pezeteña   |  | 14 | 2  | 4  | 8  | 15 | 34 | -19  | 10   |
| 8. | Jaguares ADIBO          |  | 14 | 2  | 1  | 11 | 16 | 40 | -24  | 7    |

| Osa FC                | 2 - 2 | Municipal Coto Brus    | 29 de julio de 2018 | Estadio Municipal de Ciudad Cortés |
| La Makina FC Pezeteña | 1 - 1 | AD Colorado Corredores | 29 de julio de 2018 | Cancha Palmares, Pérez Zeledón     |
| Municipal Corredores  | 4 - 1 | AD. Cambute            | 29 de julio de 2018 | Cancha de Coto 47                  |
| Jaguares ADIBO        | 2 - 5 | Municipal Quepos       | 29 de julio de 2018 | Cancha de Boruca, Buenos Aires     |

| AD Colorado Corredores | 1 - 2 | Municipal Corredores  | 5 de agosto de 2018 | Cancha de Colorado             |
| Municipal Coto Brus    | 1 - 1 | La Makina FC Pezeteña | 5 de agosto de 2018 | Estadio Hamilton Villalobos    |
| Jaguares ADIBO         | 0 - 1 | Osa FC                | 5 de agosto de 2018 | Cancha de Boruca, Buenos Aires |
| Municipal Quepos       | 2 - 2 | AD. Cambute           | 5 de agosto de 2018 | Cancha de Finca Damas, Quepos  |

| La Makina FC Pezeteña | 0 - 3 | Jaguares ADIBO         | 12 de agosto de 2018 | Cancha Palmares, Pérez Zeledón     |
| Municipal Corredores  | 1 - 1 | Municipal Coto Brus    | 12 de agosto de 2018 | Cancha de Coto 47                  |
| AD. Cambute           | 5 - 1 | AD Colorado Corredores | 12 de agosto de 2018 | Cancha de Finca Damas, Quepos      |
| Osa FC                | 3 - 2 | Municipal Quepos       | 12 de agosto de 2018 | Estadio Municipal de Ciudad Cortés |

| Municipal Coto Brus | 2 - 1 | AD. Cambute            | 19 de agosto de 2018 | Estadio Hamilton Villalobos        |
| Jaguares ADIBO      | 2 - 3 | Municipal Corredores   | 19 de agosto de 2018 | Cancha de Boruca, Buenos Aires     |
| Osa FC              | 1 - 1 | La Makina FC Pezeteña  | 19 de agosto de 2018 | Estadio Municipal de Ciudad Cortés |
| Municipal Quepos    | 1 - 0 | AD Colorado Corredores | 19 de agosto de 2018 | Cancha de Finca Damas, Quepos      |

| Municipal Corredores   | 2 - 2 | Osa FC              | 26 de agosto de 2018 | Cancha de Coto 47              |
| AD. Cambute            | 5 - 1 | Jaguares ADIBO      | 26 de agosto de 2018 | Cancha de Finca Damas, Quepos  |
| AD Colorado Corredores | 1 - 3 | Municipal Coto Brus | 26 de agosto de 2018 | Cancha de Colorado             |
| La Makina FC Pezeteña  | 1 - 5 | Municipal Quepos    | 26 de agosto de 2018 | Cancha Palmares, Pérez Zeledón |

| Jaguares ADIBO        | 1 - 1 | AD Colorado Corredores | 2 de septiembre de 2018 | Cancha de Boruca, Buenos Aires       |
| Osa FC                | 2 - 0 | AD. Cambute            | 2 de septiembre de 2018 | Estadio Municipal de Ciudad Cortés   |
| La Makina FC Pezeteña | 1 - 1 | Municipal Corredores   | 2 de septiembre de 2018 | Polidep. Alex Sánchez, San Isidro PZ |
| Municipal Quepos      | 1 - 1 | Municipal Coto Brus    | 2 de septiembre de 2018 | Cancha de Finca Damas, Quepos        |

| AD. Cambute            | 5 - 1 | La Makina FC Pezeteña | 9 de septiembre de 2018 | Cancha de Finca Damas, Quepos      |
| AD Colorado Corredores | 1 - 1 | Osa FC                | 9 de septiembre de 2018 | Cancha de Colorado                 |
| Municipal Coto Brus    | 2 - 0 | Jaguares ADIBO        | 9 de septiembre de 2018 | Estadio Hamilton Villalobos        |
| Municipal Corredores   | 1 - 1 | Municipal Quepos      | 9 de septiembre de 2018 | Cancha La Cartonera, Ciudad Neilly |

| Municipal Coto Brus    | 0 - 2 | Osa FC                | 16 de septiembre de 2018 | Estadio Hamilton Villalobos   |
| AD Colorado Corredores | 2 - 0 | La Makina FC Pezeteña | 16 de septiembre de 2018 | Cancha de Colorado            |
| AD. Cambute            | 1 - 3 | Municipal Corredores  | 16 de septiembre de 2018 | Cancha de Finca Damas, Quepos |
| Municipal Quepos       | 2 - 0 | Jaguares ADIBO        | 16 de septiembre de 2018 | Cancha de Finca Damas, Quepos |

| Municipal Corredores  | 1 - 1 | AD Colorado Corredores | 23 de septiembre de 2018 | Cancha La Cartonera, Ciudad Neilly |
| La Makina FC Pezeteña | 0 - 2 | Municipal Coto Brus    | 23 de septiembre de 2018 | Cancha Palmares, Pérez Zeledón     |
| Osa FC                | 3 - 1 | Jaguares ADIBO         | 23 de septiembre de 2018 | Estadio Municipal de Ciudad Cortés |
| AD. Cambute           | 1 - 3 | Municipal Quepos       | 23 de septiembre de 2018 | Cancha de Finca Damas, Quepos      |

| Jaguares ADIBO         | 1 - 2 | La Makina FC Pezeteña | 30 de septiembre de 2018 | Cancha de Boruca, Buenos Aires |
| Municipal Coto Brus    | 1 - 1 | Municipal Corredores  | 30 de septiembre de 2018 | Estadio Hamilton Villalobos    |
| AD Colorado Corredores | 3 - 0 | AD. Cambute           | 30 de septiembre de 2018 | Cancha de Colorado             |
| Municipal Quepos       | 1 - 1 | Osa FC                | 30 de septiembre de 2018 | Cancha de Finca Damas, Quepos  |

| AD. Cambute            | 4 - 3 | Municipal Coto Brus | 14 de octubre de 2018 | Cancha de Finca Damas, Quepos |
| Municipal Corredores   | 5 - 2 | Jaguares ADIBO      | 14 de octubre de 2018 | Cancha de Coto 47             |
| La Makina FC Pezeteña  | 1 - 2 | Osa FC              | 14 de octubre de 2018 | Cancha Laboratorio, PZ        |
| AD Colorado Corredores | 5 - 1 | Municipal Quepos    | 14 de octubre de 2018 | Cancha de Colorado            |

| Osa FC              | 3 - 1 | Municipal Corredores   | 21 de octubre de 2018 | Estadio Municipal de Ciudad Cortés |
| Jaguares ADIBO      | 2 - 1 | AD. Cambute            | 21 de octubre de 2018 | Cancha de Boruca, Buenos Aires     |
| Municipal Coto Brus | 1 - 1 | AD Colorado Corredores | 21 de octubre de 2018 | Estadio Hamilton Villalobos        |
| Municipal Quepos    | 0 - 2 | La Makina FC Pezeteña  | 21 de octubre de 2018 | Cancha de Finca Damas, Quepos      |

| AD Colorado Corredores | 5 - 1 | Jaguares ADIBO        | 28 de octubre de 2018 | Cancha de Colorado                |
| AD. Cambute            | 2 - 3 | Osa FC                | 28 de octubre de 2018 | Cancha de Finca Damas, Quepos     |
| Municipal Corredores   | 4 - 1 | La Makina FC Pezeteña | 28 de octubre de 2018 | Cancha de Santa Lucía, Corredores |
| Municipal Coto Brus    | 2 - 0 | Municipal Quepos      | 28 de octubre de 2018 | Estadio Hamilton Villalobos       |

| La Makina FC Pezeteña | 3 - 6 | AD. Cambute            | 4 de noviembre de 2018 | Cancha La Angostura           |
| Osa FC                | 1 - 1 | AD Colorado Corredores | 4 de noviembre de 2018 | Cancha del Liceo Pacífico Sur |
| Jaguares ADIBO        | 0 - 5 | Municipal Coto Brus    | 4 de noviembre de 2018 | Polideportivo de Buenos Aires |
| Municipal Quepos      | 1 - 1 | Municipal Corredores   | 4 de noviembre de 2018 | Cancha de Finca Damas, Quepos |

### Grupo 5:Puntarenas-Península
|    | Equipos                 |  | PJ | PG | PE | PP | GF | GC | Dif. | Pts. |
| -- | ----------------------- |  | -- | -- | -- | -- | -- | -- | ---- | ---- |
| 1. | Barriada FC             |  | 14 | 9  | 3  | 2  | 30 | 19 | +11  | 30   |
| 2. | Puntarenas San Luis F.C |  | 14 | 8  | 4  | 2  | 37 | 19 | +18  | 28   |
| 3. | Hojancheña FC           |  | 14 | 9  | 0  | 5  | 37 | 27 | +10  | 27   |
| 4. | Municipal Colorado      |  | 14 | 6  | 4  | 4  | 38 | 35 | +3   | 22   |
| 5. | La Villita              |  | 14 | 5  | 2  | 7  | 31 | 37 | -6   | 17   |
| 6. | Municipal Nandayure     |  | 14 | 3  | 5  | 6  | 27 | 31 | -4   | 14   |
| 7. | AD. San Buenaventura    |  | 14 | 2  | 4  | 8  | 27 | 41 | -14  | 10   |
| 8. | Academia Esperanza FC   |  | 14 | 3  | 0  | 11 | 25 | 43 | -18  | 9    |

| Barriada FC                    | 3 - 1 | Academia Esperanza FC  | 29 de julio de 2018 | Cancha de Fray Casiano         |
| Municipal Nandayure            | 1 - 1 | Puntarenas San Luis FC | 29 de julio de 2018 | Estadio Municipal de Nandayure |
| Hojancheña FC                  | 2 - 1 | La Villita             | 29 de julio de 2018 | Cancha La Gran Vía, Hojancha   |
| Municipal Colorado (Abangares) | 1 - 1 | San Buenaventura       | 29 de julio de 2018 | Cancha de Colorado, Abangares  |

| Puntarenas San Luis FC         | 3 - 1 | Hojancheña FC       | 5 de agosto de 2018 | Estadio Lito Pérez, Puntarenas |
| Academia Esperanza FC          | 1 - 2 | Municipal Nandayure | 5 de agosto de 2018 | Cancha La Esperanza, Nosara    |
| Municipal Colorado (Abangares) | 2 - 1 | Barriada FC         | 5 de agosto de 2018 | Cancha de Colorado, Abangares  |
| San Buenaventura               | 2 - 2 | La Villita          | 5 de agosto de 2018 | Cancha de San Buenaventura     |

| Municipal Nandayure | 2 - 2 | Municipal Colorado (Abangares) | 12 de agosto de 2018 | Estadio Municipal de Nandayure |
| Hojancheña FC       | 3 - 1 | Academia Esperanza FC          | 12 de agosto de 2018 | Cancha La Gran Vía, Hojancha   |
| La Villita          | 4 - 0 | Puntarenas San Luis FC         | 12 de agosto de 2018 | Cancha Sto Domingo, Belén Gte  |
| Barriada FC         | 2 - 0 | San Buenaventura               | 12 de agosto de 2018 | Cancha de Fray Casiano         |

| Academia Esperanza FC          | 1 - 3 | La Villita             | 19 de agosto de 2018 | Cancha La Esperanza, Nosara   |
| Municipal Colorado (Abangares) | 3 - 4 | Hojancheña FC          | 19 de agosto de 2018 | Cancha de Colorado, Abangares |
| Barriada FC                    | 1 - 0 | Municipal Nandayure    | 19 de agosto de 2018 | Cancha de Fray Casiano        |
| San Buenaventura               | 1 - 1 | Puntarenas San Luis FC | 19 de agosto de 2018 | Cancha de San Buenaventura    |

| Hojancheña FC          | 4 - 2 | Barriada FC                    | 26 de agosto de 2018 | Cancha La Gran Vía, Hojancha   |
| La Villita             | 4 - 3 | Municipal Colorado (Abangares) | 26 de agosto de 2018 | Cancha Sto Domingo, Belén Gte  |
| Puntarenas San Luis FC | 6 - 2 | Academia Esperanza FC          | 26 de agosto de 2018 | Cancha de Pueblo Redondo       |
| Municipal Nandayure    | 5 - 3 | San Buenaventura               | 26 de agosto de 2018 | Estadio Municipal de Nandayure |

| Municipal Colorado (Abangares) | 2 - 1 | Puntarenas San Luis FC | 2 de septiembre de 2018 | Cancha de Colorado, Abangares  |
| Barriada FC                    | 2 - 0 | La Villita             | 2 de septiembre de 2018 | Cancha de Fray Casiano         |
| Municipal Nandayure            | 0 - 1 | Hojancheña FC          | 2 de septiembre de 2018 | Estadio Municipal de Nandayure |
| San Buenaventura               | 3 - 1 | Academia Esperanza FC  | 2 de septiembre de 2018 | Cancha de San Buenaventura     |

| La Villita             | 5 - 2 | Municipal Nandayure            | 9 de septiembre de 2018 | Cancha Sto Domingo, Belén Gte  |
| Puntarenas San Luis FC | 1 - 1 | Barriada FC                    | 9 de septiembre de 2018 | Estadio Lito Pérez, Puntarenas |
| Academia Esperanza FC  | 2 - 6 | Municipal Colorado (Abangares) | 9 de septiembre de 2018 | Cancha La Esperanza, Nosara    |
| Hojancheña FC          | 1 - 2 | San Buenaventura               | 9 de septiembre de 2018 | Cancha La Gran Vía, Hojancha   |

| Academia Esperanza FC  | 2 - 4 | Barriada FC                    | 16 de septiembre de 2018 | Cancha La Esperanza, Nosara      |
| Puntarenas San Luis FC | 2 - 1 | Municipal Nandayure            | 16 de septiembre de 2018 | Cancha de Bº San Luis, Chacarita |
| La Villita             | 1 - 3 | Hojancheña FC                  | 16 de septiembre de 2018 | Cancha Sto Domingo, Belén Gte    |
| San Buenaventura       | 3 - 5 | Municipal Colorado (Abangares) | 16 de septiembre de 2018 | Cancha de San Buenaventura       |

| Hojancheña FC       | 0 - 1 | Puntarenas San Luis FC         | 23 de septiembre de 2018 | Cancha La Gran Vía, Hojancha   |
| Municipal Nandayure | 2 - 0 | Academia Esperanza FC          | 23 de septiembre de 2018 | Estadio Municipal de Nandayure |
| Barriada FC         | 3 - 3 | Municipal Colorado (Abangares) | 23 de septiembre de 2018 | Cancha de Fray Casiano         |
| La Villita          | 4 - 2 | San Buenaventura               | 23 de septiembre de 2018 | Cancha Sto Domingo, Belén Gte  |

| Municipal Colorado (Abangares) | 3 - 3 | Municipal Nandayure | 30 de septiembre de 2018 | Cancha de Colorado, Abangares  |
| Academia Esperanza FC          | 4 - 2 | Hojancheña FC       | 30 de septiembre de 2018 | Estadio Municipal de Nandayure |
| Puntarenas San Luis FC         | 7 - 1 | La Villita          | 30 de septiembre de 2018 | Cancha de Pueblo Redondo       |
| San Buenaventura               | 0 - 1 | Barriada FC         | 30 de septiembre de 2018 | Cancha de San Buenaventura     |

| La Villita             | 1 - 2 | Academia Esperanza FC          | 14 de octubre de 2018 | Estadio Municipal de Carrillo  |
| Hojancheña FC          | 4 - 0 | Municipal Colorado (Abangares) | 14 de octubre de 2018 | Cancha La Gran Vía, Hojancha   |
| Municipal Nandayure    | 2 - 4 | Barriada FC                    | 14 de octubre de 2018 | Estadio Municipal de Nandayure |
| Puntarenas San Luis FC | 4 - 2 | San Buenaventura               | 14 de octubre de 2018 | Cancha de Pueblo Redondo       |

| Barriada FC                    | 3 - 2 | Hojancheña FC          | 21 de octubre de 2018 | Cancha de Fray Casiano        |
| Municipal Colorado (Abangares) | 5 - 0 | La Villita             | 21 de octubre de 2018 | Cancha de Colorado, Abangares |
| Academia Esperanza FC          | 2 - 4 | Puntarenas San Luis FC | 21 de octubre de 2018 | Cancha La Esperanza, Nosara   |
| San Buenaventura               | 2 - 2 | Municipal Nandayure    | 21 de octubre de 2018 | Cancha de San Buenaventura    |

| Puntarenas San Luis FC | 6 - 1 | Municipal Colorado (Abangares) | 28 de octubre de 2018 | Cancha de Bº San Luis, Chacarita |
| La Villita             | 2 - 3 | Barriada FC                    | 28 de octubre de 2018 | Cancha Sto Domingo, Belén Gte    |
| Hojancheña FC          | 3 - 2 | Municipal Nandayure            | 28 de octubre de 2018 | Cancha La Gran Vía, Hojancha     |
| Academia Esperanza FC  | 5 - 2 | San Buenaventura               | 28 de octubre de 2018 | Cancha La Esperanza, Nosara      |

| Municipal Nandayure            | 3 - 3 | La Villita             | 4 de noviembre de 2018 | Estadio Municipal de Nandayure |
| Barriada FC                    | 0 - 0 | Puntarenas San Luis FC | 4 de noviembre de 2018 | Cancha de Fray Casiano         |
| Municipal Colorado (Abangares) | 2 - 1 | Academia Esperanza FC  | 4 de noviembre de 2018 | Cancha Municipal de Abangares  |
| San Buenaventura               | 4 - 7 | Hojancheña FC          | 4 de noviembre de 2018 | Cancha de San Buenaventura     |

### Grupo 6:Alajuela "B"
|    | Equipos                 |  | PJ | PG | PE | PP | GF | GC | Dif. | Pts. |
| -- | ----------------------- |  | -- | -- | -- | -- | -- | -- | ---- | ---- |
| 1. | Ciruelas FC             |  | 14 | 10 | 3  | 1  | 54 | 21 | +33  | 33   |
| 2. | ACF. Turrucares         |  | 14 | 8  | 3  | 3  | 34 | 24 | +10  | 27   |
| 3. | Asoc. Upaleña de Fútbol |  | 14 | 8  | 3  | 3  | 32 | 19 | +13  | 27   |
| 4. | AD. Rosario (Naranjo)   |  | 14 | 7  | 3  | 4  | 31 | 23 | +8   | 24   |
| 5. | AD. Sarchí              |  | 14 | 4  | 3  | 7  | 18 | 24 | -6   | 15   |
| 6. | Super Cable Grecia      |  | 14 | 4  | 2  | 8  | 21 | 29 | -8   | 14   |
| 7. | Municipal Atenas        |  | 14 | 3  | 3  | 8  | 24 | 38 | -14  | 12   |
| 8. | Canoas FC               |  | 14 | 1  | 2  | 11 | 19 | 55 | -36  | 5    |

ACF. Turrucares obtuvo el Segundo lugar del grupo al tener mejor gol diferencia en los duelos particulares con Asoc. Upaleña de Fútbol

| Canoas FC          | 1 - 1 | AD. Sarchí              | 29 de julio de 2018 | Cancha Los Cibeles                |
| Super Cable Grecia | 0 - 2 | Asoc. Upaleña de Fútbol | 29 de julio de 2018 | Cancha de Rincón de Salas, Grecia |
| Ciruelas FC        | 3 - 2 | ACF. Turrucares         | 29 de julio de 2018 | Cancha de Ciruelas, Alajuela      |
| Municipal Atenas   | 0 - 3 | AD. Rosario             | 29 de julio de 2018 | Estadio Mardoqueo González        |

| Asoc. Upaleña de Fútbol | 1 - 1 | Ciruelas FC        | 5 de agosto de 2018 | Cancha Colonia Puntarenas, Upala |
| AD. Sarchí              | 0 - 1 | Super Cable Grecia | 5 de agosto de 2018 | Estadio Eliécer Pérez Conejo     |
| Municipal Atenas        | 3 - 2 | Canoas FC          | 5 de agosto de 2018 | Estadio Mardoqueo González       |
| AD. Rosario             | 1 - 2 | ACF. Turrucares    | 5 de agosto de 2018 | Estadio Municipal de Naranjo     |

| Super Cable Grecia | 3 - 0 | Municipal Atenas        | 12 de agosto de 2018 | Estadio Allen Riggioni, Grecia  |
| Ciruelas FC        | 3 - 1 | AD. Sarchí              | 12 de agosto de 2018 | Cancha de Ciruelas, Alajuela    |
| ACF. Turrucares    | 3 - 0 | Asoc. Upaleña de Fútbol | 12 de agosto de 2018 | Cancha de Cebadilla, Turrucares |
| Canoas FC          | 4 - 4 | AD. Rosario             | 12 de agosto de 2018 | Cancha de Canoas, Alajuela      |

| AD. Sarchí       | 0 - 2 | ACF. Turrucares         | 19 de agosto de 2018 | Estadio Eliécer Pérez Conejo |
| Municipal Atenas | 1 - 3 | Ciruelas FC             | 19 de agosto de 2018 | Estadio Mardoqueo González   |
| Canoas FC        | 1 - 2 | Super Cable Grecia      | 19 de agosto de 2018 | Cancha de Canoas, Alajuela   |
| AD. Rosario      | 1 - 3 | Asoc. Upaleña de Fútbol | 19 de agosto de 2018 | Estadio Municipal de Naranjo |

| Ciruelas FC             | 5 - 2 | Canoas FC        | 26 de agosto de 2018 | Cancha de Ciruelas, Alajuela     |
| ACF. Turrucares         | 3 - 2 | Municipal Atenas | 26 de agosto de 2018 | Cancha de San Miguel, Turrucares |
| Asoc. Upaleña de Fútbol | 3 - 1 | AD. Sarchí       | 26 de agosto de 2018 | Cancha Colonia Puntarenas, Upala |
| Super Cable Grecia      | 0 - 3 | AD. Rosario      | 26 de agosto de 2018 | Estadio Allen Riggioni, Grecia   |

| Municipal Atenas   | 2 - 2 | Asoc. Upaleña de Fútbol | 2 de septiembre de 2018 | Estadio Mardoqueo González     |
| Canoas FC          | 2 - 6 | ACF. Turrucares         | 2 de septiembre de 2018 | Cancha de Carrizal, Alajuela   |
| Super Cable Grecia | 0 - 4 | Ciruelas FC             | 2 de septiembre de 2018 | Estadio Allen Riggioni, Grecia |
| AD. Rosario        | 3 - 4 | AD. Sarchí              | 2 de septiembre de 2018 | Estadio Municipal de Naranjo   |

| ACF. Turrucares         | 3 - 2 | Super Cable Grecia | 9 de septiembre de 2018 | Cancha de San Miguel, Turrucares |
| Asoc. Upaleña de Fútbol | 2 - 0 | Canoas FC          | 9 de septiembre de 2018 | Cancha Colonia Puntarenas, Upala |
| AD. Sarchí              | 1 - 0 | Municipal Atenas   | 9 de septiembre de 2018 | Estadio Eliécer Pérez Conejo     |
| Ciruelas FC             | 6 - 0 | AD. Rosario        | 9 de septiembre de 2018 | Cancha de Ciruelas, Alajuela     |

| AD. Sarchí              | 3 - 0 | Canoas FC          | 16 de septiembre de 2018 | Estadio Eliécer Pérez Conejo     |
| Asoc. Upaleña de Fútbol | 4 - 0 | Super Cable Grecia | 16 de septiembre de 2018 | Cancha Colonia Puntarenas, Upala |
| ACF. Turrucares         | 0 - 3 | Ciruelas FC        | 16 de septiembre de 2018 | Cancha de San Miguel, Turrucares |
| AD. Rosario             | 4 - 1 | Municipal Atenas   | 16 de septiembre de 2018 | Cancha de Rosario, Naranjo       |

| Ciruelas FC        | 5 - 5 | Asoc. Upaleña de Fútbol | 23 de septiembre de 2018 | Cancha de Ciruelas, Alajuela     |
| Super Cable Grecia | 1 - 1 | AD. Sarchí              | 23 de septiembre de 2018 | Estadio Eliécer Pérez Conejo     |
| Canoas FC          | 1 - 3 | Municipal Atenas        | 23 de septiembre de 2018 | Cancha de Canoas, Alajuela       |
| ACF. Turrucares    | 0 - 0 | AD. Rosario             | 23 de septiembre de 2018 | Cancha de San Miguel, Turrucares |

| Municipal Atenas        | 3 - 3 | Super Cable Grecia | 30 de septiembre de 2018 | Estadio Mardoqueo González       |
| AD. Sarchí              | 2 - 1 | Ciruelas FC        | 30 de septiembre de 2018 | Estadio Eliécer Pérez Conejo     |
| Asoc. Upaleña de Fútbol | 3 - 2 | ACF. Turrucares    | 30 de septiembre de 2018 | Cancha Colonia Puntarenas, Upala |
| AD. Rosario             | 5 - 0 | Canoas FC          | 30 de septiembre de 2018 | Estadio Municipal de Naranjo     |

| ACF. Turrucares         | 3 - 3 | AD. Sarchí       | 14 de octubre de 2018 | Cancha de Cebadilla, Turrucares  |
| Ciruelas FC             | 7 - 4 | Municipal Atenas | 14 de octubre de 2018 | Cancha de Ciruelas, Alajuela     |
| Super Cable Grecia      | 7 - 1 | Canoas FC        | 14 de octubre de 2018 | Cancha de San Roque, Grecia      |
| Asoc. Upaleña de Fútbol | 1 - 2 | AD. Rosario      | 14 de octubre de 2018 | Cancha Colonia Puntarenas, Upala |

| Canoas FC        | 1 - 10 | Ciruelas FC             | 21 de octubre de 2018 | Cancha de Canoas, Alajuela   |
| Municipal Atenas | 3 - 3  | ACF. Turrucares         | 21 de octubre de 2018 | Estadio Mardoqueo González   |
| AD. Sarchí       | 0 - 3  | Asoc. Upaleña de Fútbol | 21 de octubre de 2018 | Estadio Eliécer Pérez Conejo |
| AD. Rosario      | 3 - 1  | Super Cable Grecia      | 21 de octubre de 2018 | Estadio Municipal de Naranjo |

| Asoc. Upaleña de Fútbol | 2 - 0 | Municipal Atenas   | 28 de octubre de 2018 | Cancha Colonia Puntarenas, Upala |
| ACF. Turrucares         | 2 - 1 | Canoas FC          | 28 de octubre de 2018 | Cancha de Cebadilla, Turrucares  |
| Ciruelas FC             | 2 - 1 | Super Cable Grecia | 28 de octubre de 2018 | Cancha de Ciruelas, Alajuela     |
| AD. Sarchí              | 0 - 1 | AD. Rosario        | 28 de octubre de 2018 | Estadio Eliécer Pérez Conejo     |

| Super Cable Grecia | 0 - 2 | ACF. Turrucares         | 4 de noviembre de 2018 | Cancha de San Roque, Grecia |
| Canoas FC          | 3 - 2 | Asoc. Upaleña de Fútbol | 4 de noviembre de 2018 | Cancha de Canoas, Alajuela  |
| Municipal Atenas   | 2 - 1 | AD. Sarchí              | 4 de noviembre de 2018 | Estadio Mardoqueo González  |
| AD. Rosario        | 1 - 1 | Ciruelas FC             | 4 de noviembre de 2018 | Cancha de Rosario, Naranjo  |

### Grupo 7:Limón
|    | Equipos                     |  | PJ | PG | PE | PP | GF | GC | Dif. | Pts. |
| -- | --------------------------- |  | -- | -- | -- | -- | -- | -- | ---- | ---- |
| 1. | AD. Fútbol de Siquirres     |  | 14 | 9  | 2  | 3  | 33 | 16 | +17  | 29   |
| 2. | AD. Generación Caribe       |  | 14 | 8  | 3  | 3  | 36 | 24 | +12  | 27   |
| 3. | Limón FC                    |  | 14 | 8  | 1  | 5  | 44 | 27 | +17  | 25   |
| 4. | B-Line. FC                  |  | 14 | 5  | 5  | 4  | 31 | 34 | -3   | 20   |
| 5. | Talamanqueña FC             |  | 14 | 5  | 4  | 5  | 33 | 32 | +1   | 19   |
| 6. | AD. Talentos del Caribe (*) |  | 14 | 5  | 4  | 5  | 27 | 30 | -3   | 19   |
| 7. | AD. Alianza Pococí FC       |  | 14 | 4  | 2  | 8  | 25 | 26 | -1   | 14   |
| 8. | Asoc. Dep. Siquirres        |  | 14 | 1  | 1  | 12 | 14 | 54 | -40  | 4    |

(*): Sancionado por Incomparencia

| B-Line FC            | 1 - 1 | AD. Talentos del Caribe | 29 de julio de 2018 | Cancha de B-Line, Matina     |
| Talamanqueña FC      | 5 - 1 | Limón FC                | 29 de julio de 2018 | Cancha de Margarita, Sixaola |
| ADF. Siquirres       | 5 - 4 | AD Generación Caribe    | 29 de julio de 2018 | Cancha de Siquirres (Centro) |
| Asoc. Dep. Siquirres | 1 - 2 | AD. Alianza Pococí      | 29 de julio de 2018 | Cancha de Siquirres (Centro) |

| Limón FC                | 3 - 2 | ADF. Siquirres       | 5 de agosto de 2018 | Estadio Nuevo de Limón       |
| AD. Talentos del Caribe | 2 - 4 | Talamanqueña FC      | 5 de agosto de 2018 | Cancha de Sixaola            |
| Asoc. Dep. Siquirres    | 1 - 1 | B-Line FC            | 5 de agosto de 2018 | Cancha de Siquirres (Centro) |
| AD. Alianza Pococí      | 1 - 4 | AD Generación Caribe | 5 de agosto de 2018 | Cancha La Colonia, Pococí    |

| Talamanqueña FC      | 2 - 0 | Asoc. Dep. Siquirres    | 12 de agosto de 2018 | Cancha de Margarita, Sixaola |
| ADF. Siquirres       | 0 - 0 | AD. Talentos del Caribe | 12 de agosto de 2018 | Cancha de Siquirres (Centro) |
| AD Generación Caribe | 5 - 2 | Limón FC                | 12 de agosto de 2018 | Estadio Nuevo de Limón       |
| B-Line FC            | 2 - 2 | AD. Alianza Pococí      | 12 de agosto de 2018 | Cancha de Zent Nuevo, Matina |

| AD. Talentos del Caribe | 1 - 3 | AD Generación Caribe | 19 de agosto de 2018 | Cancha de Puerto Viejo, Limón   |
| Asoc. Dep. Siquirres    | 0 - 2 | ADF. Siquirres       | 19 de agosto de 2018 | Cancha de San Rafael, Siquirres |
| B-Line FC               | 3 - 3 | Talamanqueña FC      | 19 de agosto de 2018 | Cancha de Zent Nuevo, Matina    |
| AD. Alianza Pococí      | 0 - 2 | Limón FC             | 19 de agosto de 2018 | Cancha La Colonia, Pococí       |

| ADF. Siquirres       | 3 - 1 | B-Line FC               | 26 de agosto de 2018 | Cancha de Siquirres (Centro) |
| AD Generación Caribe | 3 - 2 | Asoc. Dep. Siquirres    | 26 de agosto de 2018 | Estadio Juan Gobán, Limón    |
| Limón FC             | 6 - 3 | AD. Talentos del Caribe | 26 de agosto de 2018 | Estadio Juan Gobán, Limón    |
| Talamanqueña FC      | 0 - 3 | AD. Alianza Pococí      | 26 de agosto de 2018 | Cancha de Margarita, Sixaola |

| Asoc. Dep. Siquirres | 2 - 5 | Limón FC                | 2 de septiembre de 2018 | Cancha de El Cairo, Siquirres |
| B-Line FC            | 3 - 3 | AD Generación Caribe    | 2 de septiembre de 2018 | Cancha de B-Line, Matina      |
| Talamanqueña FC      | 1 - 1 | ADF. Siquirres          | 2 de septiembre de 2018 | Cancha de Margarita, Sixaola  |
| AD. Alianza Pococí   | 1 - 2 | AD. Talentos del Caribe | 2 de septiembre de 2018 | Cancha La Colonia, Pococí     |

| AD Generación Caribe    | 3 - 1     | Talamanqueña FC      | 9 de septiembre de 2018 | Estadio Nuevo de Limón        |
| Limón FC                | 8 - 1     | B-Line FC            | 9 de septiembre de 2018 | Estadio Juan Gobán, Limón     |
| AD. Talentos del Caribe | 0 - 2 (*) | Asoc. Dep. Siquirres | 9 de septiembre de 2018 | Cancha de Puerto Viejo, Limón |
| ADF. Siquirres          | 0 - 1     | AD. Alianza Pococí   | 9 de septiembre de 2018 | Cancha de Siquirres (Centro)  |

| AD. Talentos del Caribe | 1 - 3 | B-Line FC            | 16 de septiembre de 2018 | Cancha de Puerto Viejo, Limón |
| Limón FC                | 6 - 1 | Talamanqueña FC      | 16 de septiembre de 2018 | Estadio Juan Gobán, Limón     |
| AD Generación Caribe    | 0 - 1 | ADF. Siquirres       | 16 de septiembre de 2018 | Estadio Nuevo de Limón        |
| AD. Alianza Pococí      | 8 - 0 | Asoc. Dep. Siquirres | 16 de septiembre de 2018 | Cancha del Broncón, Pococí    |

| ADF. Siquirres       | 3 - 0 | Limón FC                | 17 de octubre de 2018 | Cancha de Siquirres (Centro) |
| Talamanqueña FC      | 1 - 1 | AD. Talentos del Caribe | 3 de octubre de 2018  | Cancha de Margarita, Sixaola |
| B-Line FC            | 5 - 4 | Asoc. Dep. Siquirres    | 3 de octubre de 2018  | Cancha de B-Line, Matina     |
| AD Generación Caribe | 1 - 0 | AD. Alianza Pococí      | 3 de octubre de 2018  | Cancha de Bataan, Matina     |

| Asoc. Dep. Siquirres    | 1 - 7 | Talamanqueña FC      | 30 de septiembre de 2018 | Cancha de Siquirres (Centro)  |
| AD. Talentos del Caribe | 2 - 1 | ADF. Siquirres       | 30 de septiembre de 2018 | Cancha de Puerto Viejo, Limón |
| Limón FC                | 2 - 1 | AD Generación Caribe | 30 de septiembre de 2018 | Estadio Juan Gobán, Limón     |
| AD. Alianza Pococí      | 0 - 3 | B-Line FC            | 30 de septiembre de 2018 | Cancha del Broncón, Pococí    |

| AD Generación Caribe | 3 - 3 | AD. Talentos del Caribe | 14 de octubre de 2018 | Estadio Juan Gobán, Limón    |
| ADF. Siquirres       | 5 - 0 | Asoc. Dep. Siquirres    | 14 de octubre de 2018 | Cancha de Siquirres (Centro) |
| Talamanqueña FC      | 2 - 3 | B-Line FC               | 14 de octubre de 2018 | Cancha de Margarita, Sixaola |
| Limón FC             | 0 - 0 | AD. Alianza Pococí      | 14 de octubre de 2018 | Estadio Juan Gobán, Limón    |

| B-Line FC               | 1 - 2 | ADF. Siquirres       | 21 de octubre de 2018 | Cancha de B-Line, Matina            |
| Asoc. Dep. Siquirres    | 0 - 2 | AD Generación Caribe | 21 de octubre de 2018 | Cancha de La Francia, Siquirres     |
| AD. Talentos del Caribe | 1 - 0 | Limón FC             | 21 de octubre de 2018 | Cancha de Cocles (Pto Viejo, Limón) |
| AD. Alianza Pococí      | 1 - 3 | Talamanqueña FC      | 21 de octubre de 2018 | Cancha del Broncón, Pococí          |

| Limón FC                | 7 - 0 | Asoc. Dep. Siquirres | 28 de octubre de 2018 | Estadio Juan Gobán, Limón           |
| AD Generación Caribe    | 2 - 1 | B-Line FC            | 28 de octubre de 2018 | Estadio Nuevo de Limón              |
| ADF. Siquirres          | 5 - 1 | Talamanqueña FC      | 28 de octubre de 2018 | Cancha de Siquirres (Centro)        |
| AD. Talentos del Caribe | 5 - 4 | AD. Alianza Pococí   | 28 de octubre de 2018 | Cancha de Cocles (Pto Viejo, Limón) |

| Talamanqueña FC      | 2 - 2 | AD Generación Caribe    | 4 de noviembre de 2018 | Cancha de Margarita, Sixaola    |
| B-Line FC            | 3 - 2 | Limón FC                | 4 de noviembre de 2018 | Cancha de Zent Nuevo, Matina    |
| Asoc. Dep. Siquirres | 1 - 5 | AD. Talentos del Caribe | 4 de noviembre de 2018 | Cancha de La Francia, Siquirres |
| AD. Alianza Pococí   | 2 - 3 | ADF. Siquirres          | 4 de noviembre de 2018 | Cancha del Broncón, Pococí      |

### Grupo 8:San José "A"
|    | Equipos               |  | PJ | PG | PE | PP | GF | GC | Dif. | Pts. |
| -- | --------------------- |  | -- | -- | -- | -- | -- | -- | ---- | ---- |
| 1. | Mpal. Desamparados FC |  | 12 | 9  | 1  | 2  | 38 | 17 | +21  | 28   |
| 2. | AFC Gallada           |  | 12 | 8  | 1  | 3  | 21 | 13 | +8   | 25   |
| 3. | Pavas FC              |  | 12 | 6  | 3  | 3  | 34 | 23 | +11  | 21   |
| 4. | Microfútbol Tibás     |  | 12 | 5  | 3  | 4  | 24 | 21 | +3   | 18   |
| 5. | CCDR Alajuelita       |  | 12 | 3  | 5  | 4  | 22 | 23 | -1   | 14   |
| 6. | CCDR. Tibás           |  | 12 | 2  | 2  | 8  | 19 | 34 | -15  | 8    |
| 7. | AD Sefarad            |  | 12 | 1  | 1  | 10 | 11 | 38 | -27  | 4    |

| ACF Gallada           | 1 - 0 | AD Sefarad        | 29 de julio de 2018 | Estadio Cuty Monge, Desamparados |
| CCDR Alajuelita       | 0 - 0 | Microfútbol Tibás | 29 de julio de 2018 | Estadio Municipal de Alajuelita  |
| CCDR Tibas            | 2 - 2 | Pavas FC          | 29 de julio de 2018 | Estadio Sanjuañeno               |
| Mpal. Desamparados FC | Libre | -                 | 29 de julio de 2018 | -                                |

| Microfútbol Tibás     | 2 - 1 | CCDR Tibas      | 5 de agosto de 2018 | Estadio El Labrador, Coronado    |
| AD Sefarad            | 2 - 2 | CCDR Alajuelita | 5 de agosto de 2018 | Cancha de B° Socorro             |
| Mpal. Desamparados FC | 2 - 3 | ACF Gallada     | 5 de agosto de 2018 | Estadio Cuty Monge, Desamparados |
| Pavas FC              | Libre | -               | 5 de agosto de 2018 | -                                |

| CCDR Alajuelita | 1 - 4 | Mpal. Desamparados FC | 12 de agosto de 2018 | Estadio Municipal de Alajuelita |
| CCDR Tibas      | 0 - 2 | AD Sefarad            | 12 de agosto de 2018 | Estadio Sanjuañeno              |
| Pavas FC        | 2 - 0 | Microfútbol Tibás     | 12 de agosto de 2018 | Cancha de La Uruca, SJ          |
| ACF Gallada     | Libre | -                     | 12 de agosto de 2018 | -                               |

| AD Sefarad            | 2 - 4 | Pavas FC        | 19 de agosto de 2018 | Cancha de B° Socorro              |
| Mpal. Desamparados FC | 7 - 1 | CCDR Tibas      | 19 de agosto de 2018 | Estadio Cuty Monge, Desamparados  |
| ACF Gallada           | 1 - 0 | CCDR Alajuelita | 19 de agosto de 2018 | Estadio Manuel Sanabria, Río Azul |
| Microfútbol Tibás     | Libre | -               | 19 de agosto de 2018 | -                                 |

| CCDR Tibas        | 4 - 2 | ACF Gallada           | 26 de agosto de 2018 | Estadio Sanjuañeno               |
| Pavas FC          | 4 - 3 | Mpal. Desamparados FC | 26 de agosto de 2018 | Estadio Cuty Monge, Desamparados |
| Microfútbol Tibás | 4 - 0 | AD Sefarad            | 26 de agosto de 2018 | Estadio El Labrador, Coronado    |
| CCDR Alajuelita   | Libre | -                     | 26 de agosto de 2018 | -                                |

| Mpal. Desamparados FC | 2 - 1 | Microfútbol Tibás | 2 de septiembre de 2018 | Estadio Cuty Monge, Desamparados  |
| ACF Gallada           | 1 - 0 | Pavas FC          | 23 de agosto de 2018    | Estadio Manuel Sanabria, Río Azul |
| CCDR Alajuelita       | 2 - 2 | CCDR Tibas        | 2 de septiembre de 2018 | Estadio Municipal de Alajuelita   |
| AD Sefarad            | Libre | -                 | 2 de septiembre de 2018 | -                                 |

| Pavas FC          | 4 - 0 | CCDR Alajuelita       | 9 de septiembre de 2018 | Cancha de La Uruca, SJ   |
| Microfútbol Tibás | 1 - 3 | ACF Gallada           | 9 de septiembre de 2018 | Cancha ASODECO, Coronado |
| AD Sefarad        | 2 - 5 | Mpal. Desamparados FC | 9 de septiembre de 2018 | Estadio Sanjuañeno       |
| CCDR Tibas        | Libre | -                     | 9 de septiembre de 2018 | -                        |

| AD Sefarad            | 0 - 3 | ACF Gallada     | 16 de septiembre de 2018 | Cancha Polideportivo B° Aranjuez |
| Microfútbol Tibás     | 2 - 2 | CCDR Alajuelita | 16 de septiembre de 2018 | Estadio El Labrador, Coronado    |
| Pavas FC              | 3 - 1 | CCDR Tibas      | 16 de septiembre de 2018 | Cancha de La Uruca, SJ           |
| Mpal. Desamparados FC | Libre | -               | 16 de septiembre de 2018 | -                                |

| CCDR Tibas      | 3 - 4 | Microfútbol Tibás     | 23 de septiembre de 2018 | Estadio Sanjuañeno               |
| CCDR Alajuelita | 4 - 1 | AD Sefarad            | 23 de septiembre de 2018 | Estadio Municipal de Alajuelita  |
| ACF Gallada     | 0 - 1 | Mpal. Desamparados FC | 23 de septiembre de 2018 | Estadio Cuty Monge, Desamparados |
| Pavas FC        | Libre | -                     | 23 de septiembre de 2018 | -                                |

| Mpal. Desamparados FC | 3 - 3 | CCDR Alajuelita | 30 de septiembre de 2018 | Estadio ST. Center, Aserrí |
| AD Sefarad            | 0 - 2 | CCDR Tibas      | 30 de septiembre de 2018 | Cancha de B° Socorro       |
| Microfútbol Tibás     | 4 - 4 | Pavas FC        | 30 de septiembre de 2018 | Cancha ASODECO, Coronado   |
| ACF Gallada           | Libre | -               | 30 de septiembre de 2018 | -                          |

| Pavas FC          | 8 - 2 | AD Sefarad            | 14 de octubre de 2018 | Estadio Moreno Cartín, B° Cuba  |
| CCDR Tibas        | 0 - 2 | Mpal. Desamparados FC | 14 de octubre de 2018 | Estadio Sanjuañeno              |
| CCDR Alajuelita   | 0 - 2 | ACF Gallada           | 14 de octubre de 2018 | Estadio Municipal de Alajuelita |
| Microfútbol Tibás | Libre | -                     | 14 de octubre de 2018 | -                               |

| ACF Gallada           | 4 - 1 | CCDR Tibas        | 21 de octubre de 2018 | Estadio ST. Center, Aserrí |
| Mpal. Desamparados FC | 3 - 2 | Pavas FC          | 21 de octubre de 2018 | Estadio ST. Center, Aserrí |
| AD Sefarad            | 0 - 3 | Microfútbol Tibás | 21 de octubre de 2018 | Estadio Sanjuañeno         |
| CCDR Alajuelita       | Libre | -                 | 21 de octubre de 2018 | -                          |

| Microfútbol Tibás | 0 - 4 | Mpal. Desamparados FC | 28 de octubre de 2018 | Estadio El Labrador, Coronado |
| Pavas FC          | 1 - 1 | ACF Gallada           | 28 de octubre de 2018 | Cancha Sta. Bárbara (Pavas)   |
| CCDR Tibas        | 2 - 4 | CCDR Alajuelita       | 28 de octubre de 2018 | Estadio Sanjuañeno            |
| AD Sefarad        | Libre | -                     | 28 de octubre de 2018 | -                             |

| CCDR Alajuelita       | 4 - 0 | Pavas FC          | 4 de noviembre de 2018 | Estadio Municipal de Alajuelita   |
| ACF Gallada           | 0 - 3 | Microfútbol Tibás | 4 de noviembre de 2018 | Cancha de Gravilias, Desamparados |
| Mpal. Desamparados FC | 2 - 0 | AD Sefarad        | 4 de noviembre de 2018 | Estadio Cuty Monge, Desamparados  |
| CCDR Tibas            | Libre | -                 | 4 de noviembre de 2018 | -                                 |

### Grupo 9:San José "B"
|    | Equipos                    |  | PJ | PG | PE | PP | GF | GC | Dif. | Pts. |
| -- | -------------------------- |  | -- | -- | -- | -- | -- | -- | ---- | ---- |
| 1. | AD Barrio México (D)       |  | 14 | 9  | 3  | 2  | 39 | 23 | +16  | 30   |
| 2. | AD. Sagrada Familia        |  | 14 | 9  | 3  | 2  | 44 | 21 | +23  | 30   |
| 3. | AD San Luis Sta. Teresita  |  | 14 | 7  | 5  | 2  | 42 | 20 | +22  | 26   |
| 4. | AD Pozos Jr                |  | 14 | 7  | 3  | 4  | 42 | 38 | +4   | 21   |
| 5. | Hamburgo FC (Los Guido)    |  | 14 | 6  | 2  | 6  | 24 | 29 | -5   | 20   |
| 6. | Club Deportivo Pavas       |  | 14 | 6  | 0  | 8  | 34 | 42 | -8   | 18   |
| 7. | CDS Desamparadeña          |  | 14 | 2  | 1  | 11 | 21 | 56 | -35  | 7    |
| 8. | Atlético del Sur (Hatillo) |  | 14 | 1  | 3  | 10 | 25 | 42 | -17  | 6    |

(D): Equipo que Descendió de la Liga de Ascenso (Segunda División) 2017-2018
AD Barrio México obtuvo el Primer lugar del grupo al tener mejor gol diferencia en los duelos particulares con AD. Sagrada Familia

| CDS Desamparadeña | 2 - 2 | Atlético del Sur          | 29 de julio de 2018 | Estadio de San Antonio       |
| AD Pozos JR       | 1 - 1 | AD San Luis Sta. Teresita | 29 de julio de 2018 | Estadio de Piedades, Sta Ana |
| CD Pavas          | 2 - 3 | Sagrada Familia           | 29 de julio de 2018 | Cancha de Hatillo 4          |
| Hamburgo FC       | 1 - 2 | AD Barrio México          | 29 de julio de 2018 | Estadio ST. Center, Aserrí   |

| CD Pavas         | 1 - 4 | AD San Luis Sta. Teresita | 5 de agosto de 2018 | Cancha de Hatillo 4        |
| Atlético del Sur | 1 - 4 | AD Pozos JR               | 5 de agosto de 2018 | Cancha de Hatillo 4        |
| AD Barrio México | 3 - 1 | CDS Desamparadeña         | 5 de agosto de 2018 | Estadio ST. Center, Aserrí |
| Sagrada Familia  | 4 - 1 | Hamburgo FC               | 5 de agosto de 2018 | Estadio Teodoro Picado     |

| CDS Desamparadeña         | 1 - 4 | Sagrada Familia  | 12 de agosto de 2018 | Estadio de San Antonio       |
| AD San Luis Sta. Teresita | 1 - 3 | Atlético del Sur | 12 de agosto de 2018 | Estadio ST. Center, Aserrí   |
| AD Pozos JR               | 1 - 4 | AD Barrio México | 12 de agosto de 2018 | Estadio de Piedades, Sta Ana |
| Hamburgo FC               | 2 - 1 | CD Pavas         | 12 de agosto de 2018 | Cancha de Guatuzo            |

| CD Pavas         | 3 - 2 | Atlético del Sur          | 19 de agosto de 2018 | Cancha de La Uruca, SJ    |
| Hamburgo FC      | 3 - 1 | CDS Desamparadeña         | 19 de agosto de 2018 | Cancha de Guatuzo         |
| AD Barrio México | 2 - 2 | AD San Luis Sta. Teresita | 19 de agosto de 2018 | Estadio Ernesto Rohrmoser |
| Sagrada Familia  | 3 - 3 | AD Pozos JR               | 19 de agosto de 2018 | Estadio Teodoro Picado    |

| CDS Desamparadeña         | 0 - 4 | CD Pavas         | 26 de agosto de 2018 | Estadio ST. Center, Aserrí   |
| AD Pozos JR               | 5 - 2 | Hamburgo FC      | 26 de agosto de 2018 | Estadio de Piedades, Sta Ana |
| AD San Luis Sta. Teresita | 1 - 1 | Sagrada Familia  | 26 de agosto de 2018 | Estadio ST. Center, Aserrí   |
| Atlético del Sur          | 3 - 3 | AD Barrio México | 26 de agosto de 2018 | Cancha de Hatillo 4          |

| CDS Desamparadeña | 0 - 3 | AD Pozos JR               | 2 de septiembre de 2018 | Estadio ST. Center, Aserrí |
| CD Pavas          | 3 - 2 | AD Barrio México          | 2 de septiembre de 2018 | Cancha de Hatillo 4        |
| Sagrada Familia   | 3 - 1 | Atlético del Sur          | 2 de septiembre de 2018 | Estadio Teodoro Picado     |
| Hamburgo FC       | 0 - 0 | AD San Luis Sta. Teresita | 2 de septiembre de 2018 | Estadio ST. Center, Aserrí |

| AD Barrio México          | 1 - 0  | Sagrada Familia   | 9 de septiembre de 2018 | Estadio Ernesto Rohrmoser    |
| AD Pozos JR               | 3 - 0  | CD Pavas          | 9 de septiembre de 2018 | Estadio de Piedades, Sta Ana |
| AD San Luis Sta. Teresita | 13 - 2 | CDS Desamparadeña | 9 de septiembre de 2018 | Estadio ST. Center, Aserrí   |
| Atlético del Sur          | 1 - 2  | Hamburgo FC       | 9 de septiembre de 2018 | Cancha de Hatillo 4          |

| Atlético del Sur          | 2 - 3 | CDS Desamparadeña | 16 de septiembre de 2018 | Cancha de Hatillo 4        |
| AD San Luis Sta. Teresita | 5 - 2 | AD Pozos JR       | 16 de septiembre de 2018 | Estadio ST. Center, Aserrí |
| Sagrada Familia           | 5 - 2 | CD Pavas          | 16 de septiembre de 2018 | Estadio Teodoro Picado     |
| AD Barrio México          | 3 - 1 | Hamburgo FC       | 16 de septiembre de 2018 | Estadio Ernesto Rohrmoser  |

| AD San Luis Sta. Teresita | 4 - 1 | CD Pavas         | 23 de septiembre de 2018 | Estadio ST. Center, Aserrí   |
| AD Pozos JR               | 3 - 0 | Atlético del Sur | 23 de septiembre de 2018 | Estadio de Piedades, Sta Ana |
| CDS Desamparadeña         | 4 - 3 | AD Barrio México | 23 de septiembre de 2018 | Estadio ST. Center, Aserrí   |
| Hamburgo FC               | 1 - 6 | Sagrada Familia  | 23 de septiembre de 2018 | Cancha de Guatuzo            |

| Sagrada Familia  | 6 - 1 | CDS Desamparadeña         | 30 de septiembre de 2018 | Estadio Teodoro Picado        |
| Atlético del Sur | 3 - 4 | AD San Luis Sta. Teresita | 30 de septiembre de 2018 | Cancha de Hatillo 4           |
| AD Barrio México | 4 - 3 | AD Pozos JR               | 30 de septiembre de 2018 | Plaza Víquez (Catato Cordero) |
| CD Pavas         | 0 - 4 | Hamburgo FC               | 30 de septiembre de 2018 | Cancha de La Uruca, SJ        |

| Atlético del Sur          | 4 - 5 | CD Pavas         | 14 de octubre de 2018 | Cancha de Hatillo 4          |
| CDS Desamparadeña         | 0 - 1 | Hamburgo FC      | 14 de octubre de 2018 | Estadio ST. Center, Aserrí   |
| AD San Luis Sta. Teresita | 1 - 1 | AD Barrio México | 14 de octubre de 2018 | Estadio ST. Center, Aserrí   |
| AD Pozos JR               | 3 - 3 | Sagrada Familia  | 14 de octubre de 2018 | Estadio de Piedades, Sta Ana |

| CD Pavas         | 4 - 2 | CDS Desamparadeña         | 21 de octubre de 2018 | Cancha de Hatillo 4        |
| Hamburgo FC      | 5 - 4 | AD Pozos JR               | 21 de octubre de 2018 | Estadio ST. Center, Aserrí |
| Sagrada Familia  | 1 - 0 | AD San Luis Sta. Teresita | 21 de octubre de 2018 | Estadio Teodoro Picado     |
| AD Barrio México | 4 - 2 | Atlético del Sur          | 21 de octubre de 2018 | Estadio Ernesto Rohrmoser  |

| AD Pozos JR               | 3 - 2 | CDS Desamparadeña | 28 de octubre de 2018 | Cancha de Salitral, Sta Ana |
| AD Barrio México          | 3 - 0 | CD Pavas          | 28 de octubre de 2018 | Estadio Ernesto Rohrmoser   |
| Atlético del Sur          | 0 - 4 | Sagrada Familia   | 28 de octubre de 2018 | Cancha de Hatillo 4         |
| AD San Luis Sta. Teresita | 1 - 0 | Hamburgo FC       | 28 de octubre de 2018 | Estadio ST. Center, Aserrí  |

| Sagrada Familia   | 1 - 4 | AD Barrio México          | 4 de noviembre de 2018 | Estadio Teodoro Picado      |
| CD Pavas          | 8 - 4 | AD Pozos JR               | 4 de noviembre de 2018 | Cancha Sta. Bárbara (Pavas) |
| CDS Desamparadeña | 2 - 5 | AD San Luis Sta. Teresita | 4 de noviembre de 2018 | Estadio ST. Center, Aserrí  |
| Hamburgo FC       | 1 - 1 | Atlético del Sur          | 4 de noviembre de 2018 | Polideportivo de Aserrí     |

### Grupo 10:Guanacaste
|    | Equipos                    |  | PJ | PG | PE | PP | GF | GC | Dif. | Pts. |
| -- | -------------------------- |  | -- | -- | -- | -- | -- | -- | ---- | ---- |
| 1. | Cúcuta Liberia FC          |  | 14 | 9  | 2  | 3  | 29 | 18 | +11  | 29   |
| 2. | AD Cuajiniquil             |  | 14 | 8  | 1  | 5  | 27 | 18 | +9   | 25   |
| 3. | Deportivo Upala FC         |  | 14 | 7  | 3  | 4  | 32 | 25 | +7   | 24   |
| 4. | Deportivo Nimboyore        |  | 14 | 6  | 3  | 5  | 25 | 23 | +2   | 21   |
| 5. | CCDR Abangares             |  | 14 | 5  | 3  | 6  | 24 | 25 | -1   | 18   |
| 6. | Atlético Coco              |  | 14 | 4  | 3  | 7  | 23 | 33 | -10  | 18   |
| 7. | La Colmena (CCDR Carrillo) |  | 14 | 2  | 7  | 5  | 24 | 29 | -5   | 13   |
| 8. | Zapandí FC                 |  | 14 | 2  | 4  | 8  | 17 | 30 | -13  | 10   |

| AD. Cuajiniquil   | 2 - 0 (*) | Zapandí FC          | 29 de julio de 2018 | Cancha de Cuajiniquil, La Cruz |
| Cúcuta Liberia FC | 0 - 3     | Deportivo Upala FC  | 29 de julio de 2018 | Cancha de Moracia, Liberia     |
| Atlético Coco     | 3 - 2     | CCDR Abangares      | 29 de julio de 2018 | Cancha Playas del Coco         |
| La Colmena        | 3 - 2     | Deportivo Nimboyore | 29 de julio de 2018 | Estadio Municipal de Carrillo  |

| Deportivo Upala FC  | 2 - 3 | Atlético Coco     | 5 de agosto de 2018 | Cancha de Llano Azul, Upala   |
| Zapandí FC          | 2 - 4 | Cúcuta Liberia FC | 5 de agosto de 2018 | Estadio Municipal de Carrillo |
| La Colmena          | 1 - 3 | AD. Cuajiniquil   | 5 de agosto de 2018 | Estadio Municipal de Carrillo |
| Deportivo Nimboyore | 3 - 2 | CCDR Abangares    | 5 de agosto de 2018 | Cancha Porte Golpe, Nicoya    |

| Cúcuta Liberia FC | 3 - 2 | La Colmena          | 12 de agosto de 2018 | Cancha de Moracia, Liberia    |
| Atlético Coco     | 2 - 3 | Zapandí FC          | 12 de agosto de 2018 | Cancha Playas del Coco        |
| CCDR Abangares    | 0 - 2 | Deportivo Upala FC  | 12 de agosto de 2018 | Cancha Municipal de Abangares |
| AD. Cuajiniquil   | 2 - 0 | Deportivo Nimboyore | 12 de agosto de 2018 | Estadio Municipal de La Cruz  |

| Zapandí FC          | 2 - 2 | CCDR Abangares     | 19 de agosto de 2018 | Estadio Municipal de Carrillo |
| La Colmena          | 3 - 3 | Atlético Coco      | 19 de agosto de 2018 | Estadio Municipal de Carrillo |
| AD. Cuajiniquil     | 1 - 3 | Cúcuta Liberia FC  | 19 de agosto de 2018 | Estadio Municipal de La Cruz  |
| Deportivo Nimboyore | 2 - 5 | Deportivo Upala FC | 19 de agosto de 2018 | Cancha Porte Golpe, Nicoya    |

| Atlético Coco      | 2 - 2 | AD. Cuajiniquil     | 26 de agosto de 2018 | Cancha Playas del Coco        |
| CCDR Abangares     | 4 - 2 | La Colmena          | 26 de agosto de 2018 | Cancha Municipal de Abangares |
| Deportivo Upala FC | 3 - 2 | Zapandí FC          | 26 de agosto de 2018 | Cancha de Llano Azul, Upala   |
| Cúcuta Liberia FC  | 1 - 1 | Deportivo Nimboyore | 26 de agosto de 2018 | Cancha El Ecológico, Liberia  |

| La Colmena          | 2 - 2 | Deportivo Upala FC | 2 de septiembre de 2018 | Estadio Municipal de Carrillo |
| AD. Cuajiniquil     | 0 - 1 | CCDR Abangares     | 2 de septiembre de 2018 | Estadio Municipal de La Cruz  |
| Cúcuta Liberia FC   | 3 - 1 | Atlético Coco      | 2 de septiembre de 2018 | Cancha El Ecológico, Liberia  |
| Deportivo Nimboyore | 1 - 2 | Zapandí FC         | 2 de septiembre de 2018 | Cancha Porte Golpe, Nicoya    |

| CCDR Abangares     | 2 - 2 | Cúcuta Liberia FC   | 9 de septiembre de 2018 | Cancha Municipal de Abangares |
| Deportivo Upala FC | 2 - 1 | AD. Cuajiniquil     | 9 de septiembre de 2018 | Cancha de Llano Azul, Upala   |
| Zapandí FC         | 1 - 1 | La Colmena          | 9 de septiembre de 2018 | Estadio Municipal de Carrillo |
| Atlético Coco      | 0 - 2 | Deportivo Nimboyore | 9 de septiembre de 2018 | Cancha Playas del Coco        |

| Zapandí FC          | 2 - 3 | AD. Cuajiniquil   | 16 de septiembre de 2018 | Estadio Municipal de Carrillo |
| Deportivo Upala FC  | 1 - 2 | Cúcuta Liberia FC | 16 de septiembre de 2018 | Cancha de Llano Azul, Upala   |
| CCDR Abangares      | 3 - 0 | Atlético Coco     | 16 de septiembre de 2018 | Estadio Municipal de Carrillo |
| Deportivo Nimboyore | 2 - 2 | La Colmena        | 16 de septiembre de 2018 | Cancha Porte Golpe, Nicoya    |

| Atlético Coco     | 5 - 0 | Deportivo Upala FC  | 23 de septiembre de 2018 | Cancha Playas del Coco        |
| Cúcuta Liberia FC | 4 - 1 | Zapandí FC          | 23 de septiembre de 2018 | Cancha El Ecológico, Liberia  |
| AD. Cuajiniquil   | 4 - 1 | La Colmena          | 23 de septiembre de 2018 | Estadio Municipal de La Cruz  |
| CCDR Abangares    | 2 - 1 | Deportivo Nimboyore | 23 de septiembre de 2018 | Cancha Municipal de Abangares |

| La Colmena          | 0 - 1 | Cúcuta Liberia FC | 30 de septiembre de 2018 | Estadio Municipal de Carrillo |
| Zapandí FC          | 0 - 0 | Atlético Coco     | 30 de septiembre de 2018 | Estadio Municipal de Carrillo |
| Deportivo Upala FC  | 3 - 1 | CCDR Abangares    | 30 de septiembre de 2018 | Cancha de Llano Azul, Upala   |
| Deportivo Nimboyore | 2 - 0 | AD. Cuajiniquil   | 30 de septiembre de 2018 | Cancha Porte Golpe, Nicoya    |

| CCDR Abangares     | 2 - 0 | Zapandí FC          | 14 de octubre de 2018 | Cancha Municipal de Abangares     |
| Atlético Coco      | 0 - 3 | La Colmena          | 14 de octubre de 2018 | Cancha Playas del Coco            |
| Cúcuta Liberia FC  | 2 - 0 | AD. Cuajiniquil     | 14 de octubre de 2018 | Estadio Edgardo Baltodano Briceño |
| Deportivo Upala FC | 3 - 3 | Deportivo Nimboyore | 14 de octubre de 2018 | Cancha de Llano Azul, Upala       |

| AD. Cuajiniquil     | 5 - 1 | Atlético Coco      | 21 de octubre de 2018 | Estadio Municipal de La Cruz  |
| La Colmena          | 1 - 1 | CCDR Abangares     | 21 de octubre de 2018 | Estadio Municipal de Carrillo |
| Zapandí FC          | 1 - 4 | Deportivo Upala FC | 21 de octubre de 2018 | Estadio Municipal de Carrillo |
| Deportivo Nimboyore | 1 - 0 | Cúcuta Liberia FC  | 21 de octubre de 2018 | Cancha Porte Golpe, Nicoya    |

| Deportivo Upala FC | 2 - 2 | La Colmena          | 28 de octubre de 2018 | Cancha de Llano Azul, Upala   |
| CCDR Abangares     | 1 - 3 | AD. Cuajiniquil     | 28 de octubre de 2018 | Cancha Municipal de Abangares |
| Atlético Coco      | 2 - 1 | Cúcuta Liberia FC   | 28 de octubre de 2018 | Cancha Playas del Coco        |
| Zapandí FC         | 0 - 1 | Deportivo Nimboyore | 28 de octubre de 2018 | Estadio Municipal de Carrillo |

| Cúcuta Liberia FC   | 3 - 1 | CCDR Abangares     | 4 de noviembre de 2018 | Cancha El Ecológico, Liberia  |
| AD. Cuajiniquil     | 1 - 0 | Deportivo Upala FC | 4 de noviembre de 2018 | Estadio Municipal de La Cruz  |
| La Colmena          | 1 - 1 | Zapandí FC         | 4 de noviembre de 2018 | Estadio Municipal de Carrillo |
| Deportivo Nimboyore | 4 - 1 | Atlético Coco      | 4 de noviembre de 2018 | Cancha Porte Golpe, Nicoya    |

## Segunda Fase

### Grupo 1:Heredia /Alajuela "B"
|    | Equipos               |  | PJ | PG | PE | PP | GF | GC | Dif. | Pts. |
| -- | --------------------- |  | -- | -- | -- | -- | -- | -- | ---- | ---- |
| 1. | ACF. Turrucares       |  | 12 | 8  | 4  | 0  | 31 | 12 | +19  | 28   |
| 2. | AD Santo Domingo      |  | 13 | 6  | 5  | 2  | 36 | 14 | +22  | 23   |
| 3. | AD. Rosario (Naranjo) |  | 13 | 6  | 4  | 3  | 26 | 17 | +9   | 22   |
| 4. | Atlético Belén        |  | 13 | 7  | 1  | 5  | 25 | 26 | -1   | 22   |
| 5. | Super Cable Grecia    |  | 12 | 6  | 0  | 6  | 30 | 32 | -2   | 18   |
| 6. | Canoas FC             |  | 13 | 4  | 2  | 7  | 22 | 40 | -18  | 14   |
| 7. | CCDR Barva (R)        |  | 12 | 1  | 2  | 9  | 8  | 29 | -21  | 5    |
| 8. | Ecomotors FC (R)      |  | 7  | 1  | 0  | 6  | 10 | 16 | -6   | 3    |

(R) Equipo se retiró del Torneo

| AD Santo Domingo | 12 - 1 | Canoas FC          | 11 de noviembre de 2018 | Estadio de Concepción, San Isidro |
| CCDR Barva       | 1 - 2  | Super Cable Grecia | 11 de noviembre de 2018 | Cancha San Bartolomé              |
| AD. Rosario      | 4 - 0  | Atlético Belén     | 11 de noviembre de 2018 | Estadio Municipal de Naranjo      |
| ACF. Turrucares  | 2 - 1  | Ecomotors FC       | 11 de noviembre de 2018 | Cancha de Cebadilla, Turrucares   |

| Canoas FC          | 4 - 5 | Atlético Belén  | 18 de noviembre de 2018 | Cancha de Canoas, Alajuela     |
| Super Cable Grecia | 0 - 2 | AD. Rosario     | 18 de noviembre de 2018 | Estadio Allen Riggioni, Grecia |
| AD Santo Domingo   | 2 - 2 | ACF. Turrucares | 18 de noviembre de 2018 | Cancha de Barrio Socorro       |
| Ecomotors FC       | 2 - 3 | CCDR Barva      | 18 de noviembre de 2018 | Cancha de Mercedes Norte       |

| ACF. Turrucares | 4 - 1 | Canoas FC          | 25 de noviembre de 2018 | Cancha de San Miguel, Turrucares |
| CCDR Barva      | 1 - 1 | AD Santo Domingo   | 25 de noviembre de 2018 | Cancha San Bartolomé             |
| Atlético Belén  | 4 - 5 | Super Cable Grecia | 25 de noviembre de 2018 | Polideportivo de Belén           |
| AD. Rosario     | 2 - 1 | Ecomotors FC       | 25 de noviembre de 2018 | Estadio Municipal de Naranjo     |

| Canoas FC        | 4 - 3 | Super Cable Grecia | 2 de diciembre de 2018 | Cancha de Canoas, Alajuela      |
| AD Santo Domingo | 1 - 1 | AD. Rosario        | 2 de diciembre de 2018 | Cancha de Barrio Socorro        |
| ACF. Turrucares  | 2 - 2 | CCDR Barva         | 2 de diciembre de 2018 | Cancha de Cebadilla, Turrucares |
| Ecomotors FC     | 4 - 1 | Atlético Belén     | 2 de diciembre de 2018 | Cancha de Mercedes Norte        |

| CCDR Barva     | 0 - 2 | Canoas FC          | 9 de diciembre de 2018 | Cancha San Bartolomé            |
| AD. Rosario    | 0 - 0 | ACF. Turrucares    | 9 de diciembre de 2018 | Estadio Jorge "Palmareño" Solís |
| Atlético Belén | 1 - 0 | AD Santo Domingo   | 9 de diciembre de 2018 | Polideportivo de Belén          |
| Ecomotors FC   | 2 - 4 | Super Cable Grecia | 9 de diciembre de 2018 | Cancha de Mercedes Norte        |

| AD Santo Domingo | 2 - 1 | Super Cable Grecia | 16 de diciembre de 2018 | Cancha de Barrio Socorro        |
| ACF. Turrucares  | 4 - 0 | Atlético Belén     | 16 de diciembre de 2018 | Cancha de Cebadilla, Turrucares |
| CCDR Barva       | 0 - 2 | AD. Rosario        | 16 de diciembre de 2018 | Cancha de San Pedro, Barva      |
| Canoas FC        | 2 - 0 | Ecomotors FC       | 16 de diciembre de 2018 | Cancha de Canoas, Alajuela      |

| AD. Rosario        | 2 - 2 | Canoas FC        | 22 de diciembre de 2018 | Estadio Eliécer Pérez Conejo |
| Atlético Belén     | 2 - 0 | CCDR Barva       | 22 de diciembre de 2018 | Polideportivo de Belén       |
| Super Cable Grecia | 1 - 6 | ACF. Turrucares  | 23 de diciembre de 2018 | Cancha de San Roque, Grecia  |
| Ecomotors FC       | 0 - 2 | AD Santo Domingo | 22 de diciembre de 2018 | Cancha de Mercedes Norte     |

| Canoas FC          | 1 - 1             | AD Santo Domingo | 6 de enero de 2019 | Cancha de Canoas, Alajuela  |
| Super Cable Grecia | 5 - 1             | CCDR Barva       | 6 de enero de 2019 | Cancha de San Roque, Grecia |
| Atlético Belén     | 2 - 1             | AD. Rosario      | 6 de enero de 2019 | Polideportivo de Belén      |
| Ecomotors FC       | No Programado (*) | ACF. Turrucares  | 6 de enero de 2019 | -                           |

| Atlético Belén  | 2 - 0             | Canoas FC          | 13 de enero de 2019 | Polideportivo de Belén          |
| AD. Rosario     | 3 - 4             | Super Cable Grecia | 13 de enero de 2019 | Estadio Municipal de Naranjo    |
| ACF. Turrucares | 3 - 2             | AD Santo Domingo   | 13 de enero de 2019 | Cancha de Cebadilla, Turrucares |
| CCDR Barva      | No Programado (*) | Ecomotors FC       | 13 de enero de 2019 | -                               |

| Canoas FC          | 0 - 2*            | ACF. Turrucares | 20 de enero de 2019 | Cancha de Canoas, Alajuela  |
| AD Santo Domingo   | 5 - 0             | CCDR Barva      | 20 de enero de 2019 | Cancha de Barrio Socorro    |
| Super Cable Grecia | 1 - 4             | Atlético Belén  | 20 de enero de 2019 | Cancha de San Roque, Grecia |
| Ecomotors FC       | No Programado (*) | AD. Rosario     | 20 de enero de 2019 | -                           |

| Super Cable Grecia | 3 - 0             | Canoas FC        | 27 de enero de 2019 | Cancha de San Roque, Grecia  |
| AD. Rosario        | 0 - 3             | AD Santo Domingo | 27 de enero de 2019 | Estadio Municipal de Naranjo |
| CCDR Barva         | 0 - 2*            | ACF. Turrucares  | 27 de enero de 2019 | Cancha de San Pedro, Barva   |
| Atlético Belén     | No Programado (*) | Ecomotors FC     | 27 de enero de 2019 | -                            |

| Canoas FC          | 2 - 0*            | CCDR Barva     | 3 de febrero de 2019 | Cancha de Canoas, Alajuela      |
| ACF. Turrucares    | 1 - 1             | AD. Rosario    | 3 de febrero de 2019 | Cancha de Cebadilla, Turrucares |
| AD Santo Domingo   | 2 - 2             | Atlético Belén | 3 de febrero de 2019 | Cancha de Barrio Socorro        |
| Super Cable Grecia | No Programado (*) | Ecomotors FC   | 3 de febrero de 2019 | -                               |

| Super Cable Grecia | 1 - 3             | AD Santo Domingo | 10 de febrero de 2019 | Cancha de San Roque, Grecia  |
| Atlético Belén     | 0 - 1             | ACF. Turrucares  | 10 de febrero de 2019 | Polideportivo de Belén       |
| AD. Rosario        | 2 - 0*            | CCDR Barva       | 10 de febrero de 2019 | Estadio Municipal de Naranjo |
| Ecomotors FC       | No Programado (*) | Canoas FC        | 10 de febrero de 2019 | -                            |

| Canoas FC        | 1 - 5             | AD. Rosario        | 17 de febrero de 2019 | Cancha de Canoas, Alajuela      |
| CCDR Barva       | 0 - 2*            | Atlético Belén     | 17 de febrero de 2019 | Cancha de San Pedro, Barva      |
| ACF. Turrucares  | No Programado (~) | Super Cable Grecia | 17 de febrero de 2019 | Cancha de Cebadilla, Turrucares |
| AD Santo Domingo | No Programado (*) | Ecomotors FC       | 17 de febrero de 2019 | -                               |

### Grupo 2:Alajuela "A" /Limón
|    | Equipos                  |  | PJ | PG | PE | PP | GF | GC | Dif. | Pts. |
| -- | ------------------------ |  | -- | -- | -- | -- | -- | -- | ---- | ---- |
| 1. | AD. Talentos del Caribe  |  | 11 | 7  | 1  | 3  | 19 | 14 | +5   | 22   |
| 2. | Municipal Orotina        |  | 11 | 7  | 1  | 3  | 20 | 12 | +8   | 22   |
| 3. | AD. A.B.C. San Rafael    |  | 12 | 5  | 3  | 4  | 23 | 20 | +3   | 18   |
| 4. | B-Line. FC               |  | 12 | 4  | 4  | 4  | 29 | 25 | +4   | 16   |
| 5. | AD. Generación Caribe    |  | 11 | 3  | 3  | 5  | 20 | 22 | -2   | 12   |
| 6. | Selección de Canoas      |  | 12 | 3  | 2  | 7  | 18 | 29 | -11  | 11   |
| 7. | Galo Atletic Club        |  | 11 | 2  | 4  | 5  | 17 | 24 | -7   | 10   |
| 8. | Asoc. Dep. Siquirres (R) |  | -  | -  | -  | -  | -  | -  | -    | -    |

(R) Equipo se retiró del Torneo
AD Talentos del Caribe obtuvo el Primer lugar del grupo al tener mejor gol diferencia en los duelos particulares con Municipal Orotina

| AD Generación Caribe | 2 - 2 | ABC San Rafael          | 11 de noviembre de 2018 | Estadio Juan Gobán, Limón     |
| Galo Atletic Club    | 3 - 4 | AD. Talentos del Caribe | 11 de noviembre de 2018 | Cancha Dulce Nombre, Alajuela |
| B-Line FC            | 3 - 2 | Municipal Orotina       | 11 de noviembre de 2018 | Cancha de Zent Nuevo, Matina  |
| Selección de Canoas  | Libre | -                       | 11 de noviembre de 2018 | -                             |

| AD. Talentos del Caribe | 0 - 2* | B-Line FC            | 18 de noviembre de 2018 | Cancha de Cocles (Pto Viejo, Limón) |
| ABC San Rafael          | 2 - 2  | Galo Atletic Club    | 18 de noviembre de 2018 | Cancha Ottos, La Guácima            |
| Selección de Canoas     | 3 - 2  | AD Generación Caribe | 18 de noviembre de 2018 | Cancha de Canoas, Alajuela          |
| Municipal Orotina       | Libre  | -                    | 18 de noviembre de 2018 | -                                   |

| Galo Atletic Club    | 1 - 1  | Selección de Canoas     | 25 de noviembre de 2018 | Cancha Ottos, La Guácima     |
| B-Line FC            | 0 - 1  | ABC San Rafael          | 25 de noviembre de 2018 | Cancha de Zent Nuevo, Matina |
| Municipal Orotina    | 0 - 2* | AD. Talentos del Caribe | 25 de noviembre de 2018 | Estadio Municipal de Orotina |
| AD Generación Caribe | Libre  | -                       | 25 de noviembre de 2018 | -                            |

| ABC San Rafael          | 1 - 3 | Municipal Orotina | 2 de diciembre de 2018 | Cancha Ottos, La Guácima   |
| Selección de Canoas     | 4 - 3 | B-Line FC         | 2 de diciembre de 2018 | Cancha de Canoas, Alajuela |
| AD Generación Caribe    | 2 - 0 | Galo Atletic Club | 2 de diciembre de 2018 | Estadio Nuevo de Limón     |
| AD. Talentos del Caribe | Libre | -                 | 2 de diciembre de 2018 | -                          |

| B-Line FC               | 4 - 2 | AD Generación Caribe | 9 de diciembre de 2018 | Cancha de Zent Nuevo, Matina            |
| Municipal Orotina       | 4 - 1 | Selección de Canoas  | 9 de diciembre de 2018 | Estadio Municipal de Orotina            |
| AD. Talentos del Caribe | 3 - 1 | ABC San Rafael       | 9 de diciembre de 2018 | Cancha de Home Creek (Pto Viejo, Limón) |
| Galo Atletic Club       | Libre | -                    | 9 de diciembre de 2018 | -                                       |

| Selección de Canoas  | 0 - 2* | AD. Talentos del Caribe | 16 de diciembre de 2018 | Cancha de Canoas, Alajuela |
| AD Generación Caribe | 2 - 1  | Municipal Orotina       | 16 de diciembre de 2018 | Estadio Nuevo de Limón     |
| Galo Atletic Club    | 3 - 3  | B-Line FC               | 16 de diciembre de 2018 | Cancha Ottos, La Guácima   |
| ABC San Rafael       | Libre  | -                       | 16 de diciembre de 2018 | -                          |

| Municipal Orotina       | 1 - 1 | Galo Atletic Club    | 23 de diciembre de 2018 | Estadio Municipal de Orotina            |
| AD. Talentos del Caribe | 0 - 0 | AD Generación Caribe | 23 de diciembre de 2018 | Cancha de Home Creek (Pto Viejo, Limón) |
| ABC San Rafael          | 3 - 2 | Selección de Canoas  | 23 de diciembre de 2018 | Cancha Ottos, La Guácima                |
| B-Line FC               | Libre | -                    | 23 de diciembre de 2018 | -                                       |

| ABC San Rafael          | 3 - 2 | AD Generación Caribe | 6 de enero de 2019 | Cancha Ottos, La Guácima                |
| AD. Talentos del Caribe | 2 - 0 | Galo Atletic Club    | 6 de enero de 2019 | Cancha de Home Creek (Pto Viejo, Limón) |
| Municipal Orotina       | 2 - 1 | B-Line FC            | 6 de enero de 2019 | Estadio Municipal de Orotina            |
| Selección de Canoas     | Libre | -                    | 6 de enero de 2019 | -                                       |

| B-Line FC            | 1 - 2 | AD. Talentos del Caribe | 13 de enero de 2019 | Cancha de B-Line, Matina |
| Galo Atletic Club    | 1 - 0 | ABC San Rafael          | 13 de enero de 2019 | Cancha Ottos, La Guácima |
| AD Generación Caribe | 3 - 2 | Selección de Canoas     | 13 de enero de 2019 | Estadio Nuevo de Limón   |
| Municipal Orotina    | Libre | -                       | 13 de enero de 2019 | -                        |

| Selección de Canoas     | 1 - 0 | Galo Atletic Club | 20 de enero de 2019 | Cancha de Canoas, Alajuela              |
| ABC San Rafael          | 3 - 3 | B-Line FC         | 20 de enero de 2019 | Cancha Ottos, La Guácima                |
| AD. Talentos del Caribe | 0 - 1 | Municipal Orotina | 20 de enero de 2019 | Cancha de Home Creek (Pto Viejo, Limón) |
| AD Generación Caribe    | Libre | -                 | 20 de enero de 2019 | -                                       |

| Municipal Orotina       | 2 - 1 | ABC San Rafael       | 27 de enero de 2019 | Estadio Municipal de Orotina |
| B-Line FC               | 2 - 2 | Selección de Canoas  | 27 de enero de 2019 | Cancha de B-Line, Matina     |
| Galo Atletic Club       | 4 - 3 | AD Generación Caribe | 27 de enero de 2019 | Cancha Ottos, La Guácima     |
| AD. Talentos del Caribe | Libre | -                    | 27 de enero de 2019 | -                            |

| AD Generación Caribe | 2 - 2 | B-Line FC               | 3 de febrero de 2019 | Estadio Nuevo de Limón     |
| Selección de Canoas  | 0 - 3 | Municipal Orotina       | 3 de febrero de 2019 | Cancha de Canoas, Alajuela |
| ABC San Rafael       | 4 - 1 | AD. Talentos del Caribe | 3 de febrero de 2019 | Cancha Ottos, La Guácima   |
| Galo Atletic Club    | Libre | -                       | 3 de febrero de 2019 | -                          |

| AD. Talentos del Caribe | 4 - 2 | Selección de Canoas  | 10 de febrero de 2019 | Cancha de Home Creek (Pto Viejo, Limón) |
| Municipal Orotina       | 1 - 0 | AD Generación Caribe | 10 de febrero de 2019 | Estadio Municipal de Orotina            |
| B-Line FC               | 5 - 2 | Galo Atletic Club    | 10 de febrero de 2019 | Cancha de B-Line, Matina                |
| ABC San Rafael          | Libre | -                    | 10 de febrero de 2019 | -                                       |

| Galo Atletic Club    | No Programado (~) | Municipal Orotina       | 17 de febrero de 2019 | N/D                        |
| AD Generación Caribe | No Programado (~) | AD. Talentos del Caribe | 17 de febrero de 2019 | N/D                        |
| Selección de Canoas  | 0 - 2*            | ABC San Rafael          | 17 de febrero de 2019 | Cancha de Canoas, Alajuela |
| B-Line FC            | Libre             | -                       | 17 de febrero de 2019 | -                          |

### Grupo 3:Cartago /San José "A"
|    | Equipos                |  | PJ | PG | PE | PP | GF | GC | Dif. | Pts. |
| -- | ---------------------- |  | -- | -- | -- | -- | -- | -- | ---- | ---- |
| 1. | Municipal Guarco       |  | 9  | 5  | 4  | 0  | 23 | 11 | +12  | 19   |
| 2. | AFC Gallada            |  | 10 | 4  | 5  | 1  | 19 | 7  | +12  | 17   |
| 3. | AF Lankester 1943      |  | 10 | 4  | 4  | 2  | 19 | 16 | +3   | 16   |
| 4. | Torino Junior          |  | 9  | 3  | 2  | 3  | 15 | 15 | 0    | 11   |
| 5. | Microfútbol Tibás      |  | 10 | 3  | 2  | 5  | 13 | 20 | -7   | 11   |
| 6. | CCDR. Tibás            |  | 10 | 0  | 3  | 7  | 8  | 26 | -18  | 3    |
| 7. | AD. Conce La Unión (R) |  | -  | -  | -  | -  | -  | -  | -    | -    |

(R) Equipo se retiró del Torneo

| Municipal Guarco   | 3 - 1       | CCDR. Tibás        | 11 de noviembre de 2018 | Cancha de Tejar del Guarco        |
| Microfútbol Tibás  | 3 - 2       | Torino Junior      | 11 de noviembre de 2018 | Cancha ASODECO, Coronado          |
| AFC Gallada        | Anulado (*) | AD. Conce La Unión | 11 de noviembre de 2018 | Cancha de Gravilias, Desamparados |
| AD. Lankester 1943 | Libre       | -                  | 11 de noviembre de 2018 | -                                 |

| CCDR Tibas         | 1 - 5       | Microfútbol Tibás | 18 de noviembre de 2018 | Estadio Sanjuañeno              |
| AF Lankester 1943  | 1 - 1       | ACF Gallada       | 18 de noviembre de 2018 | Cancha de Dulce Nombre, Cartago |
| AD. Conce La Unión | Anulado (*) | Municipal Guarco  | 18 de noviembre de 2018 | Cancha "Chizeta" Rojas          |
| Torino Junior      | Libre       | -                 | 18 de noviembre de 2018 | -                               |

| Municipal Guarco  | 6 - 3       | AD. Lankester 1943 | 25 de noviembre de 2018 | Cancha de Tejar del Guarco    |
| Torino Junior     | 1 - 1       | CCDR. Tibás        | 25 de noviembre de 2018 | Cancha de La Lima, Cartago    |
| Microfútbol Tibás | Anulado (*) | AD. Conce La Unión | 25 de noviembre de 2018 | Estadio El Labrador, Coronado |
| AFC Gallada       | Libre       | -                  | 25 de noviembre de 2018 | -                             |

| AF Lankester 1943  | 0 - 1       | Microfútbol Tibás | 2 de diciembre de 2018 | Cancha de Dulce Nombre, Cartago |
| ACF Gallada        | 1 - 1       | Municipal Guarco  | 2 de diciembre de 2018 | Cancha de Desamparados Centro   |
| AD. Conce La Unión | Anulado (*) | Torino Junior     | 2 de diciembre de 2018 | Cancha "Chizeta" Rojas          |
| CCDR Tibas         | Libre       | -                 | 2 de diciembre de 2018 | -                               |

| Microfútbol Tibás | 0 - 2       | AFC Gallada        | 9 de diciembre de 2018 | Estadio El Labrador, Coronado |
| Torino Junior     | 1 - 3       | AD. Lankester 1943 | 9 de diciembre de 2018 | Cancha de La Lima, Cartago    |
| CCDR. Tibás       | Anulado (*) | AD. Conce La Unión | 9 de diciembre de 2018 | Estadio Sanjuañeno            |
| Municipal Guarco  | Libre       | -                  | 9 de diciembre de 2018 | -                             |

| AF Lankester 1943  | 1 - 1     | CCDR Tibas        | 16 de diciembre de 2018 | Cancha de Dulce Nombre, Cartago  |
| ACF Gallada        | 1 - 2     | Torino Junior     | 16 de diciembre de 2018 | Estadio Cuty Monge, Desamparados |
| Municipal Guarco   | 4 - 2     | Microfútbol Tibás | 16 de diciembre de 2018 | Cancha de Tejar del Guarco       |
| AD. Conce La Unión | Se Retiró | -                 | 16 de diciembre de 2018 | -                                |

| Torino Junior      | 3 - 3             | Municipal Guarco   | 23 de diciembre de 2018 | Cancha de La Lima, Cartago |
| CCDR. Tibás        | 0 - 3             | AFC Gallada        | 23 de diciembre de 2018 | Estadio Sanjuañeno         |
| AD. Conce La Unión | No Programado (*) | AD. Lankester 1943 | 23 de diciembre de 2018 | Cancha "Chizeta" Rojas     |
| Microfútbol Tibás  | Libre             | -                  | 23 de diciembre de 2018 | -                          |

| CCDR. Tibás        | 1 - 2  | Municipal Guarco  | 6 de enero de 2019 | Estadio Sanjuañeno         |
| Torino Junior      | 2 - 0* | Microfútbol Tibás | 6 de enero de 2019 | Cancha de La Lima, Cartago |
| AFC Gallada        | Libre  | -                 | 6 de enero de 2019 | -                          |
| AD. Lankester 1943 | Libre  | -                 | 6 de enero de 2019 | -                          |

| Microfútbol Tibás | 1 - 1 | CCDR Tibas        | 13 de enero de 2019 | Cancha ASODECO, Coronado         |
| ACF Gallada       | 1 - 1 | AF Lankester 1943 | 13 de enero de 2019 | Estadio Cuty Monge, Desamparados |
| Municipal Guarco  | Libre | -                 | 13 de enero de 2019 | -                                |
| Torino Junior     | Libre | -                 | 13 de enero de 2019 | -                                |

| AD. Lankester 1943 | 0 - 0 | Municipal Guarco | 20 de enero de 2019 | Cancha de Dulce Nombre, Cartago |
| CCDR. Tibás        | 0 - 3 | Torino Junior    | 20 de enero de 2019 | Estadio Sanjuañeno              |
| Microfútbol Tibás  | Libre | -                | 20 de enero de 2019 | -                               |
| AFC Gallada        | Libre | -                | 20 de enero de 2019 | -                               |

| Microfútbol Tibás | 2 - 4 | AF Lankester 1943 | 27 de enero de 2019 | Cancha ASODECO, Coronado   |
| Municipal Guarco  | 0 - 0 | ACF Gallada       | 27 de enero de 2019 | Cancha de Tejar del Guarco |
| Torino Junior     | Libre | -                 | 27 de enero de 2019 | -                          |
| CCDR Tibas        | Libre | -                 | 27 de enero de 2019 | -                          |

| AFC Gallada        | 2 - 2 | Microfútbol Tibás | 3 de febrero de 2019 | Estadio Cuty Monge, Desamparados |
| AD. Lankester 1943 | 2 - 1 | Torino Junior     | 3 de febrero de 2019 | Cancha de Dulce Nombre, Cartago  |
| CCDR. Tibás        | Libre | -                 | 3 de febrero de 2019 | -                                |
| Municipal Guarco   | Libre | -                 | 3 de febrero de 2019 | -                                |

| CCDR Tibas        | 2 - 4 | AF Lankester 1943 | 10 de febrero de 2019 | Estadio Sanjuañeno         |
| Torino Junior     | 0 - 2 | ACF Gallada       | 10 de febrero de 2019 | Cancha de La Lima, Cartago |
| Microfútbol Tibás | 0 - 4 | Municipal Guarco  | 10 de febrero de 2019 | Cancha ASODECO, Coronado   |

| Municipal Guarco   | No Programado (~) | Torino Junior | 17 de febrero de 2019 | Cancha de Tejar del Guarco       |
| AFC Gallada        | 6 - 0             | CCDR. Tibás   | 17 de febrero de 2019 | Estadio Cuty Monge, Desamparados |
| AD. Lankester 1943 | Libre             | -             | 17 de febrero de 2019 | -                                |
| Microfútbol Tibás  | Libre             | -             | 17 de febrero de 2019 | -                                |

### Grupo 4:Puntarenas-Zona Sur /San José "B"
|    | Equipos                    |  | PJ | PG | PE | PP | GF | GC | Dif. | Pts. |
| -- | -------------------------- |  | -- | -- | -- | -- | -- | -- | ---- | ---- |
| 1. | Municipal Coto Brus        |  | 12 | 8  | 2  | 2  | 35 | 20 | +15  | 26   |
| 2. | AD. Sagrada Familia        |  | 12 | 7  | 3  | 2  | 25 | 13 | +12  | 24   |
| 3. | AD. Colorado Corredores    |  | 12 | 5  | 6  | 1  | 19 | 11 | +8   | 21   |
| 4. | Osa Club de Fútbol         |  | 12 | 5  | 4  | 3  | 24 | 14 | +10  | 19   |
| 5. | La Makina FC Pezeteña      |  | 12 | 3  | 1  | 8  | 22 | 32 | -10  | 10   |
| 6. | Atlético del Sur (Hatillo) |  | 11 | 2  | 4  | 5  | 18 | 28 | -10  | 10   |
| 7. | AD Pozos Jr                |  | 11 | 0  | 2  | 9  | 7  | 32 | -25  | 2    |
| 8. | Club Deportivo Pavas (R)   |  | -  | -  | -  | -  | -  | -  | -    | -    |

(R) Equipo se retiró del Torneo

| Osa FC              | 4 - 0       | Atlético del Sur       | 11 de noviembre de 2018 | Estadio de Palmar Sur, Osa   |
| Sagrada Familia     | 6 - 3       | La Makina FC Pezeteña  | 11 de noviembre de 2018 | Estadio Teodoro Picado       |
| AD Pozos JR         | 0 - 0       | AD Colorado Corredores | 11 de noviembre de 2018 | Estadio de Piedades, Sta Ana |
| Municipal Coto Brus | Anulado (*) | CD Pavas               | 11 de noviembre de 2018 | Estadio Hamilton Villalobos  |

| Atlético del Sur      | 1 - 2       | AD Colorado Corredores | 18 de noviembre de 2018 | Cancha de Hatillo 4                |
| La Makina FC Pezeteña | 3 - 4       | Municipal Coto Brus    | 18 de noviembre de 2018 | Cancha La Angostura                |
| Osa FC                | 1 - 3       | Sagrada Familia        | 18 de noviembre de 2018 | Estadio Municipal de Ciudad Cortés |
| CD Pavas              | Anulado (*) | AD Pozos JR            | 18 de noviembre de 2018 | Polideportivo de Aserrí            |

| Sagrada Familia        | 2 - 1       | Atlético del Sur      | 25 de noviembre de 2018 | Estadio Teodoro Picado       |
| Municipal Coto Brus    | 4 - 1       | Osa FC                | 25 de noviembre de 2018 | Estadio Hamilton Villalobos  |
| AD Pozos JR            | 1 - 2       | La Makina FC Pezeteña | 25 de noviembre de 2018 | Estadio de Piedades, Sta Ana |
| AD Colorado Corredores | Anulado (*) | CD Pavas              | 25 de noviembre de 2018 | Cancha de Colorado           |

| La Makina FC Pezeteña | 2 - 5       | AD Colorado Corredores | 2 de diciembre de 2018 | Cancha Palmares, Pérez Zeledón     |
| Osa FC                | 1 - 1       | AD Pozos JR            | 2 de diciembre de 2018 | Estadio Municipal de Ciudad Cortés |
| Sagrada Familia       | 2 - 1       | Municipal Coto Brus    | 2 de diciembre de 2018 | Estadio Teodoro Picado             |
| Atlético del Sur      | Anulado (*) | CD Pavas               | 2 de diciembre de 2018 | Cancha de Hatillo 4                |

| Municipal Coto Brus    | 8 - 4             | Atlético del Sur      | 9 de diciembre de 2018 | Estadio Hamilton Villalobos  |
| AD Pozos JR            | 0 - 4             | Sagrada Familia       | 9 de diciembre de 2018 | Estadio de Piedades, Sta Ana |
| AD Colorado Corredores | 0 - 0             | Osa FC                | 9 de diciembre de 2018 | Cancha de Colorado           |
| CD Pavas               | No Programado (*) | La Makina FC Pezeteña | 9 de diciembre de 2018 | Polideportivo de Aserrí      |

| Atlético del Sur    | 2 - 2 | La Makina FC Pezeteña  | 16 de diciembre de 2018 | Cancha de Hatillo 4         |
| Sagrada Familia     | 0 - 0 | AD Colorado Corredores | 16 de diciembre de 2018 | Estadio Teodoro Picado      |
| Municipal Coto Brus | 5 - 1 | AD Pozos JR            | 16 de diciembre de 2018 | Estadio Hamilton Villalobos |
| Osa FC              | Libre | -                      | 16 de diciembre de 2018 | -                           |

| AD Pozos JR            | 1 - 2  | Atlético del Sur    | 23 de diciembre de 2018 | Estadio de Piedades, Sta Ana |
| AD Colorado Corredores | 0 - 0  | Municipal Coto Brus | 23 de diciembre de 2018 | Cancha de Colorado           |
| La Makina FC Pezeteña  | 0 - 2* | Osa FC              | 23 de diciembre de 2018 | Cancha La Angostura          |
| Sagrada Familia        | Libre  | -                   | 23 de diciembre de 2018 | -                            |

| Atlético del Sur       | 1 - 3 | Osa FC          | 6 de enero de 2019 | Cancha de Hatillo 4 |
| La Makina FC Pezeteña  | 1 - 0 | Sagrada Familia | 6 de enero de 2019 | Cancha La Angostura |
| AD Colorado Corredores | 3 - 0 | AD Pozos JR     | 6 de enero de 2019 | Cancha de Colorado  |
| Municipal Coto Brus    | Libre | -               | 6 de enero de 2019 | -                   |

| AD Colorado Corredores | 2 - 2 | Atlético del Sur      | 13 de enero de 2019 | Cancha de Colorado          |
| Municipal Coto Brus    | 3 - 2 | La Makina FC Pezeteña | 13 de enero de 2019 | Estadio Hamilton Villalobos |
| Sagrada Familia        | 2 - 2 | Osa FC                | 13 de enero de 2019 | Estadio Teodoro Picado      |
| AD Pozos JR            | Libre | -                     | 13 de enero de 2019 | -                           |

| Atlético del Sur       | 0 - 0 | Sagrada Familia     | 20 de enero de 2019 | Cancha de Hatillo 4                |
| Osa FC                 | 0 - 1 | Municipal Coto Brus | 20 de enero de 2019 | Estadio Municipal de Ciudad Cortés |
| La Makina FC Pezeteña  | 5 - 0 | AD Pozos JR         | 20 de enero de 2019 | Cancha La Angostura                |
| AD Colorado Corredores | Libre | -                   | 20 de enero de 2019 | -                                  |

| AD Colorado Corredores | 2 - 1 | La Makina FC Pezeteña | 27 de enero de 2019 | Cancha de Colorado           |
| AD Pozos JR            | 1 - 4 | Osa FC                | 27 de enero de 2019 | Estadio de Piedades, Sta Ana |
| Municipal Coto Brus    | 0 - 2 | Sagrada Familia       | 27 de enero de 2019 | Estadio Hamilton Villalobos  |
| Atlético del Sur       | Libre | -                     | 27 de enero de 2019 | -                            |

| Atlético del Sur      | 3 - 3 | Municipal Coto Brus    | 3 de febrero de 2019 | Cancha de Hatillo 4                |
| Sagrada Familia       | 2 - 1 | AD Pozos JR            | 3 de febrero de 2019 | Estadio Teodoro Picado             |
| Osa FC                | 1 - 1 | AD Colorado Corredores | 3 de febrero de 2019 | Estadio Municipal de Ciudad Cortés |
| La Makina FC Pezeteña | Libre | -                      | 3 de febrero de 2019 | -                                  |

| La Makina FC Pezeteña  | 1 - 2 | Atlético del Sur    | 10 de febrero de 2019 | Cancha La Angostura          |
| AD Colorado Corredores | 3 - 2 | Sagrada Familia     | 10 de febrero de 2019 | Cancha de Colorado           |
| AD Pozos JR            | 1 - 4 | Municipal Coto Brus | 10 de febrero de 2019 | Estadio de Piedades, Sta Ana |
| Osa FC                 | Libre | -                   | 10 de febrero de 2019 | -                            |

| Atlético del Sur    | No Programado (~) | AD Pozos JR            | 17 de febrero de 2019 | Cancha de Hatillo 4                |
| Municipal Coto Brus | 2 - 1             | AD Colorado Corredores | 17 de febrero de 2019 | Estadio Hamilton Villalobos        |
| Osa FC              | 5 - 0             | La Makina FC Pezeteña  | 17 de febrero de 2019 | Estadio Municipal de Ciudad Cortés |
| Sagrada Familia     | Libre             | -                      | 17 de febrero de 2019 | -                                  |

### Grupo 5:Puntarenas-Península /Guanacaste
|    | Equipos              |  | PJ | PG | PE | PP | GF | GC | Dif. | Pts. |
| -- | -------------------- |  | -- | -- | -- | -- | -- | -- | ---- | ---- |
| 1. | Deportivo Nimboyore  |  | 13 | 11 | 1  | 1  | 43 | 12 | +31  | 34   |
| 2. | Barriada FC          |  | 14 | 9  | 2  | 3  | 36 | 18 | +18  | 29   |
| 3. | Hojancheña FC        |  | 14 | 8  | 1  | 5  | 30 | 25 | +5   | 25   |
| 4. | AD Cuajiniquil *     |  | 14 | 8  | 1  | 5  | 28 | 27 | +1   | 25   |
| 5. | Atlético Coco        |  | 14 | 4  | 3  | 7  | 20 | 26 | -6   | 15   |
| 6. | Zapandí FC           |  | 13 | 3  | 3  | 7  | 21 | 39 | -18  | 12   |
| 7. | La Villita (R)       |  | 14 | 4  | 0  | 10 | 21 | 30 | -9   | 12   |
| 8. | AD. San Buenaventura |  | 14 | 2  | 1  | 11 | 21 | 43 | -22  | 7    |

(R) Equipo se retiró del Torneo
(*) Mejor cuarto lugar Zona A
Zapandí FC obtuvo el Sexto lugar del grupo al tener mejor gol diferencia en los duelos particulares con La Villita
| Barriada FC         | 7 - 1 | Zapandí FC       | 11 de noviembre de 2018 | Cancha de Fray Casiano       |
| AD Cuajiniquil      | 4 - 3 | San Buenaventura | 11 de noviembre de 2018 | Estadio Municipal de La Cruz |
| Hojancheña FC       | 2 - 0 | Atlético Coco    | 11 de noviembre de 2018 | Cancha La Gran Vía, Hojancha |
| Deportivo Nimboyore | 4 - 0 | La Villita       | 11 de noviembre de 2018 | Cancha Porte Golpe, Nicoya   |

| Zapandí FC       | 2 - 1     | La Villita          | 18 de noviembre de 2018 | Estadio Municipal de Carrillo |
| Atlético Coco    | 1 - 4     | Deportivo Nimboyore | 18 de noviembre de 2018 | Cancha Playas del Coco        |
| San Buenaventura | 1 - 2     | Hojancheña FC       | 18 de noviembre de 2018 | Cancha de San Buenaventura    |
| Barriada FC      | 0 - 2 (*) | AD Cuajiniquil      | 18 de noviembre de 2018 | Cancha de Fray Casiano        |

| AD Cuajiniquil      | 1 - 2 | Zapandí FC       | 25 de noviembre de 2018 | Estadio Municipal de La Cruz  |
| Hojancheña FC       | 4 - 3 | Barriada FC      | 25 de noviembre de 2018 | Cancha La Gran Vía, Hojancha  |
| Deportivo Nimboyore | 5 - 0 | San Buenaventura | 25 de noviembre de 2018 | Cancha Porte Golpe, Nicoya    |
| La Villita          | 4 - 1 | Atlético Coco    | 25 de noviembre de 2018 | Cancha Sto Domingo, Belén Gte |

| Zapandí FC       | 1 - 1 | Atlético Coco       | 2 de diciembre de 2018 | Estadio Municipal de Carrillo |
| San Buenaventura | 0 - 5 | La Villita          | 2 de diciembre de 2018 | Cancha de San Buenaventura    |
| Barriada FC      | 2 - 2 | Deportivo Nimboyore | 2 de diciembre de 2018 | Cancha de Fray Casiano        |
| AD Cuajiniquil   | 3 - 1 | Hojancheña FC       | 2 de diciembre de 2018 | Estadio Municipal de La Cruz  |

| Hojancheña FC       | 3 - 1 | Zapandí FC       | 9 de diciembre de 2018 | Cancha La Gran Vía, Hojancha  |
| Deportivo Nimboyore | 8 - 1 | AD Cuajiniquil   | 9 de diciembre de 2018 | Cancha Porte Golpe, Nicoya    |
| Atlético Coco       | 3 - 1 | San Buenaventura | 9 de diciembre de 2018 | Estadio Municipal de Carrillo |
| La Villita          | 1 - 2 | Barriada FC      | 9 de diciembre de 2018 | Cancha Sto Domingo, Belén Gte |

| Zapandí FC     | 5 - 2 | San Buenaventura    | 16 de diciembre de 2018 | Estadio Municipal de Carrillo  |
| Barriada FC    | 2 - 0 | Atlético Coco       | 16 de diciembre de 2018 | Cancha de Carrizal, Puntarenas |
| AD Cuajiniquil | 3 - 1 | La Villita          | 16 de diciembre de 2018 | Estadio Municipal de La Cruz   |
| Hojancheña FC  | 1 - 3 | Deportivo Nimboyore | 16 de diciembre de 2018 | Cancha La Gran Vía, Hojancha   |

| Deportivo Nimboyore | 3 - 0 | Zapandí FC     | 23 de diciembre de 2018 | Cancha Porte Golpe, Nicoya    |
| La Villita          | 0 - 2 | Hojancheña FC  | 23 de diciembre de 2018 | Estadio Municipal de Carrillo |
| Atlético Coco       | 1 - 0 | AD Cuajiniquil | 23 de diciembre de 2018 | Cancha Playas del Coco        |
| San Buenaventura    | 2 - 3 | Barriada FC    | 23 de diciembre de 2018 | Cancha de San Buenaventura    |

| Zapandí FC       | 0 - 2 | Barriada FC         | 6 de enero de 2019 | Estadio Municipal de Carrillo |
| San Buenaventura | 1 - 2 | AD Cuajiniquil      | 6 de enero de 2019 | Cancha de San Buenaventura    |
| Atlético Coco    | 4 - 2 | Hojancheña FC       | 6 de enero de 2019 | Cancha Playas del Coco        |
| La Villita       | 0 - 3 | Deportivo Nimboyore | 6 de enero de 2019 | Cancha Sto Domingo, Belén Gte |

| La Villita          | 4 - 1 | Zapandí FC       | 13 de enero de 2019 | Cancha Sto Domingo, Belén Gte |
| Deportivo Nimboyore | 2 - 1 | Atlético Coco    | 13 de enero de 2019 | Cancha Porte Golpe, Nicoya    |
| Hojancheña FC       | 1 - 1 | San Buenaventura | 13 de enero de 2019 | Cancha La Gran Vía, Hojancha  |
| AD Cuajiniquil      | 2 - 3 | Barriada FC      | 13 de enero de 2019 | Estadio Municipal de La Cruz  |

| Zapandí FC       | 2 - 2 | AD Cuajiniquil      | 20 de enero de 2019 | Estadio Municipal de Carrillo  |
| Barriada FC      | 5 - 0 | Hojancheña FC       | 20 de enero de 2019 | Cancha de Carrizal, Puntarenas |
| San Buenaventura | 0 - 2 | Deportivo Nimboyore | 20 de enero de 2019 | Cancha de San Buenaventura     |
| Atlético Coco    | 4 - 0 | La Villita          | 20 de enero de 2019 | Cancha Playas del Coco         |

| Atlético Coco       | 2 - 2 | Zapandí FC       | 27 de enero de 2019 | Cancha Playas del Coco        |
| La Villita          | 5 - 2 | San Buenaventura | 27 de enero de 2019 | Cancha Sto Domingo, Belén Gte |
| Deportivo Nimboyore | 3 - 2 | Barriada FC      | 27 de enero de 2019 | Cancha Porte Golpe, Nicoya    |
| Hojancheña FC       | 3 - 1 | AD Cuajiniquil   | 27 de enero de 2019 | Cancha La Gran Vía, Hojancha  |

| Zapandí FC       | 1 - 6 | Hojancheña FC       | 3 de febrero de 2019 | Estadio Municipal de Carrillo  |
| AD Cuajiniquil   | 3 - 2 | Deportivo Nimboyore | 3 de febrero de 2019 | Estadio Municipal de La Cruz   |
| San Buenaventura | 3 - 1 | Atlético Coco       | 3 de febrero de 2019 | Cancha de San Buenaventura     |
| Barriada FC      | 2 - 0 | La Villita          | 3 de febrero de 2019 | Cancha de Carrizal, Puntarenas |

| San Buenaventura    | 5 - 3  | Zapandí FC     | 10 de febrero de 2019 | Cancha de San Buenaventura    |
| Atlético Coco       | 1 - 1  | Barriada FC    | 10 de febrero de 2019 | Cancha Playas del Coco        |
| La Villita          | 0 - 2* | AD Cuajiniquil | 10 de febrero de 2019 | Cancha Sto Domingo, Belén Gte |
| Deportivo Nimboyore | 2 - 1  | Hojancheña FC  | 10 de febrero de 2019 | Cancha Porte Golpe, Nicoya    |

| Zapandí FC     | No Programado (~) | Deportivo Nimboyore | 17 de febrero de 2019 | Estadio Municipal de Carrillo  |
| Hojancheña FC  | 2 - 0*            | La Villita          | 17 de febrero de 2019 | Cancha La Gran Vía, Hojancha   |
| AD Cuajiniquil | 2 - 0*            | Atlético Coco       | 17 de febrero de 2019 | Estadio Municipal de La Cruz   |
| Barriada FC    | 2 - 0*            | San Buenaventura    | 17 de febrero de 2019 | Cancha de Carrizal, Puntarenas |

### Grupo 6:Alajuela "B" /Heredia
|    | Equipos                           |  | PJ | PG | PE | PP | GF | GC | Dif. | Pts. |
| -- | --------------------------------- |  | -- | -- | -- | -- | -- | -- | ---- | ---- |
| 1. | CCDR San Pablo                    |  | 12 | 8  | 3  | 1  | 21 | 10 | +11  | 27   |
| 2. | Ciruelas FC                       |  | 12 | 7  | 3  | 2  | 32 | 14 | +18  | 24   |
| 3. | Asoc. Upaleña de Fútbol           |  | 11 | 6  | 1  | 4  | 16 | 15 | +1   | 19   |
| 4. | El Bajo FC                        |  | 12 | 5  | 4  | 3  | 20 | 16 | +4   | 19   |
| 5. | AD. Sarchí                        |  | 11 | 4  | 3  | 4  | 13 | 14 | -1   | 15   |
| 6. | Fusión Pto. Viejo (Sarapiquí) (R) |  | 10 | 2  | 0  | 8  | 11 | 22 | -11  | 6    |
| 7. | CS Santa Bárbara (R)              |  | 10 | 0  | 2  | 8  | 6  | 24 | -18  | 2    |
| 8. | Municipal Atenas (R)              |  | -  | -  | -  | -  | -  | -  | -    | -    |

(R) Equipo se retiró del Torneo
Asoc. Upaleña de Fútbol obtuvo el Tercer lugar del grupo al tener mejor gol diferencia en los duelos particulares con El Bajo FC

| Ciruelas FC             | 3 - 3       | CS Santa Bárbara  | 11 de noviembre de 2018 | Cancha de Ciruelas, Alajuela     |
| Asoc. Upaleña de Fútbol | 1 - 2       | Fusión Pto. Viejo | 11 de noviembre de 2018 | Cancha Colonia Puntarenas, Upala |
| El Bajo FC              | 2 - 2       | AD. Sarchí        | 11 de noviembre de 2018 | Estadio Yuba Paniagua            |
| CCDR San Pablo          | Anulado (*) | Municipal Atenas  | 11 de noviembre de 2018 | Cancha de San Pablo, Hdia        |

| CS Santa Bárbara  | 0 - 0       | AD. Sarchí              | 18 de noviembre de 2018 | Cancha Mondovi               |
| Fusión Pto. Viejo | 2 - 4       | El Bajo FC              | 18 de noviembre de 2018 | Estadio La Virgen, Sarapiquí |
| Ciruelas FC       | 1 - 1       | CCDR San Pablo          | 18 de noviembre de 2018 | Cancha de Ciruelas, Alajuela |
| Municipal Atenas  | Anulado (*) | Asoc. Upaleña de Fútbol | 18 de noviembre de 2018 | Estadio Mardoqueo González   |

| CCDR San Pablo          | 3 - 1       | CS Santa Bárbara  | 25 de noviembre de 2018 | Cancha de San Pablo, Hdia        |
| Asoc. Upaleña de Fútbol | 2 - 1       | Ciruelas FC       | 25 de noviembre de 2018 | Cancha Colonia Puntarenas, Upala |
| AD. Sarchí              | 3 - 2       | Fusión Pto. Viejo | 25 de noviembre de 2018 | Estadio Eliécer Pérez Conejo     |
| El Bajo FC              | Anulado (*) | Municipal Atenas  | 25 de noviembre de 2018 | Estadio Yuba Paniagua            |

| CS Santa Bárbara | 1 - 2             | Fusión Pto. Viejo       | 2 de diciembre de 2018 | Cancha Mondovi               |
| Ciruelas FC      | 2 - 2             | El Bajo FC              | 2 de diciembre de 2018 | Cancha de Ciruelas, Alajuela |
| CCDR San Pablo   | 3 - 2             | Asoc. Upaleña de Fútbol | 2 de diciembre de 2018 | Cancha de San Pablo, Hdia    |
| Municipal Atenas | No Programado (*) | AD. Sarchí              | 2 de diciembre de 2018 | Estadio Mardoqueo González   |

| Asoc. Upaleña de Fútbol | 1 - 0             | CS Santa Bárbara | 9 de diciembre de 2018 | Cancha Colonia Puntarenas, Upala |
| El Bajo FC              | 0 - 0             | CCDR San Pablo   | 9 de diciembre de 2018 | Estadio Yuba Paniagua            |
| AD. Sarchí              | 2 - 1             | Ciruelas FC      | 9 de diciembre de 2018 | Estadio Eliécer Pérez Conejo     |
| Fusión Pto. Viejo       | No Programado (*) | Municipal Atenas | 9 de diciembre de 2018 | Estadio La Virgen, Sarapiquí     |

| Ciruelas FC             | 2 - 1 | Fusión Pto. Viejo | 16 de diciembre de 2018 | Cancha de Ciruelas, Alajuela     |
| CCDR San Pablo          | 1 - 0 | AD. Sarchí        | 16 de diciembre de 2018 | Cancha de San Pablo, Hdia        |
| Asoc. Upaleña de Fútbol | 2 - 1 | El Bajo FC        | 16 de diciembre de 2018 | Cancha Colonia Puntarenas, Upala |
| CS Santa Bárbara        | Libre | -                 | 16 de diciembre de 2018 | -                                |

| El Bajo FC        | 3 - 0 | CS Santa Bárbara        | 23 de diciembre de 2018 | Estadio Yuba Paniagua        |
| AD. Sarchí        | 0 - 0 | Asoc. Upaleña de Fútbol | 23 de diciembre de 2018 | Estadio Eliécer Pérez Conejo |
| Fusión Pto. Viejo | 2 - 4 | CCDR San Pablo          | 23 de diciembre de 2018 | Estadio La Virgen, Sarapiquí |
| Ciruelas FC       | Libre | -                       | 23 de diciembre de 2018 | -                            |

| CS Santa Bárbara  | 1 - 6 | Ciruelas FC             | 6 de enero de 2019 | Cancha Mondovi               |
| Fusión Pto. Viejo | 0 - 2 | Asoc. Upaleña de Fútbol | 6 de enero de 2019 | Estadio La Virgen, Sarapiquí |
| AD. Sarchí        | 0 - 1 | El Bajo FC              | 6 de enero de 2019 | Estadio Eliécer Pérez Conejo |
| CCDR San Pablo    | Libre | -                       | 6 de enero de 2019 | -                            |

| AD. Sarchí              | 2 - 0 | CS Santa Bárbara  | 13 de enero de 2019 | Estadio Eliécer Pérez Conejo |
| El Bajo FC              | 1 - 0 | Fusión Pto. Viejo | 13 de enero de 2019 | Estadio Yuba Paniagua        |
| CCDR San Pablo          | 0 - 1 | Ciruelas FC       | 13 de enero de 2019 | Cancha de San Pablo, Hdia    |
| Asoc. Upaleña de Fútbol | Libre | -                 | 13 de enero de 2019 | -                            |

| CS Santa Bárbara  | 0 - 2  | CCDR San Pablo          | 20 de enero de 2019 | Cancha Mondovi                 |
| Ciruelas FC       | 5 - 1  | Asoc. Upaleña de Fútbol | 20 de enero de 2019 | Cancha Las Vueltas, La Guácima |
| Fusión Pto. Viejo | 0 - 2* | AD. Sarchí              | 20 de enero de 2019 | Estadio La Virgen, Sarapiquí   |
| El Bajo FC        | Libre  | -                       | 20 de enero de 2019 | -                              |

| Fusión Pto. Viejo       | Suspendido | CS Santa Bárbara | 27 de enero de 2019 | Estadio La Virgen, Sarapiquí     |
| El Bajo FC              | 1 - 4      | Ciruelas FC      | 27 de enero de 2019 | Estadio Yuba Paniagua            |
| Asoc. Upaleña de Fútbol | 0 - 1      | CCDR San Pablo   | 27 de enero de 2019 | Cancha Colonia Puntarenas, Upala |
| AD. Sarchí              | Libre      | -                | 27 de enero de 2019 | -                                |

| CS Santa Bárbara  | 0 - 2* | Asoc. Upaleña de Fútbol | 3 de febrero de 2019 | Cancha Mondovi               |
| CCDR San Pablo    | 1 - 1  | El Bajo FC              | 3 de febrero de 2019 | Cancha de San Pablo, Hdia    |
| Ciruelas FC       | 4 - 0  | AD. Sarchí              | 3 de febrero de 2019 | Cancha de Ciruelas, Alajuela |
| Fusión Pto. Viejo | Libre  | -                       | 3 de febrero de 2019 | -                            |

| Fusión Pto. Viejo | 0 - 2* | Ciruelas FC             | 10 de febrero de 2019 | Estadio La Virgen, Sarapiquí |
| AD. Sarchí        | 1 - 2  | CCDR San Pablo          | 10 de febrero de 2019 | Estadio Eliécer Pérez Conejo |
| El Bajo FC        | 1 - 2  | Asoc. Upaleña de Fútbol | 10 de febrero de 2019 | Estadio Yuba Paniagua        |
| CS Santa Bárbara  | Libre  | -                       | 10 de febrero de 2019 | -                            |

| CS Santa Bárbara        | 0 - 2*            | El Bajo FC        | 17 de febrero de 2019 | Cancha Mondovi                   |
| Asoc. Upaleña de Fútbol | No Programado (~) | AD. Sarchí        | 17 de febrero de 2019 | Cancha Colonia Puntarenas, Upala |
| CCDR San Pablo          | 2 - 0*            | Fusión Pto. Viejo | 17 de febrero de 2019 | Cancha de San Pablo, Hdia        |
| Ciruelas FC             | Libre             | -                 | 17 de febrero de 2019 | -                                |

### Grupo 7:Limón /Alajuela "A"
|    | Equipos                 |  | PJ | PG | PE | PP | GF | GC | Dif. | Pts. |
| -- | ----------------------- |  | -- | -- | -- | -- | -- | -- | ---- | ---- |
| 1. | AD. Fútbol de Siquirres |  | 14 | 12 | 2  | 0  | 43 | 14 | +29  | 38   |
| 2. | Limón FC                |  | 14 | 9  | 2  | 3  | 37 | 21 | +16  | 29   |
| 3. | AD. Alianza Pococí FC   |  | 14 | 7  | 4  | 3  | 30 | 12 | +18  | 25   |
| 4. | Four Can *              |  | 14 | 7  | 3  | 4  | 27 | 20 | +7   | 24   |
| 5. | Talamanqueña FC         |  | 14 | 5  | 1  | 8  | 18 | 22 | -4   | 16   |
| 6. | AD. Fortuna FC          |  | 14 | 4  | 2  | 8  | 22 | 44 | -22  | 14   |
| 7. | AD. Zaragoza FC (R)     |  | 13 | 3  | 0  | 10 | 14 | 25 | -11  | 9    |
| 8. | Adafia Atenas           |  | 14 | 1  | 2  | 11 | 7  | 38 | -31  | 5    |

(R) Equipo se retiró del Torneo
(*) Mejor cuarto lugar Zona B
| ADF. Siquirres | 6 - 0 | Adafia Atenas      | 11 de noviembre de 2018 | Cancha de El Cairo, Siquirres  |
| AD Zaragoza    | 2 - 1 | AD. Alianza Pococí | 11 de noviembre de 2018 | Cancha de Zaragoza, Palmares   |
| Limón FC       | 2 - 1 | AD Fortuna         | 11 de noviembre de 2018 | Estadio Juan Gobán, Limón      |
| Four Can FC    | 3 - 0 | Talamanqueña FC    | 11 de noviembre de 2018 | Cancha de San Isidro, Alajuela |

| Adafia Atenas      | 0 - 1 | Talamanqueña FC | 18 de noviembre de 2018 | Estadio Mardoqueo González       |
| AD Fortuna         | 1 - 1 | Four Can FC     | 18 de noviembre de 2018 | Estadio Berny Hidalgo            |
| AD. Alianza Pococí | 0 - 1 | Limón FC        | 18 de noviembre de 2018 | Estadio Ebal Rodríguez, Guápiles |
| ADF. Siquirres     | 4 - 0 | AD Zaragoza     | 18 de noviembre de 2018 | Cancha de El Cairo, Siquirres    |

| AD Zaragoza     | 4 - 0 | Adafia Atenas      | 25 de noviembre de 2018 | Cancha de Zaragoza, Palmares   |
| Limón FC        | 4 - 6 | ADF. Siquirres     | 25 de noviembre de 2018 | Estadio Juan Gobán, Limón      |
| Four Can FC     | 1 - 3 | AD. Alianza Pococí | 25 de noviembre de 2018 | Cancha de San Isidro, Alajuela |
| Talamanqueña FC | 5 - 0 | AD Fortuna         | 25 de noviembre de 2018 | Cancha de Margarita, Sixaola   |

| Adafia Atenas      | 0 - 2 | AD Fortuna      | 2 de diciembre de 2018 | Estadio Mardoqueo González       |
| AD. Alianza Pococí | 4 - 0 | Talamanqueña FC | 2 de diciembre de 2018 | Estadio Ebal Rodríguez, Guápiles |
| ADF. Siquirres     | 1 - 0 | Four Can FC     | 2 de diciembre de 2018 | Cancha de El Cairo, Siquirres    |
| AD Zaragoza        | 2 - 4 | Limón FC        | 2 de diciembre de 2018 | Cancha de Zaragoza, Palmares     |

| Limón FC        | 4 - 0 | Adafia Atenas      | 9 de diciembre de 2018 | Estadio Juan Gobán, Limón      |
| Four Can FC     | 3 - 2 | AD Zaragoza        | 9 de diciembre de 2018 | Cancha de San Isidro, Alajuela |
| Talamanqueña FC | 0 - 2 | ADF. Siquirres     | 9 de diciembre de 2018 | Cancha de Margarita, Sixaola   |
| AD Fortuna      | 1 - 2 | AD. Alianza Pococí | 9 de diciembre de 2018 | Estadio Berny Hidalgo          |

| Adafia Atenas  | 0 - 0 | AD. Alianza Pococí | 16 de diciembre de 2018 | Estadio Mardoqueo González    |
| ADF. Siquirres | 5 - 1 | AD Fortuna         | 16 de diciembre de 2018 | Cancha de El Cairo, Siquirres |
| AD Zaragoza    | 2 - 0 | Talamanqueña FC    | 16 de diciembre de 2018 | Cancha de Zaragoza, Palmares  |
| Limón FC       | 4 - 1 | Four Can FC        | 16 de diciembre de 2018 | Estadio Nuevo de Limón        |

| Four Can FC        | 4 - 0 | Adafia Atenas  | 23 de diciembre de 2018 | Cancha de San Isidro, Alajuela   |
| Talamanqueña FC    | 4 - 3 | Limón FC       | 23 de diciembre de 2018 | Cancha de Margarita, Sixaola     |
| AD Fortuna         | 3 - 2 | AD Zaragoza    | 23 de diciembre de 2018 | Estadio Berny Hidalgo            |
| AD. Alianza Pococí | 2 - 3 | ADF. Siquirres | 23 de diciembre de 2018 | Estadio Ebal Rodríguez, Guápiles |

| Adafia Atenas      | 1 - 2 | ADF. Siquirres | 6 de enero de 2019 | Estadio Mardoqueo González       |
| AD. Alianza Pococí | 1 - 0 | AD Zaragoza    | 6 de enero de 2019 | Estadio Ebal Rodríguez, Guápiles |
| AD Fortuna         | 1 - 4 | Limón FC       | 6 de enero de 2019 | Estadio Berny Hidalgo            |
| Talamanqueña FC    | 1 - 2 | Four Can FC    | 6 de enero de 2019 | Cancha de Margarita, Sixaola     |

| Talamanqueña FC | 3 - 0 | Adafia Atenas      | 13 de enero de 2019 | Cancha de Margarita, Sixaola   |
| Four Can FC     | 5 - 1 | AD Fortuna         | 13 de enero de 2019 | Cancha de San Isidro, Alajuela |
| Limón FC        | 0 - 0 | AD. Alianza Pococí | 13 de enero de 2019 | Estadio Juan Gobán, Limón      |
| AD Zaragoza     | 1 - 2 | ADF. Siquirres     | 13 de enero de 2019 | Cancha de Zaragoza, Palmares   |

| Adafia Atenas      | 2 - 0 | AD Zaragoza     | 20 de enero de 2019 | Estadio Mardoqueo González       |
| ADF. Siquirres     | 4 - 1 | Limón FC        | 20 de enero de 2019 | Cancha de El Cairo, Siquirres    |
| AD. Alianza Pococí | 1 - 1 | Four Can FC     | 20 de enero de 2019 | Estadio Ebal Rodríguez, Guápiles |
| AD Fortuna         | 1 - 1 | Talamanqueña FC | 20 de enero de 2019 | Estadio Berny Hidalgo            |

| AD Fortuna      | 3 - 1  | Adafia Atenas      | 27 de enero de 2019 | Estadio Berny Hidalgo          |
| Talamanqueña FC | 0 - 1  | AD. Alianza Pococí | 27 de enero de 2019 | Cancha de Margarita, Sixaola   |
| Four Can FC     | 1 - 1  | ADF. Siquirres     | 27 de enero de 2019 | Cancha de San Isidro, Alajuela |
| Limón FC        | 2 - 0* | AD Zaragoza        | 27 de enero de 2019 | Estadio Juan Gobán, Limón      |

| Adafia Atenas      | 2 - 2  | Limón FC        | 3 de febrero de 2019 | Estadio Mardoqueo González       |
| AD Zaragoza        | 0 - 2* | Four Can FC     | 3 de febrero de 2019 | Cancha de Zaragoza, Palmares     |
| ADF. Siquirres     | 2 - 1  | Talamanqueña FC | 3 de febrero de 2019 | Cancha de El Cairo, Siquirres    |
| AD. Alianza Pococí | 10 - 2 | AD Fortuna      | 3 de febrero de 2019 | Estadio Ebal Rodríguez, Guápiles |

| AD. Alianza Pococí | 4 - 0  | Adafia Atenas  | 10 de febrero de 2019 | Estadio Ebal Rodríguez, Guápiles |
| AD Fortuna         | 2 - 5  | ADF. Siquirres | 10 de febrero de 2019 | Estadio Berny Hidalgo            |
| Talamanqueña FC    | 2 - 0* | AD Zaragoza    | 10 de febrero de 2019 | Cancha de Margarita, Sixaola     |
| Four Can FC        | 0 - 4  | Limón FC       | 10 de febrero de 2019 | Cancha de San Isidro, Alajuela   |

| Adafia Atenas  | 1 - 3  | Four Can FC        | 17 de febrero de 2019 | Estadio Mardoqueo González    |
| Limón FC       | 2 - 0* | Talamanqueña FC    | 17 de febrero de 2019 | Estadio Juan Gobán, Limón     |
| AD Zaragoza    | 0 - 2* | AD Fortuna         | 17 de febrero de 2019 | Cancha de Zaragoza, Palmares  |
| ADF. Siquirres | 0 - 0  | AD. Alianza Pococí | 17 de febrero de 2019 | Cancha de El Cairo, Siquirres |

### Grupo 8:San José "A" /Cartago
|    | Equipos               |  | PJ | PG | PE | PP | GF | GC | Dif. | Pts. |
| -- | --------------------- |  | -- | -- | -- | -- | -- | -- | ---- | ---- |
| 1. | Mpal. Desamparados FC |  | 11 | 7  | 3  | 1  | 41 | 21 | +20  | 24   |
| 2. | CCDR Alajuelita       |  | 12 | 7  | 2  | 3  | 25 | 16 | +9   | 23   |
| 3. | AD Valencia           |  | 12 | 7  | 1  | 4  | 16 | 14 | +2   | 22   |
| 4. | AD Tirrases           |  | 12 | 6  | 3  | 3  | 20 | 25 | -5   | 21   |
| 5. | Pavas FC              |  | 12 | 4  | 3  | 5  | 30 | 29 | +1   | 15   |
| 6. | CCDR. Curridabat      |  | 12 | 1  | 3  | 8  | 20 | 27 | -7   | 6    |
| 7. | Orión FC              |  | 11 | 1  | 1  | 9  | 11 | 31 | -20  | 4    |
| 8. | AD Sefarad (R)        |  | -  | -  | -  | -  | -  | -  | -    | -    |

(R) Equipo se retiró del Torneo

| AD Valencia           | 3 - 2 | Orión FC         | 11 de noviembre de 2018 | Cancha de Cipreses, Curridabat |
| Pavas FC              | 2 - 1 | CCDR. Curridabat | 11 de noviembre de 2018 | Cancha de San Sebastián        |
| AD. Tirrases FC       | 2 - 2 | CCDR Alajuelita  | 11 de noviembre de 2018 | Cancha de Tirrases, Curridabat |
| Mpal. Desamparados FC | Libre | -                | 11 de noviembre de 2018 | -                              |

| CCDR. Curridabat      | 6 - 1 | AD. Tirrases FC | 18 de noviembre de 2018 | Estadio Lito Monge               |
| Orión FC              | 1 - 2 | Pavas FC        | 18 de noviembre de 2018 | Cancha La Pitahaya, Cartago      |
| Mpal. Desamparados FC | 1 - 0 | AD Valencia     | 18 de noviembre de 2018 | Estadio Cuty Monge, Desamparados |
| CCDR Alajuelita       | Libre | -               | 18 de noviembre de 2018 | -                                |

| Pavas FC        | 6 - 6 | Mpal. Desamparados FC | 25 de noviembre de 2018 | Cancha de Hatillo 4                |
| AD. Tirrases FC | 1 - 0 | Orión FC              | 25 de noviembre de 2018 | Estadio Lito Monge                 |
| CCDR Alajuelita | 3 - 1 | CCDR. Curridabat      | 25 de noviembre de 2018 | Estadio Aniceto Retana, Alajuelita |
| AD Valencia     | Libre | -                     | 25 de noviembre de 2018 | -                                  |

| Orión FC              | 1 - 4 | CCDR Alajuelita | 2 de diciembre de 2018 | Cancha La Pitahaya, Cartago |
| Mpal. Desamparados FC | 8 - 0 | AD. Tirrases FC | 2 de diciembre de 2018 | Estadio ST. Center, Aserrí  |
| AD Valencia           | 2 - 1 | Pavas FC        | 2 de diciembre de 2018 | Estadio Lito Monge          |
| CCDR. Curridabat      | Libre | -               | 2 de diciembre de 2018 | -                           |

| AD. Tirrases FC  | 3 - 0 | AD Valencia           | 9 de diciembre de 2018 | Estadio Lito Monge                 |
| CCDR Alajuelita  | 2 - 2 | Mpal. Desamparados FC | 9 de diciembre de 2018 | Estadio Aniceto Retana, Alajuelita |
| CCDR. Curridabat | 1 - 1 | Orión FC              | 9 de diciembre de 2018 | Estadio Lito Monge                 |
| Pavas FC         | Libre | -                     | 9 de diciembre de 2018 | -                                  |

| Mpal. Desamparados FC | 3 - 3 | CCDR. Curridabat | 16 de diciembre de 2018 | Estadio Cuty Monge, Desamparados |
| AD Valencia           | 1 - 3 | CCDR Alajuelita  | 15 de diciembre de 2018 | Estadio Lito Monge               |
| Pavas FC              | 1 - 2 | AD. Tirrases FC  | 16 de diciembre de 2018 | Cancha de San Sebastián          |
| Orión FC              | Libre | -                | 16 de diciembre de 2018 | -                                |

| CCDR Alajuelita  | 2 - 1 | Pavas FC              | 23 de diciembre de 2018 | Estadio Aniceto Retana, Alajuelita |
| CCDR. Curridabat | 0 - 2 | AD Valencia           | 23 de diciembre de 2018 | Estadio Lito Monge                 |
| Orión FC         | 0 - 3 | Mpal. Desamparados FC | 23 de diciembre de 2018 | Cancha La Pitahaya, Cartago        |
| AD. Tirrases FC  | Libre | -                     | 23 de diciembre de 2018 | -                                  |

| Orión FC              | 0 - 2* | AD Valencia     | 6 de enero de 2019 | Cancha La Pitahaya, Cartago        |
| CCDR. Curridabat      | 3 - 3  | Pavas FC        | 9 de enero de 2019 | Estadio Lito Monge                 |
| CCDR Alajuelita       | 1 - 2  | AD. Tirrases FC | 6 de enero de 2019 | Estadio Aniceto Retana, Alajuelita |
| Mpal. Desamparados FC | Libre  | -               | 6 de enero de 2019 | -                                  |

| AD. Tirrases FC | 4 - 1 | CCDR. Curridabat      | 13 de enero de 2019 | Estadio Lito Monge             |
| Pavas FC        | 8 - 2 | Orión FC              | 13 de enero de 2019 | Estadio Moreno Cartín, Bº Cuba |
| AD Valencia     | 2 - 1 | Mpal. Desamparados FC | 13 de enero de 2019 | Estadio Lito Monge             |
| CCDR Alajuelita | Libre | -                     | 13 de enero de 2019 | -                              |

| Mpal. Desamparados FC | 8 - 5 | Pavas FC        | 20 de enero de 2019 | Estadio Cuty Monge, Desamparados |
| Orión FC              | 1 - 3 | AD. Tirrases FC | 20 de enero de 2019 | Cancha La Pitahaya, Cartago      |
| CCDR. Curridabat      | 1 - 2 | CCDR Alajuelita | 20 de enero de 2019 | Estadio Lito Monge               |
| AD Valencia           | Libre | -               | 20 de enero de 2019 | -                                |

| CCDR Alajuelita  | 3 - 1 | Orión FC              | 27 de enero de 2019 | Estadio Aniceto Retana, Alajuelita |
| AD. Tirrases FC  | 1 - 4 | Mpal. Desamparados FC | 27 de enero de 2019 | Estadio Lito Monge                 |
| Pavas FC         | 1 - 0 | AD Valencia           | 27 de enero de 2019 | Estadio Moreno Cartín, Bº Cuba     |
| CCDR. Curridabat | Libre | -                     | 27 de enero de 2019 | -                                  |

| AD Valencia           | 1 - 1 | AD. Tirrases FC  | 3 de febrero de 2019 | Estadio Lito Monge               |
| Mpal. Desamparados FC | 3 - 1 | CCDR Alajuelita  | 3 de febrero de 2019 | Estadio Cuty Monge, Desamparados |
| Orión FC              | 2 - 1 | CCDR. Curridabat | 3 de febrero de 2019 | Cancha La Pitahaya, Cartago      |
| Pavas FC              | Libre | -                | 3 de febrero de 2019 | -                                |

| CCDR. Curridabat | 1 - 2 | Mpal. Desamparados FC | 10 de febrero de 2019 | Estadio Lito Monge                 |
| CCDR Alajuelita  | 0 - 1 | AD Valencia           | 10 de febrero de 2019 | Estadio Aniceto Retana, Alajuelita |
| AD. Tirrases FC  | 0 - 0 | Pavas FC              | 10 de febrero de 2019 | Cancha de Cipreses, Curridabat     |
| Orión FC         | Libre | -                     | 10 de febrero de 2019 | -                                  |

| Pavas FC              | 0 - 2*            | CCDR Alajuelita  | 17 de febrero de 2019 | Cancha de San Sebastián          |
| AD Valencia           | 2 - 1             | CCDR. Curridabat | 17 de febrero de 2019 | Estadio Lito Monge               |
| Mpal. Desamparados FC | No Programado (~) | Orión FC         | 17 de febrero de 2019 | Estadio Cuty Monge, Desamparados |
| AD. Tirrases FC       | Libre             | -                | 17 de febrero de 2019 | -                                |

### Grupo 9:San José "B" /Puntarenas-Zona Sur
|    | Equipos                   |  | PJ | PG | PE | PP | GF | GC | Dif. | Pts. |
| -- | ------------------------- |  | -- | -- | -- | -- | -- | -- | ---- | ---- |
| 1. | AD Barrio México          |  | 12 | 9  | 2  | 1  | 36 | 11 | +25  | 29   |
| 2. | AD San Luis Sta. Teresita |  | 11 | 6  | 3  | 2  | 27 | 18 | +9   | 21   |
| 3. | Municipal Corredores      |  | 12 | 6  | 0  | 6  | 15 | 20 | -5   | 18   |
| 4. | CDS Desamparadeña         |  | 12 | 4  | 3  | 5  | 22 | 28 | -6   | 15   |
| 5. | AD. Cambute (Quepos)      |  | 12 | 4  | 2  | 6  | 25 | 29 | -4   | 14   |
| 6. | Municipal Quepos          |  | 12 | 4  | 2  | 6  | 21 | 18 | +3   | 14   |
| 7. | Hamburgo FC (Los Guido)   |  | 11 | 2  | 0  | 9  | 15 | 37 | -22  | 6    |
| 8. | Jaguares ADIBO (R)        |  | -  | -  | -  | -  | -  | -  | -    | -    |

(R) Equipo se retiró del Torneo

| Municipal Corredores      | 0 - 2 | CDS Desamparadeña | 11 de noviembre de 2018 | Cancha La Cartonera, Ciudad Neilly |
| AD San Luis Sta. Teresita | 3 - 1 | AD. Cambute       | 11 de noviembre de 2018 | Estadio ST. Center, Aserrí         |
| Municipal Quepos          | 2 - 1 | Hamburgo FC       | 11 de noviembre de 2018 | Cancha de Finca Damas, Quepos      |
| AD Barrio México          | Libre | -                 | 11 de noviembre de 2018 | -                                  |

| AD. Cambute       | 2 - 2 | Municipal Quepos          | 18 de noviembre de 2018 | Cancha de Finca Damas, Quepos |
| CDS Desamparadeña | 2 - 2 | AD San Luis Sta. Teresita | 18 de noviembre de 2018 | Estadio ST. Center, Aserrí    |
| AD Barrio México  | 4 - 1 | Municipal Corredores      | 18 de noviembre de 2018 | Estadio Ernesto Rohrmoser     |
| Hamburgo FC       | Libre | -                         | 18 de noviembre de 2018 | -                             |

| AD San Luis Sta. Teresita | 2 - 2 | AD Barrio México  | 25 de noviembre de 2018 | Estadio ST. Center, Aserrí    |
| Municipal Quepos          | 5 - 0 | CDS Desamparadeña | 25 de noviembre de 2018 | Cancha de Finca Damas, Quepos |
| Hamburgo FC               | 3 - 4 | AD. Cambute       | 25 de noviembre de 2018 | Estadio ST. Center, Aserrí    |
| Municipal Corredores      | Libre | -                 | 25 de noviembre de 2018 | -                             |

| CDS Desamparadeña    | 4 - 2 | Hamburgo FC               | 2 de diciembre de 2018 | Estadio ST. Center, Aserrí          |
| AD Barrio México     | 3 - 0 | Municipal Quepos          | 2 de diciembre de 2018 | Estadio Ernesto Rohrmoser           |
| Municipal Corredores | 1 - 0 | AD San Luis Sta. Teresita | 2 de diciembre de 2018 | Polideportivo de Río Claro, Golfito |
| AD. Cambute          | Libre | -                         | 2 de diciembre de 2018 | -                                   |

| Municipal Quepos          | 2 - 0 | Municipal Corredores | 9 de diciembre de 2018 | Cancha de Finca Damas, Quepos |
| Hamburgo FC               | 1 - 6 | AD Barrio México     | 9 de diciembre de 2018 | Estadio ST. Center, Aserrí    |
| AD. Cambute               | 4 - 2 | CDS Desamparadeña    | 9 de diciembre de 2018 | Cancha de Finca Damas, Quepos |
| AD San Luis Sta. Teresita | Libre | -                    | 9 de diciembre de 2018 | -                             |

| AD Barrio México       | 4 - 2 | AD. Cambute      | 16 de diciembre de 2018 | Estadio Ernesto Rohrmoser           |
| Municipal Corredores   | 0 - 1 | Hamburgo FC      | 16 de diciembre de 2018 | Polideportivo de Río Claro, Golfito |
| San Luis Sta. Teresita | 5 - 4 | Municipal Quepos | 16 de diciembre de 2018 | Estadio ST. Center, Aserrí          |
| CDS Desamparadeña      | Libre | -                | 16 de diciembre de 2018 | -                                   |

| Hamburgo FC       | 1 - 3 | AD San Luis Sta. Teresita | 23 de diciembre de 2018 | Estadio ST. Center, Aserrí    |
| AD. Cambute       | 2 - 3 | Municipal Corredores      | 23 de diciembre de 2018 | Cancha de Finca Damas, Quepos |
| CDS Desamparadeña | 2 - 1 | AD Barrio México          | 23 de diciembre de 2018 | Estadio ST. Center, Aserrí    |
| Municipal Quepos  | Libre | -                         | 23 de diciembre de 2018 | -                             |

| CDS Desamparadeña | 1 - 2 | Municipal Corredores      | 6 de enero de 2019 | Estadio ST. Center, Aserrí       |
| AD. Cambute       | 1 - 4 | AD San Luis Sta. Teresita | 6 de enero de 2019 | Cancha de Finca Damas, Quepos    |
| Hamburgo FC       | 0 - 4 | Municipal Quepos          | 6 de enero de 2019 | Estadio Cuty Monge, Desamparados |
| AD Barrio México  | Libre | -                         | 6 de enero de 2019 | -                                |

| Municipal Quepos          | 0 - 1 | AD. Cambute       | 13 de enero de 2019 | Cancha de Finca Damas, Quepos      |
| AD San Luis Sta. Teresita | 2 - 2 | CDS Desamparadeña | 13 de enero de 2019 | Estadio ST. Center, Aserrí         |
| Municipal Corredores      | 1 - 2 | AD Barrio México  | 13 de enero de 2019 | Cancha La Cartonera, Ciudad Neilly |
| Hamburgo FC               | Libre | -                 | 13 de enero de 2019 | -                                  |

| AD Barrio México     | 3 - 0 | AD San Luis Sta. Teresita | 20 de enero de 2019 | Estadio Ernesto Rohrmoser     |
| CDS Desamparadeña    | 1 - 1 | Municipal Quepos          | 20 de enero de 2019 | Estadio ST. Center, Aserrí    |
| AD. Cambute          | 4 - 1 | Hamburgo FC               | 20 de enero de 2019 | Cancha de Finca Damas, Quepos |
| Municipal Corredores | Libre | -                         | 20 de enero de 2019 | -                             |

| Hamburgo FC               | 4 - 2 | CDS Desamparadeña    | 27 de enero de 2019 | Estadio ST. Center, Aserrí    |
| Municipal Quepos          | 0 - 1 | AD Barrio México     | 27 de enero de 2019 | Cancha de Finca Damas, Quepos |
| AD San Luis Sta. Teresita | 4 - 0 | Municipal Corredores | 27 de enero de 2019 | Estadio ST. Center, Aserrí    |
| AD. Cambute               | Libre | -                    | 27 de enero de 2019 | -                             |

| Municipal Corredores      | 2 - 0 | Municipal Quepos | 3 de febrero de 2019 | Cancha La Cartonera, Ciudad Neilly |
| AD Barrio México          | 6 - 0 | Hamburgo FC      | 3 de febrero de 2019 | Estadio Ernesto Rohrmoser          |
| CDS Desamparadeña         | 3 - 2 | AD. Cambute      | 3 de febrero de 2019 | Estadio ST. Center, Aserrí         |
| AD San Luis Sta. Teresita | Libre | -                | 3 de febrero de 2019 | -                                  |

| AD. Cambute       | 1 - 1 | AD Barrio México       | 10 de febrero de 2019 | Cancha de Finca Damas, Quepos |
| Hamburgo FC       | 1 - 2 | Municipal Corredores   | 10 de febrero de 2019 | Estadio ST. Center, Aserrí    |
| Municipal Quepos  | 1 - 2 | San Luis Sta. Teresita | 10 de febrero de 2019 | Cancha de Finca Damas, Quepos |
| CDS Desamparadeña | Libre | -                      | 10 de febrero de 2019 | -                             |

| AD San Luis Sta. Teresita | No Programado (~) | Hamburgo FC       | 17 de febrero de 2019 | Estadio ST. Center, Aserrí         |
| Municipal Corredores      | 3 - 1             | AD. Cambute       | 17 de febrero de 2019 | Cancha La Cartonera, Ciudad Neilly |
| AD Barrio México          | 3 - 1             | CDS Desamparadeña | 17 de febrero de 2019 | Estadio Ernesto Rohrmoser          |
| Municipal Quepos          | Libre             | -                 | 17 de febrero de 2019 | -                                  |

### Grupo 10:Guanacaste /Puntarenas-Península
|    | Equipos                    |  | PJ | PG | PE | PP | GF | GC | Dif. | Pts. |
| -- | -------------------------- |  | -- | -- | -- | -- | -- | -- | ---- | ---- |
| 1. | Cúcuta Liberia FC          |  | 13 | 10 | 1  | 2  | 30 | 17 | +13  | 31   |
| 2. | Puntarenas San Luis FC     |  | 14 | 9  | 2  | 3  | 38 | 24 | +14  | 29   |
| 3. | Deportivo Upala FC         |  | 14 | 8  | 4  | 2  | 47 | 22 | +25  | 28   |
| 4. | Municipal Nandayure        |  | 14 | 7  | 1  | 6  | 32 | 30 | +2   | 22   |
| 5. | Municipal Colorado         |  | 13 | 5  | 3  | 5  | 32 | 31 | +1   | 18   |
| 6. | CCDR Abangares             |  | 14 | 4  | 2  | 8  | 29 | 40 | -11  | 14   |
| 7. | La Colmena (CCDR Carrillo) |  | 13 | 2  | 2  | 9  | 19 | 40 | -21  | 8    |
| 8. | Academia Esperanza FC      |  | 13 | 1  | 1  | 11 | 19 | 42 | -23  | 4    |

| Cúcuta Liberia FC      | 3 - 1 | Academia Esperanza FC | 11 de noviembre de 2018 | Cancha El Ecológico, Liberia   |
| Puntarenas San Luis FC | 8 - 2 | La Colmena            | 11 de noviembre de 2018 | Estadio Lito Pérez, Puntarenas |
| Deportivo Upala FC     | 4 - 0 | Municipal Nandayure   | 11 de noviembre de 2018 | Cancha de Llano Azul, Upala    |
| Municipal Colorado     | 3 - 3 | CCDR Abangares        | 11 de noviembre de 2018 | Cancha de Colorado, Abangares  |

| Academia Esperanza FC | 2 - 4 | CCDR Abangares         | 18 de noviembre de 2018 | Cancha La Esperanza, Nosara    |
| Municipal Nandayure   | 1 - 1 | Municipal Colorado     | 18 de noviembre de 2018 | Estadio Municipal de Nandayure |
| La Colmena            | 2 - 6 | Deportivo Upala FC     | 18 de noviembre de 2018 | Estadio Municipal de Carrillo  |
| Cúcuta Liberia FC     | 1 - 0 | Puntarenas San Luis FC | 18 de noviembre de 2018 | Cancha El Ecológico, Liberia   |

| Puntarenas San Luis FC | 4 - 2 | Academia Esperanza  | 25 de noviembre de 2018 | Estadio Lito Pérez, Puntarenas |
| Deportivo Upala FC     | 1 - 1 | Cúcuta Liberia FC   | 25 de noviembre de 2018 | Estadio Municipal de Bagaces   |
| Municipal Colorado     | 2 - 3 | FC La Colmena       | 25 de noviembre de 2018 | Cancha Municipal de Abangares  |
| CCDR Abangares         | 4 - 0 | Municipal Nandayure | 25 de noviembre de 2018 | Cancha Municipal de Abangares  |

| Academia Esperanza FC  | 3 - 5 | Municipal Nandayure | 2 de diciembre de 2018 | Cancha La Esperanza, Nosara    |
| La Colmena             | 1 - 1 | CCDR Abangares      | 2 de diciembre de 2018 | Estadio Municipal de Carrillo  |
| Cúcuta Liberia FC      | 4 - 1 | Municipal Colorado  | 2 de diciembre de 2018 | Cancha El Ecológico, Liberia   |
| Puntarenas San Luis FC | 1 - 1 | Deportivo Upala FC  | 2 de diciembre de 2018 | Estadio Lito Pérez, Puntarenas |

| Deportivo Upala FC  | 3 - 0 | Academia Esperanza     | 9 de diciembre de 2018 | Cancha de Llano Azul, Upala    |
| Municipal Colorado  | 2 - 3 | Puntarenas San Luis FC | 9 de diciembre de 2018 | Cancha Municipal de Abangares  |
| CCDR Abangares      | 0 - 1 | Cúcuta Liberia FC      | 9 de diciembre de 2018 | Cancha Municipal de Abangares  |
| Municipal Nandayure | 2 - 1 | La Colmena             | 9 de diciembre de 2018 | Estadio Municipal de Nandayure |

| Academia Esperanza FC  | 2 - 3 | La Colmena          | 16 de diciembre de 2018 | Cancha La Esperanza, Nosara       |
| Cúcuta Liberia FC      | 2 - 1 | Municipal Nandayure | 17 de diciembre de 2018 | Estadio Edgardo Baltodano Briceño |
| Puntarenas San Luis FC | 4 - 2 | CCDR Abangares      | 16 de diciembre de 2018 | Estadio Lito Pérez, Puntarenas    |
| Deportivo Upala FC     | 4 - 4 | Municipal Colorado  | 16 de diciembre de 2018 | Cancha de Llano Azul, Upala       |

| Municipal Colorado  | 3 - 0 | Academia Esperanza     | 23 de diciembre de 2018 | Cancha de Colorado, Abangares  |
| CCDR Abangares      | 3 - 4 | Deportivo Upala FC     | 23 de diciembre de 2018 | Cancha Municipal de Abangares  |
| Municipal Nandayure | 1 - 0 | Puntarenas San Luis FC | 23 de diciembre de 2018 | Estadio Municipal de Nandayure |
| La Colmena          | 1 - 2 | Cúcuta Liberia FC      | 23 de diciembre de 2018 | Estadio Municipal de Carrillo  |

| Academia Esperanza FC | 2 - 3 | Cúcuta Liberia FC      | 6 de enero de 2019 | Cancha La Esperanza, Nosara    |
| La Colmena            | 2 - 2 | Puntarenas San Luis FC | 6 de enero de 2019 | Estadio Municipal de Carrillo  |
| Municipal Nandayure   | 1 - 3 | Deportivo Upala FC     | 6 de enero de 2019 | Estadio Municipal de Nandayure |
| CCDR Abangares        | 1 - 2 | Municipal Colorado     | 6 de enero de 2019 | Cancha Municipal de Abangares  |

| CCDR Abangares         | 3 - 1 | Academia Esperanza FC | 13 de enero de 2019 | Cancha Municipal de Abangares  |
| Municipal Colorado     | 2 - 1 | Municipal Nandayure   | 13 de enero de 2019 | Cancha de Colorado, Abangares  |
| Deportivo Upala FC     | 4 - 1 | La Colmena            | 13 de enero de 2019 | Cancha de Llano Azul, Upala    |
| Puntarenas San Luis FC | 2 - 3 | Cúcuta Liberia FC     | 13 de enero de 2019 | Estadio Lito Pérez, Puntarenas |

| Academia Esperanza  | 0 - 2* | Puntarenas San Luis FC | 20 de enero de 2019 | Cancha La Esperanza, Nosara       |
| Cúcuta Liberia FC   | 0 - 1  | Deportivo Upala FC     | 20 de enero de 2019 | Estadio Edgardo Baltodano Briceño |
| FC La Colmena       | 1 - 4  | Municipal Colorado     | 20 de enero de 2019 | Estadio Municipal de Carrillo     |
| Municipal Nandayure | 3 - 2  | CCDR Abangares         | 20 de enero de 2019 | Estadio Municipal de Nandayure    |

| Municipal Nandayure | 8 - 1  | Academia Esperanza FC  | 27 de enero de 2019 | Estadio Municipal de Nandayure |
| CCDR Abangares      | 2 - 0* | La Colmena             | 27 de enero de 2019 | Cancha Municipal de Abangares  |
| Municipal Colorado  | 1 - 5  | Cúcuta Liberia FC      | 27 de enero de 2019 | Cancha de Colorado, Abangares  |
| Deportivo Upala FC  | 0 - 2  | Puntarenas San Luis FC | 27 de enero de 2019 | Cancha de Llano Azul, Upala    |

| Academia Esperanza     | 2 - 2 | Deportivo Upala FC  | 3 de febrero de 2019 | Cancha La Esperanza, Nosara       |
| Puntarenas San Luis FC | 6 - 4 | Municipal Colorado  | 3 de febrero de 2019 | Estadio Lito Pérez, Puntarenas    |
| Cúcuta Liberia FC      | 3 - 1 | CCDR Abangares      | 3 de febrero de 2019 | Estadio Edgardo Baltodano Briceño |
| La Colmena             | 2 - 3 | Municipal Nandayure | 3 de febrero de 2019 | Estadio Municipal de Carrillo     |

| La Colmena          | 0 - 2* | Academia Esperanza FC  | 10 de febrero de 2019 | Estadio Municipal de Carrillo  |
| Municipal Nandayure | 4 - 2  | Cúcuta Liberia FC      | 10 de febrero de 2019 | Estadio Municipal de Nandayure |
| CCDR Abangares      | 2 - 3  | Puntarenas San Luis FC | 10 de febrero de 2019 | Cancha Municipal de Abangares  |
| Municipal Colorado  | 3 - 0  | Deportivo Upala FC     | 10 de febrero de 2019 | Cancha de Colorado, Abangares  |

| Academia Esperanza     | No Programado (~) | Municipal Colorado  | 17 de febrero de 2019 | Cancha La Esperanza, Nosara       |
| Deportivo Upala FC     | 13 - 1            | CCDR Abangares      | 17 de febrero de 2019 | Cancha de Llano Azul, Upala       |
| Puntarenas San Luis FC | 3 - 2             | Municipal Nandayure | 17 de febrero de 2019 | Estadio Lito Pérez, Puntarenas    |
| Cúcuta Liberia FC      | No Programado (~) | La Colmena          | 17 de febrero de 2019 | Estadio Edgardo Baltodano Briceño |

## Dieciseisavos de final
Esta fase se enfrentan en series directas los 32 equipos clasificados de la ronda anterior, para obtener los 16 equipos que clasificarán a la siguiente etapa.

| Serie     | Equipo Local Ida          | Resultado | Equipo Local Vuelta     | Ida   | Vuelta |
| --------- | ------------------------- | --------- | ----------------------- | ----- | ------ |
| Uno       | AD. A.B.C. San Rafael     | 3 - 2     | ACF. Turrucares         | 3 - 0 | 0 - 2  |
| Dos       | Municipal Orotina         | 5 - 3     | AD Santo Domingo        | 3 - 0 | 2 - 3  |
| Tres      | AD. Rosario (Naranjo)     | 5 - 2     | AD. Talentos del Caribe | 3 - 0 | 2 - 2  |
| Cuatro    | AD. Colorado Corredores   | 2 - 6     | Municipal Guarco        | 1 - 2 | 1 - 4  |
| Cinco     | AFC Gallada               | 3 - 4     | AD. Sagrada Familia     | 0 - 1 | 3 - 3  |
| Seis      | AF Lankester 1943         | 3 - 2     | Municipal Coto Brus     | 2 - 1 | 1 - 1  |
| Siete     | Asoc. Upaleña de Fútbol   | 1 - 2     | Deportivo Nimboyore     | 0 - 0 | 1 - 2  |
| Ocho      | Ciruelas FC               | 3 - 6     | Barriada FC             | 3 - 1 | 0 - 5  |
| Nueve     | Hojancheña FC             | 4 - 5     | CCDR San Pablo          | 2 - 3 | 2 - 2  |
| Diez      | AD Valencia               | 0 - 2     | AD. Fútbol de Siquirres | 0 - 1 | 0 - 1  |
| Once      | CCDR Alajuelita           | 1 - 2     | Limón FC                | 1 - 0 | 0 - 2  |
| Doce      | AD. Alianza Pococí FC     | 2 - 3     | Mpal. Desamparados FC   | 2 - 1 | 0 - 2  |
| Trece     | Deportivo Upala FC        | 1 - 3     | AD Barrio México        | 1 - 1 | 0 - 2  |
| Catorce   | AD San Luis Sta. Teresita | 6 - 9     | Puntarenas San Luis FC  | 6 - 4 | 0 - 5  |
| Quince    | Municipal Corredores      | 1 - 3     | Cúcuta Liberia FC       | 1 - 0 | 0 - 3  |
| Dieciséis | Four Can                  | 1 - 4     | AD Cuajiniquil          | 1 - 0 | 0 - 4  |

| AD. A.B.C. San Rafael     | vs | ACF. Turrucares         | 24 de febrero de 2019 | Cancha Ottos, La Guácima           |
| Municipal Orotina         | vs | AD Santo Domingo        | 24 de febrero de 2019 | Estadio Municipal de Orotina       |
| AD. Rosario               | vs | AD. Talentos del Caribe | 24 de febrero de 2019 | Estadio Municipal de Naranjo       |
| AD. Colorado Corredores   | vs | Municipal Guarco        | 24 de febrero de 2019 | Cancha de Colorado                 |
| AFC Gallada               | vs | AD. Sagrada Familia     | 24 de febrero de 2019 | Estadio Cuty Monge, Desamparados   |
| AF Lankester 1943         | vs | Municipal Coto Brus     | 24 de febrero de 2019 | Cancha de Dulce Nombre, Cartago    |
| Asoc. Upaleña de Fútbol   | vs | Deportivo Nimboyore     | 24 de febrero de 2019 | Cancha Colonia Puntarenas, Upala   |
| Ciruelas FC               | vs | Barriada FC             | 24 de febrero de 2019 | Cancha Las Vueltas, La Guácima     |
| Hojancheña FC             | vs | CCDR San Pablo          | 24 de febrero de 2019 | Cancha La Gran Vía, Hojancha       |
| AD Valencia               | vs | AD. Fútbol de Siquirres | 24 de febrero de 2019 | Estadio Lito Monge                 |
| CCDR Alajuelita           | vs | Limón FC                | 24 de febrero de 2019 | Estadio Aniceto Retana, Alajuelita |
| AD. Alianza Pococí FC     | vs | Mpal. Desamparados FC   | 24 de febrero de 2019 | Estadio Ebal Rodríguez, Guápiles   |
| Deportivo Upala FC        | vs | AD Barrio México        | 24 de febrero de 2019 | Cancha de Llano Azul, Upala        |
| AD San Luis Sta. Teresita | vs | Puntarenas San Luis FC  | 24 de febrero de 2019 | Estadio ST. Center, Aserrí         |
| Municipal Corredores      | vs | Cúcuta Liberia FC       | 24 de febrero de 2019 | Cancha La Cartonera, Ciudad Neilly |
| Four Can                  | vs | AD Cuajiniquil          | 24 de febrero de 2019 | Cancha de San Isidro, Alajuela     |

| ACF. Turrucares         | vs | AD. A.B.C. San Rafael     | 3 de marzo de 2019 | Cancha de Cebadilla, Turrucares         |
| AD Santo Domingo        | vs | Municipal Orotina         | 3 de marzo de 2019 | Cancha de Barrio Socorro                |
| AD. Talentos del Caribe | vs | AD. Rosario               | 3 de marzo de 2019 | Cancha de Home Creek (Pto Viejo, Limón) |
| Municipal Guarco        | vs | AD. Colorado Corredores   | 3 de marzo de 2019 | Cancha de Tejar del Guarco              |
| AD. Sagrada Familia     | vs | AFC Gallada               | 3 de marzo de 2019 | Estadio Teodoro Picado                  |
| Municipal Coto Brus     | vs | AF Lankester 1943         | 3 de marzo de 2019 | Estadio Hamilton Villalobos             |
| Deportivo Nimboyore     | vs | Asoc. Upaleña de Fútbol   | 3 de marzo de 2019 | Cancha Porte Golpe, Nicoya              |
| Barriada FC             | vs | Ciruelas FC               | 3 de marzo de 2019 | Cancha de Carrizal, Puntarenas          |
| CCDR San Pablo          | vs | Hojancheña FC             | 3 de marzo de 2019 | Cancha de San Pablo, Hdia               |
| AD. Fútbol de Siquirres | vs | AD Valencia               | 3 de marzo de 2019 | Cancha de El Cairo, Siquirres           |
| Limón FC                | vs | CCDR Alajuelita           | 3 de marzo de 2019 | Estadio Juan Gobán, Limón               |
| Mpal. Desamparados FC   | vs | AD. Alianza Pococí FC     | 3 de marzo de 2019 | Estadio Cuty Monge, Desamparados        |
| AD Barrio México        | vs | Deportivo Upala FC        | 3 de marzo de 2019 | Estadio Ernesto Rohrmoser               |
| Puntarenas San Luis FC  | vs | AD San Luis Sta. Teresita | 3 de marzo de 2019 | Estadio Lito Pérez, Puntarenas          |
| Cúcuta Liberia FC       | vs | Municipal Corredores      | 3 de marzo de 2019 | Estadio Edgardo Baltodano Briceño       |
| AD Cuajiniquil          | vs | Four Can                  | 3 de marzo de 2019 | Estadio Municipal de La Cruz            |

## Rondas Finales
|  | Octavos de Final (IV Fase) | Octavos de Final (IV Fase) | Octavos de Final (IV Fase) | Octavos de Final (IV Fase) |             |                        | Cuartos de Final (V Fase) | Cuartos de Final (V Fase) | Cuartos de Final (V Fase) | Cuartos de Final (V Fase) |  |                  | Semifinales (VI Fase) | Semifinales (VI Fase) | Semifinales (VI Fase) | Semifinales (VI Fase) |                  |   | Final (VII Fase) | Final (VII Fase) | Final (VII Fase) | Final (VII Fase) |
|  |                            |                            |                            |                            |             |                        |                           |                           |                           |                           |  |                  |                       |                       |                       |                       |                  |   |                  |                  |                  |                  |
|  | Barriada FC                | 4                          | 0                          | '4'                        |             |                        |                           |                           |                           |                           |  |                  |                       |                       |                       |                       |                  |   |                  |                  |                  |                  |
|  | Limón FC                   | 1                          | 0                          | '1'                        |             |                        |                           |                           |                           |                           |  |                  |                       |                       |                       |                       |                  |   |                  |                  |                  |                  |
|  | Limón FC                   | 1                          | 0                          | '1'                        |             | Barriada FC            | 1                         | 1                         | '2'                       |                           |  |                  |                       |                       |                       |                       |                  |   |                  |                  |                  |                  |
|  |                            |                            |                            |                            |             | Barriada FC            | 1                         | 1                         | '2'                       |                           |  |                  |                       |                       |                       |                       |                  |   |                  |                  |                  |                  |
|  |                            | CCDR San Pablo             | 2                          | 2                          | '4'         |                        |                           |                           |                           |                           |  |                  |                       |                       |                       |                       |                  |   |                  |                  |                  |                  |
|  | Deportivo Nimboyore        | CCDR San Pablo             | 2                          | 2                          | '4'         | 0                      | 2                         | '2'                       |                           |                           |  |                  |                       |                       |                       |                       |                  |   |                  |                  |                  |                  |
|  | Deportivo Nimboyore        |                            |                            |                            |             | 0                      | 2                         | '2'                       |                           |                           |  |                  |                       |                       |                       |                       |                  |   |                  |                  |                  |                  |
|  | CCDR San Pablo             | 1                          | 2                          | '3'                        |             |                        |                           |                           |                           |                           |  |                  |                       |                       |                       |                       |                  |   |                  |                  |                  |                  |
|  | CCDR San Pablo             | 1                          | 2                          | '3'                        |             |                        |                           |                           |                           |                           |  | CCDR San Pablo   | 1                     | 0                     | '1'                   |                       |                  |   |                  |                  |                  |                  |
|  |                            |                            |                            |                            |             |                        |                           |                           |                           |                           |  | CCDR San Pablo   | 1                     | 0                     | '1'                   |                       |                  |   |                  |                  |                  |                  |
|  |                            | AD Barrio México           | 1                          | 2                          | '3'         |                        |                           |                           |                           |                           |  |                  |                       |                       |                       |                       |                  |   |                  |                  |                  |                  |
|  | Mpal. Desamparados         | AD Barrio México           | 1                          | 2                          | '3'         | 1                      | 1                         | '2' (P: 5)                |                           |                           |  |                  |                       |                       |                       |                       |                  |   |                  |                  |                  |                  |
|  | Mpal. Desamparados         |                            |                            |                            |             | 1                      | 1                         | '2' (P: 5)                |                           |                           |  |                  |                       |                       |                       |                       |                  |   |                  |                  |                  |                  |
|  | AD Barrio México           | 1                          | 1                          | '2' (P: 6)                 |             |                        |                           |                           |                           |                           |  |                  |                       |                       |                       |                       |                  |   |                  |                  |                  |                  |
|  | AD Barrio México           | 1                          | 1                          | '2' (P: 6)                 |             | AD Barrio México       | 3                         | 0                         | '3'                       |                           |  |                  |                       |                       |                       |                       |                  |   |                  |                  |                  |                  |
|  |                            |                            |                            |                            |             | AD Barrio México       | 3                         | 0                         | '3'                       |                           |  |                  |                       |                       |                       |                       |                  |   |                  |                  |                  |                  |
|  |                            | AD Cuajiniquil             | 0                          | 1                          | '1'         |                        |                           |                           |                           |                           |  |                  |                       |                       |                       |                       |                  |   |                  |                  |                  |                  |
|  | AD Cuajiniquil             | AD Cuajiniquil             | 0                          | 1                          | '1'         | 3                      | 3                         | '6'                       |                           |                           |  |                  |                       |                       |                       |                       |                  |   |                  |                  |                  |                  |
|  | AD Cuajiniquil             |                            |                            |                            |             | 3                      | 3                         | '6'                       |                           |                           |  |                  |                       |                       |                       |                       |                  |   |                  |                  |                  |                  |
|  | AD. A.B.C. San Rafael      | 0                          | 5                          | '5'                        |             |                        |                           |                           |                           |                           |  |                  |                       |                       |                       |                       |                  |   |                  |                  |                  |                  |
|  | AD. A.B.C. San Rafael      | 0                          | 5                          | '5'                        |             |                        |                           |                           |                           |                           |  |                  |                       |                       |                       |                       | AD Barrio México | 2 | 0                | '2'              |                  |                  |
|  |                            |                            |                            |                            |             |                        |                           |                           |                           |                           |  |                  |                       |                       |                       |                       |                  | 2 | 0                | '2'              |                  |                  |
|  |                            | Puntarenas San Luis FC     | 1                          | 0                          | '1'         |                        |                           |                           |                           |                           |  |                  |                       |                       |                       |                       |                  |   |                  |                  |                  |                  |
|  | AD. Rosario (Naranjo)      | Puntarenas San Luis FC     | 1                          | 0                          | '1'         | 0                      | 2                         | '2'                       |                           |                           |  |                  |                       |                       |                       |                       |                  |   |                  |                  |                  |                  |
|  | AD. Rosario (Naranjo)      |                            |                            |                            |             | 0                      | 2                         | '2'                       |                           |                           |  |                  |                       |                       |                       |                       |                  |   |                  |                  |                  |                  |
|  | Municipal Guarco           | 1                          | 3                          | '4'                        |             |                        |                           |                           |                           |                           |  |                  |                       |                       |                       |                       |                  |   |                  |                  |                  |                  |
|  | Municipal Guarco           | 1                          | 3                          | '4'                        |             | Municipal Guarco       | 2                         | 1                         | '3' (TE: 1)               |                           |  |                  |                       |                       |                       |                       |                  |   |                  |                  |                  |                  |
|  |                            |                            |                            |                            |             | Municipal Guarco       | 2                         | 1                         | '3' (TE: 1)               |                           |  |                  |                       |                       |                       |                       |                  |   |                  |                  |                  |                  |
|  |                            | AD. Fútbol de Siquirres    | 1                          | 2                          | '3' (TE: 0) |                        |                           |                           |                           |                           |  |                  |                       |                       |                       |                       |                  |   |                  |                  |                  |                  |
|  | AD. Fútbol de Siquirres    | AD. Fútbol de Siquirres    | 1                          | 2                          | '3' (TE: 0) | 1                      | 1                         | '2'                       |                           |                           |  |                  |                       |                       |                       |                       |                  |   |                  |                  |                  |                  |
|  | AD. Fútbol de Siquirres    |                            |                            |                            |             | 1                      | 1                         | '2'                       |                           |                           |  |                  |                       |                       |                       |                       |                  |   |                  |                  |                  |                  |
|  | AF Lankester 1943          | 0                          | 1                          | '1'                        |             |                        |                           |                           |                           |                           |  |                  |                       |                       |                       |                       |                  |   |                  |                  |                  |                  |
|  | AF Lankester 1943          | 0                          | 1                          | '1'                        |             |                        |                           |                           |                           |                           |  | Municipal Guarco | 1                     | 1                     | '2'                   |                       |                  |   |                  |                  |                  |                  |
|  |                            |                            |                            |                            |             |                        |                           |                           |                           |                           |  | Municipal Guarco | 1                     | 1                     | '2'                   |                       |                  |   |                  |                  |                  |                  |
|  |                            | Puntarenas San Luis FC     | 3                          | 5                          | '8'         |                        |                           |                           |                           |                           |  |                  |                       |                       |                       |                       |                  |   |                  |                  |                  |                  |
|  | Cúcuta Liberia FC          | Puntarenas San Luis FC     | 3                          | 5                          | '8'         | 1                      | 2                         | '3'                       |                           |                           |  |                  |                       |                       |                       |                       |                  |   |                  |                  |                  |                  |
|  | Cúcuta Liberia FC          |                            |                            |                            |             | 1                      | 2                         | '3'                       |                           |                           |  |                  |                       |                       |                       |                       |                  |   |                  |                  |                  |                  |
|  | Puntarenas San Luis FC     | 1                          | 1                          | '2'                        |             |                        |                           |                           |                           |                           |  |                  |                       |                       |                       |                       |                  |   |                  |                  |                  |                  |
|  | Puntarenas San Luis FC     | 1                          | 1                          | '2'                        |             | Puntarenas San Luis FC | 2                         | 3                         | '5'                       |                           |  |                  |                       |                       |                       |                       |                  |   |                  |                  |                  |                  |
|  |                            |                            |                            |                            |             | Puntarenas San Luis FC | 2                         | 3                         | '5'                       |                           |  |                  |                       |                       |                       |                       |                  |   |                  |                  |                  |                  |
|  |                            | AD. Sagrada Familia        | 3                          | 1                          | '4'         |                        |                           |                           |                           |                           |  |                  |                       |                       |                       |                       |                  |   |                  |                  |                  |                  |
|  | AD. Sagrada Familia        | AD. Sagrada Familia        | 3                          | 1                          | '4'         | 3                      | 0                         | '3'                       |                           |                           |  |                  |                       |                       |                       |                       |                  |   |                  |                  |                  |                  |
|  | AD. Sagrada Familia        |                            |                            |                            |             | 3                      | 0                         | '3'                       |                           |                           |  |                  |                       |                       |                       |                       |                  |   |                  |                  |                  |                  |
|  | Municipal Orotina          | 1                          | 1                          | '2'                        |             |                        |                           |                           |                           |                           |  |                  |                       |                       |                       |                       |                  |   |                  |                  |                  |                  |

| Campeón de Primera División de LINAFA 2018-2019          |
| -------------------------------------------------------- |
|                                                          |
| AD Barrio México                                         |
| Asciende a: Liga de Ascenso (Segunda División) 2019-2020 |

### Octavos de final
| Barriada FC             | 4 - 1 | Limón FC               | 31 de marzo de 2019 (*) | Cancha de Carrizal, Puntarenas    |
| Deportivo Nimboyore     | 0 - 1 | CCDR San Pablo         | 10 de marzo de 2019     | Cancha Porte Golpe, Nicoya        |
| Mpal. Desamparados FC   | 1 - 1 | AD Barrio México       | 10 de marzo de 2019     | Estadio Cuty Monge, Desamparados  |
| AD Cuajiniquil          | 3 - 0 | AD. A.B.C. San Rafael  | 10 de marzo de 2019     | Estadio Municipal de La Cruz      |
| AD. Rosario             | 0 - 1 | Municipal Guarco       | 10 de marzo de 2019     | Estadio Municipal de Naranjo      |
| AD. Fútbol de Siquirres | 1 - 0 | AF Lankester 1943      | 10 de marzo de 2019     | Cancha de El Cairo, Siquirres     |
| Cúcuta Liberia FC       | 1 - 1 | Puntarenas San Luis FC | 10 de marzo de 2019     | Estadio Edgardo Baltodano Briceño |
| AD. Sagrada Familia     | 3 - 1 | Municipal Orotina      | 10 de marzo de 2019     | Estadio Teodoro Picado            |

| Limón FC                   | 0 - 0            | Barriada FC (*)             | 7 de abril de 2019 | Estadio Juan Gobán, Limón       |
| CCDR San Pablo (*)         | 2 - 2            | Deportivo Nimboyore         | 7 de abril de 2019 | Cancha de San Pablo, Hdia       |
| AD Barrio México (*)       | 1 - 1 (P: 6 - 5) | Mpal. Desamparados FC       | 7 de abril de 2019 | Estadio Ernesto Rohrmoser       |
| AD. A.B.C. San Rafael      | 5 - 3            | AD Cuajiniquil (*)          | 7 de abril de 2019 | Cancha Ottos, La Guácima        |
| Municipal Guarco (*)       | 3 - 2            | AD. Rosario                 | 7 de abril de 2019 | Cancha de Tejar del Guarco      |
| AF Lankester 1943          | 1 - 1            | AD. Fútbol de Siquirres (*) | 7 de abril de 2019 | Cancha de Dulce Nombre, Cartago |
| Puntarenas San Luis FC (*) | 2 - 1            | Cúcuta Liberia FC           | 7 de abril de 2019 | Estadio Lito Pérez, Puntarenas  |
| Municipal Orotina          | 1 - 0            | AD. Sagrada Familia (*)     | 7 de abril de 2019 | Estadio Municipal de Orotina    |

### Cuartos de final
| Barriada FC             | 1 - 2 | CCDR San Pablo         | 14 de abril de 2019 | Cancha de Carrizal, Puntarenas |
| AD Barrio México        | 3 - 0 | AD Cuajiniquil         | 14 de abril de 2019 | Estadio Ernesto Rohrmoser      |
| AD. Fútbol de Siquirres | 1 - 2 | Municipal Guarco       | 14 de abril de 2019 | Cancha de El Cairo, Siquirres  |
| AD. Sagrada Familia     | 3 - 2 | Puntarenas San Luis FC | 14 de abril de 2019 | Estadio Teodoro Picado         |

| CCDR San Pablo (*)         | 2 - 1             | Barriada FC             | 21 de abril de 2019 | Cancha de San Pablo, Hdia      |
| AD Cuajiniquil             | 1 - 0             | AD Barrio México (*)    | 21 de abril de 2019 | Estadio Municipal de La Cruz   |
| Municipal Guarco (*)       | 1 - 2 (TE: 1 - 0) | AD. Fútbol de Siquirres | 21 de abril de 2019 | Cancha de Tejar del Guarco     |
| Puntarenas San Luis FC (*) | 3 - 1             | AD. Sagrada Familia     | 21 de abril de 2019 | Estadio Lito Pérez, Puntarenas |

### Semifinal
| AD Barrio México       | 1 - 1 | CCDR San Pablo   | 28 de abril de 2019 | Estadio Ernesto Rohrmoser      |
| Puntarenas San Luis FC | 3 - 1 | Municipal Guarco | 28 de abril de 2019 | Estadio Lito Pérez, Puntarenas |

| CCDR San Pablo   | 0 - 2 | AD Barrio México (*)       | 5 de mayo de 2019 | Estadio Carlos Alvarado, Sta Bárbara |
| Municipal Guarco | 1 - 5 | Puntarenas San Luis FC (*) | 5 de mayo de 2019 | Estadio José Rafael "Fello" Meza     |

### Final
| Puntarenas San Luis FC | 1 - 2 | AD Barrio México | 12 de mayo de 2019 | Estadio Lito Pérez, Puntarenas |

| AD Barrio México (*) | 0 - 0 | Puntarenas San Luis FC | 19 de mayo de 2019 | Estadio Ernesto Rohrmoser |